# Передний привод

Общий случай компоновки легкового автомобиля с приводом на передние колёса

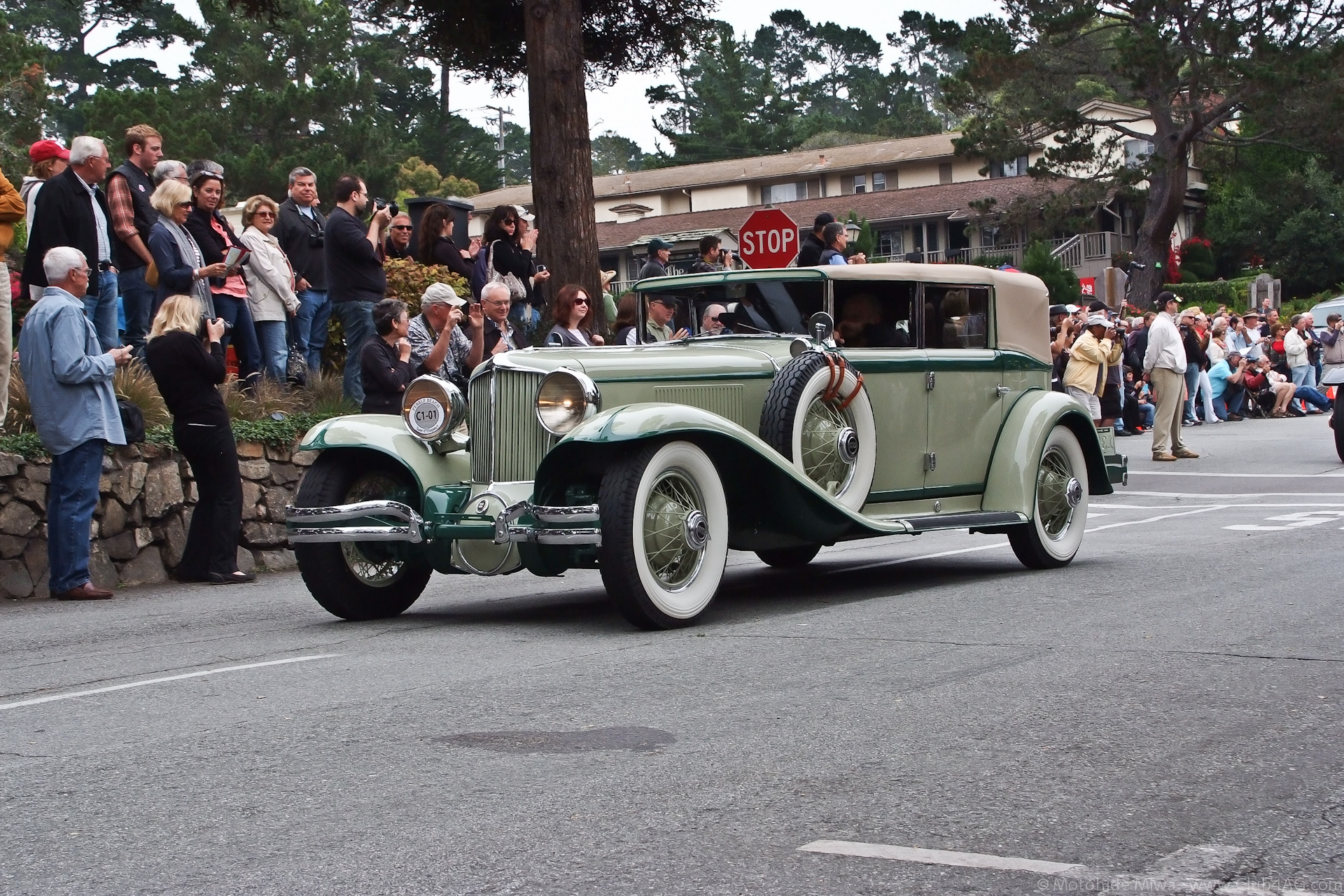
Cord L29 — первый серийный переднеприводный автомобиль

Передний привод — компоновка и конструкция трансмиссии автомобиля, при которой создаваемый двигателем крутящий момент передаётся на передние колёса.
Впервые серийное производство переднего привода началось в 1929 году в США на автомобиле Cord L29. Массовое распространение передний привод получил начиная с 1960-х годов. В настоящее время является наиболее распространённым, особенно на легковых автомобилях.

## Общая характеристика
Переднеприводные модели считаются беспроблемными, при прочих равных, для водителя средней квалификации и в подавляющем большинстве условий обладают стабильными показателями устойчивости и управляемости, в то время как заднеприводные автомобили требуют от водителя большей аккуратности и лучших навыков вождения в условиях гололёда и мокрого покрытия .
С точки зрения эффективности использования пространства переднеприводная компоновка является одной из наиболее совершенных: построенный по ней автомобиль получается ощутимо короче, чем при классической, особенно в случае использования поперечно расположенного силового агрегата, а в сравнении с задней моторной — обеспечивается более удобное расположение багажного отделения в задней части кузова, облегчается создание грузопассажирских модификаций. Простая конструкция задней подвески и отсутствие редуктора заднего моста — опустить пол багажника и сделать его практически ровным, за счёт чего увеличить его объём либо при том же объёме уменьшить наружные габариты автомобиля .
Снаряжённая масса переднеприводного автомобиля в среднем на 3-5 % меньше, чем у построенного по классической компоновке за счёт отсутствия ряда узлов (отдельный картер заднего моста, приводной вал), причём и здесь имеет преимущество схема с поперечным расположением силового агрегата. Выигрыш в массе максимален для микролитражных и малолитражных автомобилей, но не столь велик для автомобилей среднего и более высокого классов.  
Хоть грузоподъёмность автомобиля в целом от типа привода не зависит, переднеприводный автомобиль страдает от уменьшения нагрузки на переднюю ось, что существенно ухудшает его тягово-сцепные свойства в гружёном состоянии — именно по этой причине переднеприводные грузовики долго не получали широкого распространения, и сегодня так и не смогли окончательно вытеснить построенные по «классической» компоновке, несмотря на весомые преимущества. Масса буксируемого прицепа у переднеприводного автомобиля также ограничена сильнее, чем у других компоновочных схем. 

Поведение в повороте автомобиля с нейтральной (зелёный) и избыточной (красный) поворачиваемостью. Во втором случае происходит занос задней оси и потеря управляемости

Поведение в повороте автомобиля с недостаточной поворачиваемостью (красный) при сносе передней оси. Несмотря на отклонение автомобиля от заданной траектории, он сохраняет способность управляться и может быть возвращён на неё соответствующим корректирующим воздействием со стороны водителя

Распределение массы (развесовка) при переднем приводе сильно зависит от конструктивной схемы, но в целом у большинства переднеприводных автомобилей нагрузка на колёса передней оси колеблется в пределах 56-65 % снаряжённой массы. Хорошая загрузка передней ведущей оси обеспечивает хорошие тяговые свойства в зимних условиях, но отрицательно сказывается на устойчивости к заносу в условиях гололеда. Изредка конструкторы переднеприводных автомобилей идут на повышение загрузки передней оси до 67-69 % (ЛуАЗ-969, Citroën CX), однако в таком случае значительно усугубляются проблемы, связанные с перераспределением веса при разгоне и торможении, а также сильно выраженной недостаточной поворачиваемостью. Та же хорошая статическая загрузка колёс передней оси обуславливает и большие усилия на рулевом колесе, так что для переднеприводного автомобиля желательны использование рулевого редуктора или установка усилителя руля. При разгоне и торможении происходит динамическое перераспределение масс между осями, при этом во время разгона передняя ведущая ось разгружается, вплоть до потери сцепления колёс с покрытием, а при торможении — напротив, нагружается до 80 % массы, что обуславливает худшие разгонную и тормозную динамику в сравнении с другими компоновочными схемами, особенно при необходимости наиболее динамичного разгона и экстренном торможении.
Несмотря на перераспределение нагрузки на заднюю ось при разгоне и движении на подъём, современные переднеприводные автомобили имеют достаточно благоприятные возможности разгона и преодоления подъёмов, что достигается за счёт изначально высокой статической нагрузки на переднюю ось, характерной для преимущественно используемых в настоящее время конструктивных схем с расположением двигателя за пределами колёсной базы, а также достаточного запаса мощности двигателя и высокого качества современных шин. Худшее использование мощности двигателя при разгоне из-за динамической разгрузки передней оси проявляется при повседневной эксплуатации автомобиля главным образом на мокром или обледенелом покрытии. Между тем, динамические качества и способность преодоления подъёмов переднеприводного автомобиля существенно ухудшаются по мере загрузки его пассажирами и грузом — уже при нагрузке более чем три человека его тяговые свойства могут стать недостаточными для тяжёлых дорожных условий. И если на современных автомобилях с их сравнительно невысокой нагрузкой на мощность это ощущается в меньшей степени, то переднеприводные малолитражки середины XX века с мощностью двигателя в 20—40 л. с. и полным салоном пассажиров на крутой подъём могли и не забраться, особенно в дождь, гололёд или при движении по грунтовой дороге с невысоким коэффициентом сцепления. При нагружении переднеприводного автомобиля пассажирами и грузом его проходимость будет ухудшаться из-за перераспределения массы в пользу не ведущей задней оси, в то время, как заднеприводного — напротив, улучшаться за счёт повышения нагрузки на ведущую ось.
Из-за того же самого перераспределения нагрузки между передней и задней осью при размещении пассажиров и багажа, которая может достигать 12 %, для переднеприводного автомобиля весьма затруднён подбор упругих характеристик подвесок, что сказывается на комфортабельности и плавности хода. Обеспечение высокого комфорта зачастую требует применения пружин с прогрессивной характеристикой или даже дополнительных пневматических элементов для регулировки уровня кузова.
Углы поворота передних колёс переднеприводного автомобиля ограничены шарнирами равных угловых скоростей, что приводит к ухудшению манёвренности из-за увеличения радиуса разворота относительно заднеприводного автомобиля при той же колёсной базе.
Для переднего привода свойственна врождённая лёгкая недостаточная поворачиваемость — стремление автомобиля при прохождении поворота за счёт тяги расположенных спереди ведущих колёс вернуться к прямолинейному движению, что оценивается как большое достоинство и считается безопасным поведением, желательным для автомобиля общего назначения и водителя средней квалификации. Хотя граничное значение сцепления передних колёс с покрытием при этом достигается раньше, устойчивость и управляемость переднеприводного автомобиля сохраняются, несмотря на их проскальзывание (снос передней оси), причём как на сухом, так и на скользком покрытии. В противоположность этому, при заднем приводе потеря сцепления колёсами задней оси (занос) приводит к потере управляемости. Между тем в граничных условиях многие переднеприводные автомобили проявляют сильную недостаточную поворачиваемость, что уже является недостатком и даже может угрожать безопасности движения. Во избежание этого подвеска серийных переднеприводных моделей настраивается обычно таким образом, чтобы снос происходил раньше, но имел более мягкий характер и предупреждал водителя о том, что выбранная им скорость движения не соответствует дорожным условиям. Предельная скорость прохождения поворота у переднеприводного автомобиля при сравнимых техническом уровне шасси и угловой жёсткости подвески практически такая же, что и у автомобилей других компоновочных схем — предельное боковое ускорение до 8 м/с².

## Разновидности компоновки автомобиля с передним приводом
Всего выделяется шесть разновидностей переднеприводной компоновки:
- Двигатель установлен продольно, перед передней осью;
- Двигатель установлен продольно, за передней осью;
- Двигатель установлен продольно, над передней осью;
- Двигатель установлен поперечно, перед передней осью;
- Двигатель установлен поперечно, за передней осью.
- Двигатель установлен поперечно, над передней осью;

Также выделяют три типа компоновки самого силового агрегата при переднем приводе:
- Последовательная компоновка — двигатель, главная передача и коробка передач размещены друг за другом на одной оси;
- Параллельная компоновка — двигатель и трансмиссия расположены на параллельных друг другу осях на одном уровне по высоте;
- «Этажная» компоновка — двигатель расположен над трансмиссией.

### Продольная установка двигателя перед осью

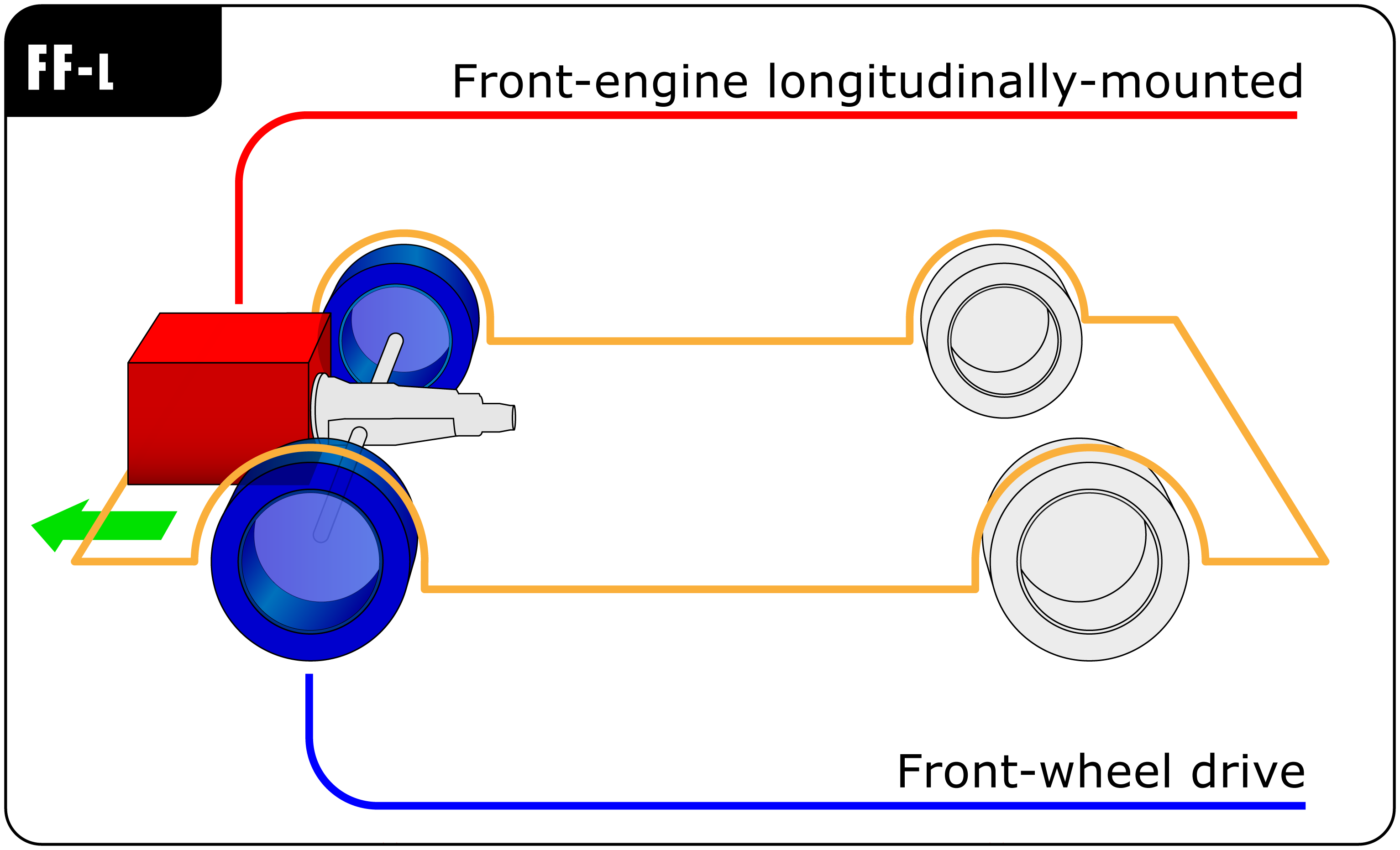
Схематическое изображение компоновки

В этой разновидности переднего привода двигатель расположен продольно в переднем свесе автомобиля, коробка передач — внутри колёсной базы, а главная передача — между ними. Компоновка силового агрегата, таким образом, получается последовательной. Конструкция трансмиссии при этом получается простой, причём возникают предпосылки для унификации по этому агрегату с заднемоторными моделями (пример — АКПП VW Typ 010, устанавливавшаяся как на заднемоторный VW Transporter, так и на переднеприводные модели Passat и Audi 80 / 100). Конструкция привода переключения передач в случае механической коробки также сравнительно простая. Существенно облегчается создание полноприводных модификаций.
Продольное размещение тяжёлого двигателя полностью перед осью передних колёс обеспечивает их постоянную хорошую загрузку (более 60 % массы), а следовательно — высокие тягово-сцепные свойства, в том числе на скользком и обледенелом покрытии. 

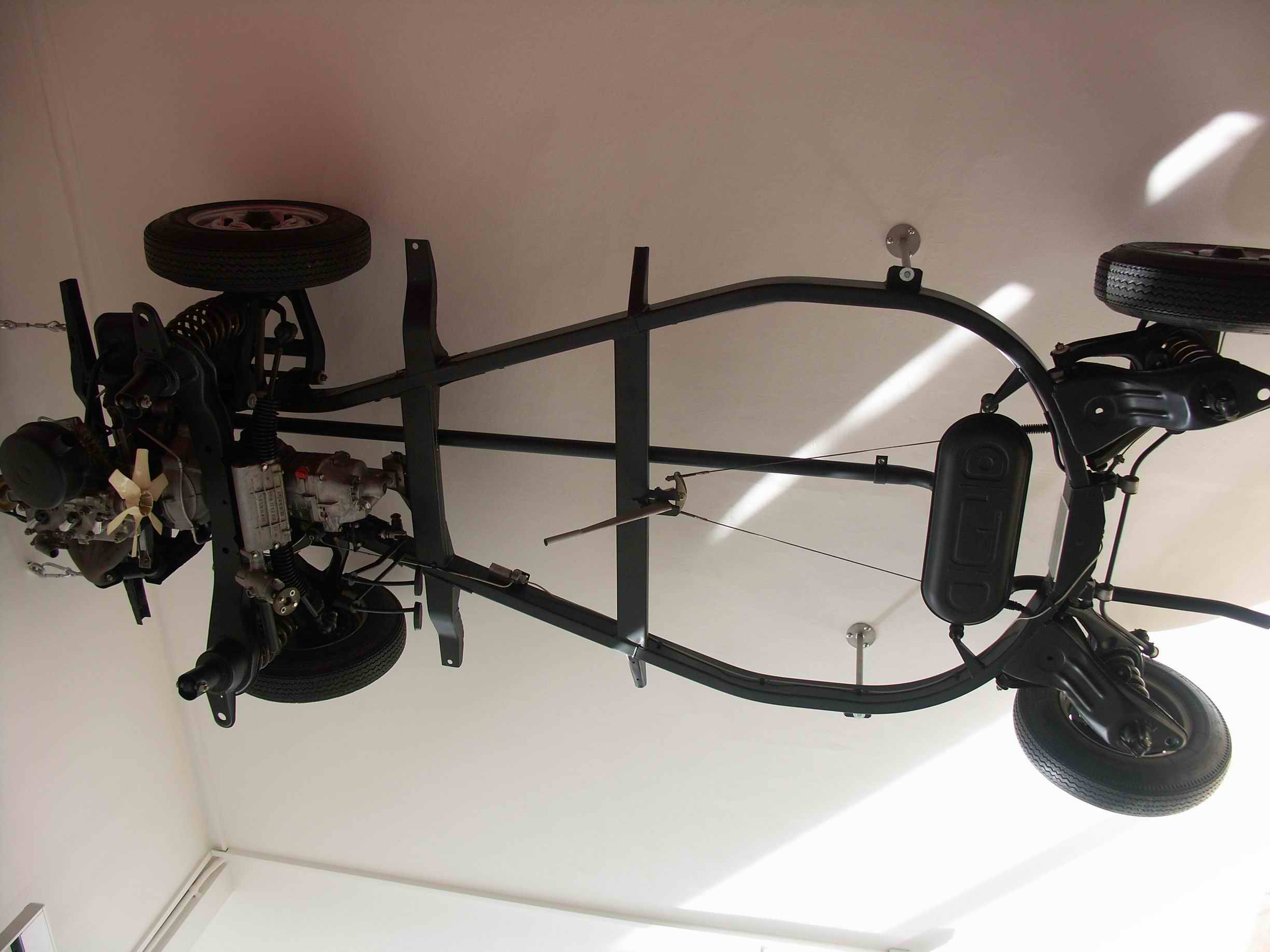
Рама автомобиля Wartburg 312 и 353 с продольным расположением двигателя перед осью передних колёс

Обратной стороной этого является большое усилие на рулевом колесе, настоятельно требующее установки усилителя рулевого управления. Для переднеприводных автомобилей с продольно расположенным двигателем также характерны выраженная недостаточная поворачиваемость в повороте и сильная перегрузка передней оси при торможении, обусловливающая неблагоприятное распределение тормозных сил и худшую тормозную динамику. В случае установки тяжёлого и длинного двигателя эти недостатки существенно усугубляются, становятся ощутимы возникающие из-за концентрации массы в переднем свесе приложенные к передней оси дополнительные силы инерционной природы, что ухудшает траекторную устойчивость автомобиля в повороте. Помимо этого, длина переднего свеса получается наибольшей по сравнению с другими схемами, что, в свою очередь, ухудшает геометрическую проходимость, усложняет маневрирование при парковке.
На практике конструкторы обычно в каждом конкретном случае стараются найти оптимальный компромисс между хорошей загруженностью ведущей оси и соображениями общей балансировки. Например, у старых моделей Audi и Volkswagen с продольным расположением двигателя или «Москвича-2141» на переднюю ось приходилось чуть больше 60 % массы автомобиля, а на заднюю — немногим менее 40 %, что обеспечивает приемлемые ездовые качества в сочетании с высокими по меркам переднего привода показателями грузоподъёмности и проходимости. У ЛуАЗ-969В благодаря выносу пассажирского салона вперёд на переднюю ведущую ось приходилось почти 65 % массы автомобиля, что обусловило высокие тягово-сцепные качества и приемлемую проходимость в ущерб управляемости на высоких скоростях, которая для этого автомобиля ввиду его специфического назначения большой роли не играла. Конструкторы Audi A4 последнего поколения за счёт смещения силового агрегата назад, применения лёгких сплавов в его конструкции и переноса части оборудования (например, аккумулятора) в багажник сумели при той же компоновочной схеме достичь практически равномерного распределения массы автомобиля по осям (порядка 50×50), что положительно сказалось на управляемости ценой определённого снижения грузовых и инерционных характеристик автомобиля (курсовой устойчивости при движении по прямой), а также проходимости.
С точки зрения компактности данная схема является невыигрышной — габаритная длина построенного по ней автомобиля оказывается практически такой же, что и при классической компоновке. Некоторый выигрыш может быть достигнут лишь за счёт более короткого при том же объёме багажного отделения (за счёт ровного пола) и применения специфических приёмов компоновки моторного отсека вроде размещения радиатора сбоку от силового агрегата, что позволяет также уменьшить длину переднего свеса. При этом данная разновидность переднего привода является наиболее выгодной в случае необходимости размещения длинного двигателя, например, рядного пятицилиндрового на тех же старых моделях «Ауди».
Ввиду указанного выше набора преимуществ и недостатков данная разновидность переднего привода используется главным образом на сравнительно крупных автомобилях — европейского среднего класса и выше: в качестве примеров могут быть названы практически все модели Audi, ряд поколений Volkswagen Passat, Renault 12 и Renault 18, Panhard Dyna Z, многие модели Subaru, «Москвич-2141». Немногочисленные исключения представлены моделями французского происхождения с компактными в продольном направлении оппозитными двигателями воздушного охлаждения — Citroën 2CV, Citroën Visa и Citroën GSA, а также фирмы Alfa-Romeo с оппозитными двигателями водяного охлаждения — Alfa Romeo Arna и ряд других. Также потенциально выгодным при такой компоновке является применение V-образных четырёхцилиндровых двигателей, но на практике такое решение встречается очень редко — по сути, его встречаемость в мировой практике сводится к единственному силовому агрегату, применённому на Ford Taunus P4 / P6 и отдельных моделях SAAB, а также — тому же ЛуАЗ-969В и некоторым опытным и самодельным советским автомобилям на основе агрегатов «Запорожца». Сюда же можно отнести автомобили марок DKW и Wartburg, имевшие компактные трёхцилиндровые двигатели (двухтактные), и модели с также сравнительно компактными роторно-поршневыми двигателями Ванкеля (NSU Ro 80). Ранее данная компоновка считалась более пригодной для установки автоматической коробки передач из-за лучших условий для размещения массивного гидротрансформатора, но в настоящее время задача её адаптации к другим разновидностям переднего привода может считаться полностью решённой.

### Продольная установка двигателя за осью

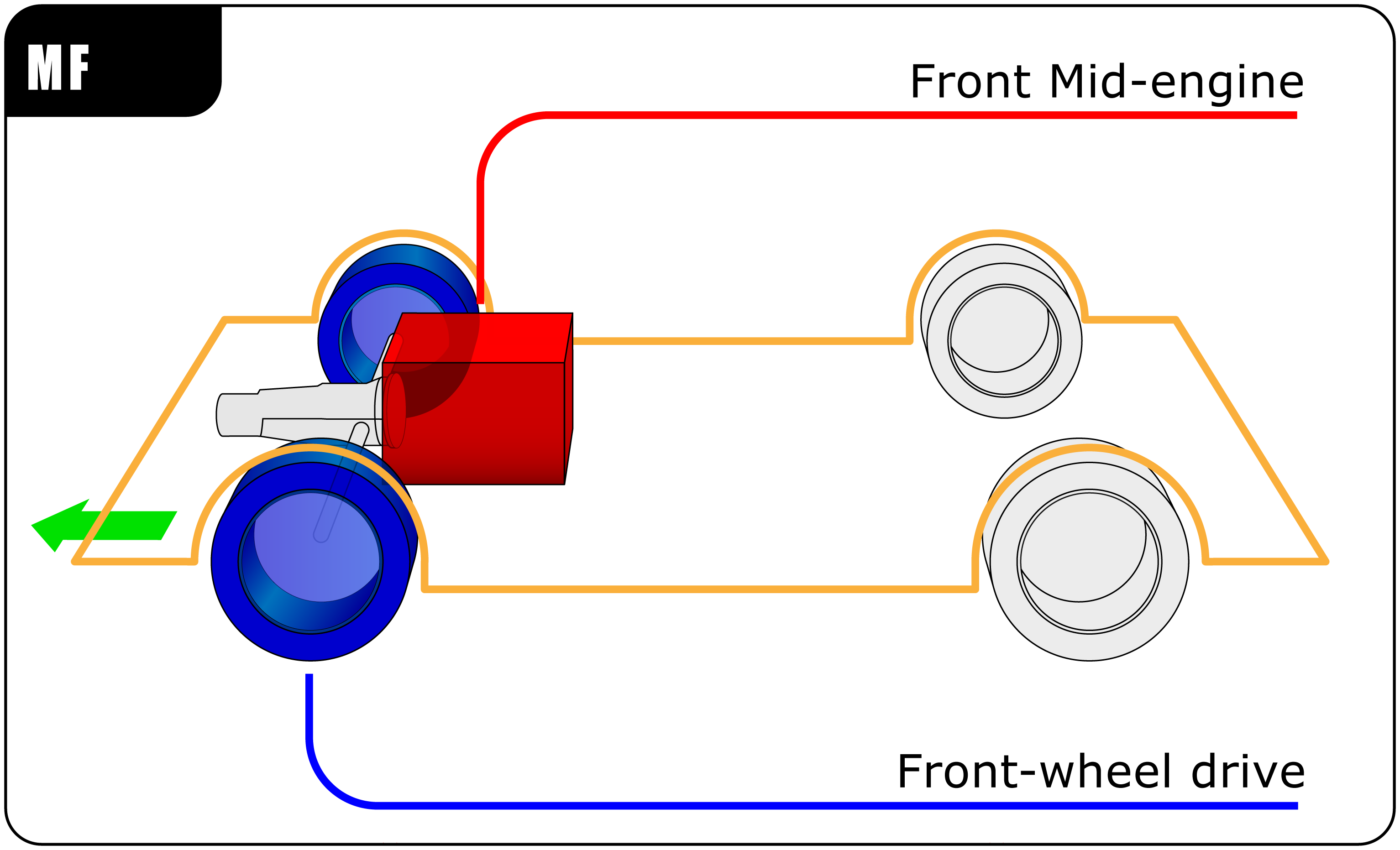
Схематическое изображение компоновки

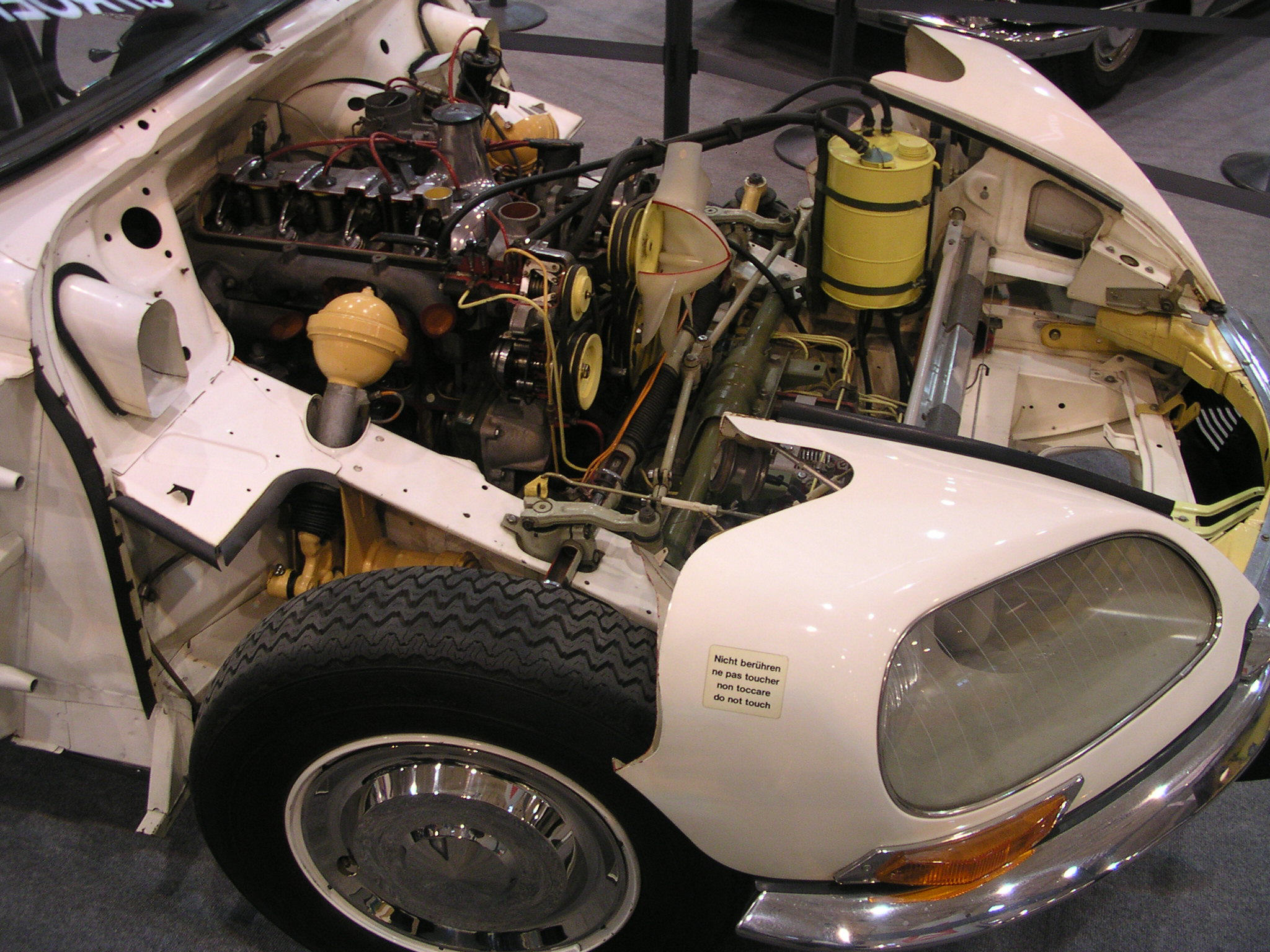
Citroën DS являлся одним из немногочисленных примеров компоновки с продольным размещением двигателя позади оси передних колёс

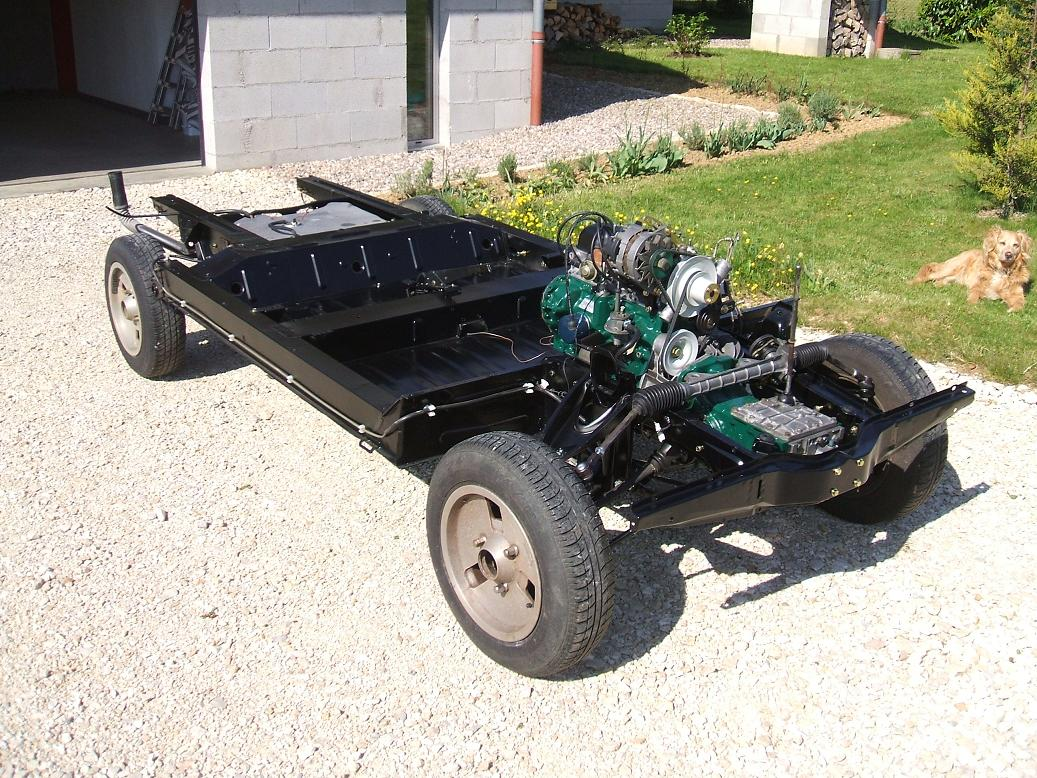
Renault 4 также является примером использования данной компоновки

С точки зрения конструкции эта компоновка представляет собой как бы зеркальное отражение предыдущей вдоль продольной оси: двигатель расположен внутри колёсной базы маховиком вперёд, коробка передач — в переднем свесе, а главная передача — опять же, между ними. Такая компоновка имела определённое распространение на раннем этапе становления переднеприводной компоновки — по ней были построены многие из первых серийных переднеприводных автомобилей, например, чешский Zbrojovka Z 4 или французский Citroën TA, но из-за многочисленных недостатков не используется на современных автомобилях. В очень редких случаях, в основном сводящихся к полуэкспериментальным переднеприводным автомобилям первой трети XX века, и двигатель, и коробка передач могли располагаться внутри колёсной базы, позади главной передачи (пример — Cord L29).
Преимущества данной компоновки немногочисленны — в первую очередь это возможность до предела увеличить колёсную базу автомобиля при тех же наружных габаритах, что повышает плавность хода, и получить очень короткий передний свес, улучшающий геометрическую проходимость.
К недостаткам относится в первую очередь необоснованное для переднего привода распределение массы автомобиля по осям — порядка 55 % на переднюю ось и даже меньше, что обусловливает низкие тягово-сцепные качества, дополнительно усугубляемые при загрузке автомобиля, разгоне и движении на подъём. Силовой агрегат при такой компоновке отбирает пространство у пассажирского салона, а охлаждение его часто бывает затруднённым — так, оба недостатка были характерны для скомпонованного по такой схеме Citroën DS, у которого рядный четырёхцилиндровый двигатель располагался практически под панелью приборов, что сильно затрудняло доступ к нему при обслуживании и мешало эффективному охлаждению на небольших скоростях движения, а также уменьшало пространство салона и способствовало его повышенному нагреву. Также такое размещение двигателя ухудшает пассивную безопасность, а привод управления коробкой передач получается сравнительно сложным, так как имеет большую длину и должен проходить либо под двигателем, либо над ним.
Кроме упомянутых выше моделей, данную компоновку использовал ряд автомобилей Renault — Renault 4 и ранние выпуски Renault 5 (до 1984 года). В 1984 году Renault 5 получил новый силовой агрегат с поперечным расположением двигателя, после этого автомобилей с продольным расположением двигателя за передней осью больше не выпускалось.

### Продольная установка двигателя над осью
Двигатель размещён продольно, коробка передач и главная передача — под ним («этажная» компоновка) или сбоку от него (параллельная компоновка), что позволяет получить более короткий капот по сравнению с компоновкой с продольным размещением двигателя и последовательной компоновкой силового агрегата, за счёт чего улучшить обзорность с места водителя, а также — несколько улучшить распределение массы автомобиля по осям. Цена этих преимуществ — более сложная конструкция силового агрегата и сниженный КПД.
В «этажном» варианте данная компоновка применялась на Toyota Tercel до 1987 года и Saab 99, в параллельном — на американских Cadillac Eldorado и Oldsmobile Toronado поколений конца 1960-х — 1970-х годов.
У «Тойоты» двигатель устанавливался маховиком назад, крутящий момент передавался при помощи промежуточной шестерни на расположенную позади и снизу от него коробку передач, а с её вторичного вала — на расположенную впереди коробки передач, прямо под картером двигателя, главную передачу. У «Сааба» двигатель располагался маховиком вперёд, а коробка передач и главная передача — друг за другом под его картером, для передачи крутящего момента также служила дополнительная шестерня.
У американских моделей массивный двигатель конфигурации V8 располагался маховиком назад прямо над осью передних колёс, к его маховику крепился гидротрансформатор крутящего момента, с которого вращение пластинчатой цепью передавалось на расположенную слева-позади от двигателя планетарную автоматическую коробку передач и далее — на расположенный слева под двигателем дифференциал. В последнем случае использование такой компоновки было связано, во-первых, с необходимостью использовать компоненты серийных моделей, скомпоновать которые в более традиционный силовой агрегат было невозможно без серьёзных изменений, а во-вторых — с желанием конструкторов улучшить распределение веса автомобиля по осям.
Исходя из вышесказанного, такая компоновка целесообразна для машин вагонной компоновки.

### Поперечная установка двигателя перед осью

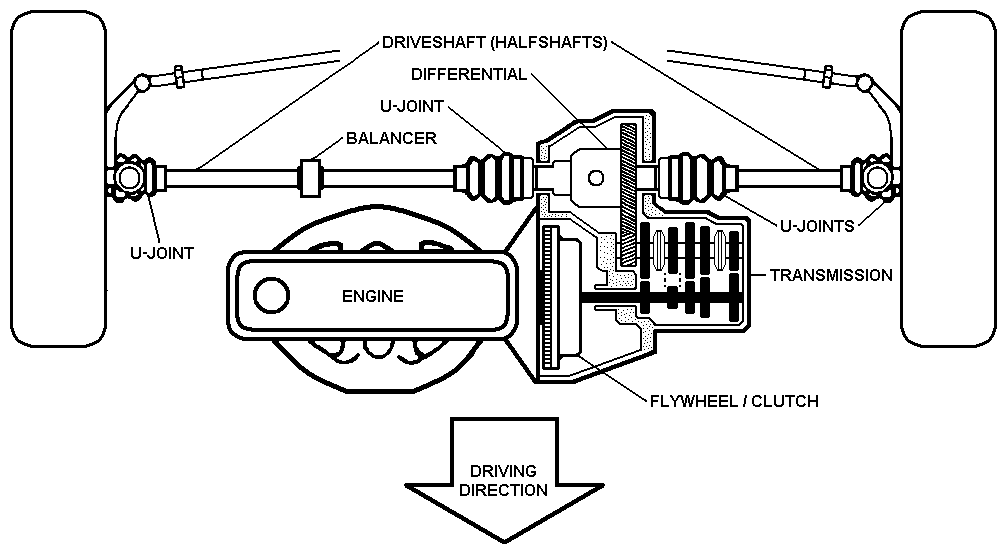
Типичная компоновка силового агрегата при поперечном расположении двигателя перед передней осью

Двигатель расположен поперечно, обычно последовательно с трансмиссией. Данная компоновка позволяет достичь большой компактности силового агрегата в продольном направлении и за счёт этого очень эффективно использовать длину автомобиля, при этом отсутствует необходимость в дополнительном усложнении силового агрегата, характерном для компоновки с расположением двигателя поперёк над осью(см. ниже). Благодаря этому данная компоновка является основной на большинстве современных автомобилей. Впервые была применена на прототипах фирмы DKW ещё до Второй мировой войны, затем была применена на автомобилях «Трабант» и «Сааб».
Недостатки — плотная компоновка силового агрегата, большие сложности с размещением длинных двигателей (рядных пяти- и шестицилиндровых), неравная длина полуосей в большинстве случаев, что приводит к появлению дополнительных торсионных (действующих на скручивание) сил в одной из них и, как следствие, неравномерному их износу и возникновению паразитных сил, передающихся на рулевое управление.

### Поперечная установка двигателя за осью
Аналогична предыдущему варианту, но двигатель расположен внутри колёсной базы, позади передней оси. В варианте с параллельным расположением двигателя и трансмиссии использовалась на серийных довоенных (F1 — F8) и первых послевоенных автомобилях DKW / IFA.

### Поперечная установка двигателя над осью

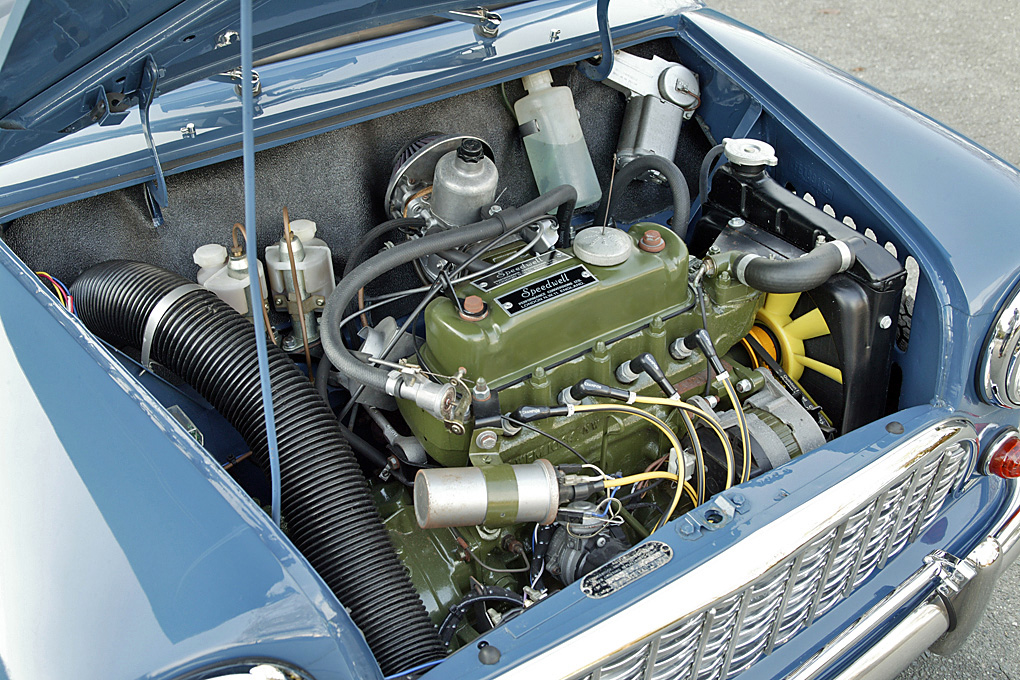
Знаменитый Austin Mini имел двигатель, поперечно расположенный над осью передних колёс

Характерная компоновка моделей британской компании British Leyland, изначально разработанная Алеком Иссигонисом для Austin Mini. Коробка передач крепится к картеру двигателя и имеет совместную систему смазки с двигателем. В целом напоминает компоновку с поперечным расположением двигателя перед осью передних колёс, но ещё более компактна ценой определённого усложнения конструкции самого силового агрегата и, в особенности, привода переключения передач. Также потенциально позволяет размещать поперечно длинные рядные двигатели, непригодные для других схем с поперечным расположением двигателя.
Аналогичная компоновка применялась также на Citroën Visa Super и некоторых автомобилях Peugeot — Peugeot 104, Peugeot 204, Peugeot 304, Peugeot 205.

## История

### Ранние разработки

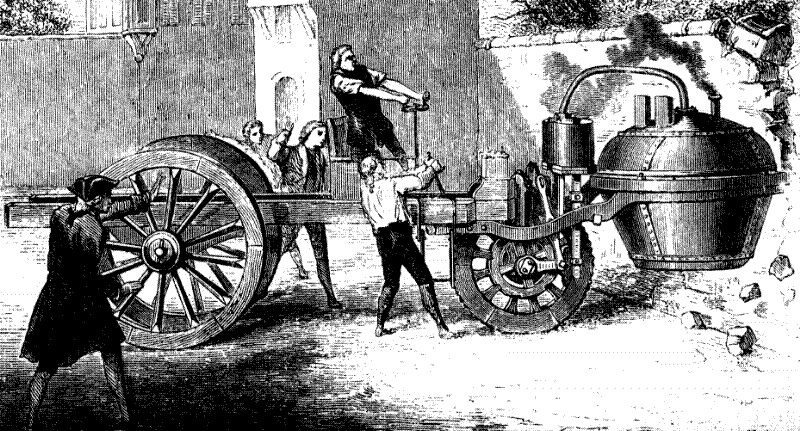
Телега Кюньо (Cugnot). Франция, 1771 год

Паровая телега Кюньо (fardier à vapeur de Cugnot) имела привод на переднее колесо, котел и паровая машина были установлены на вилке спереди колеса. Такое расположение силового агрегата обусловило хорошую нагрузку на ведущее колесо, что было выгодно с точки зрения достижения высоких тяговых качеств, необходимых для выполнения основной функции «паровой телеги» — артиллерийского тягача. Между тем это же обусловливало и очень большие усилия на рулевом приводе, что и послужило причиной первой в мире автомобильной аварии: на испытаниях изобретатель не справился с управлением, и чудо техники XVIII века снесло стену Арсенала. Правда, некоторые авторы ставят факт аварии под сомнение.

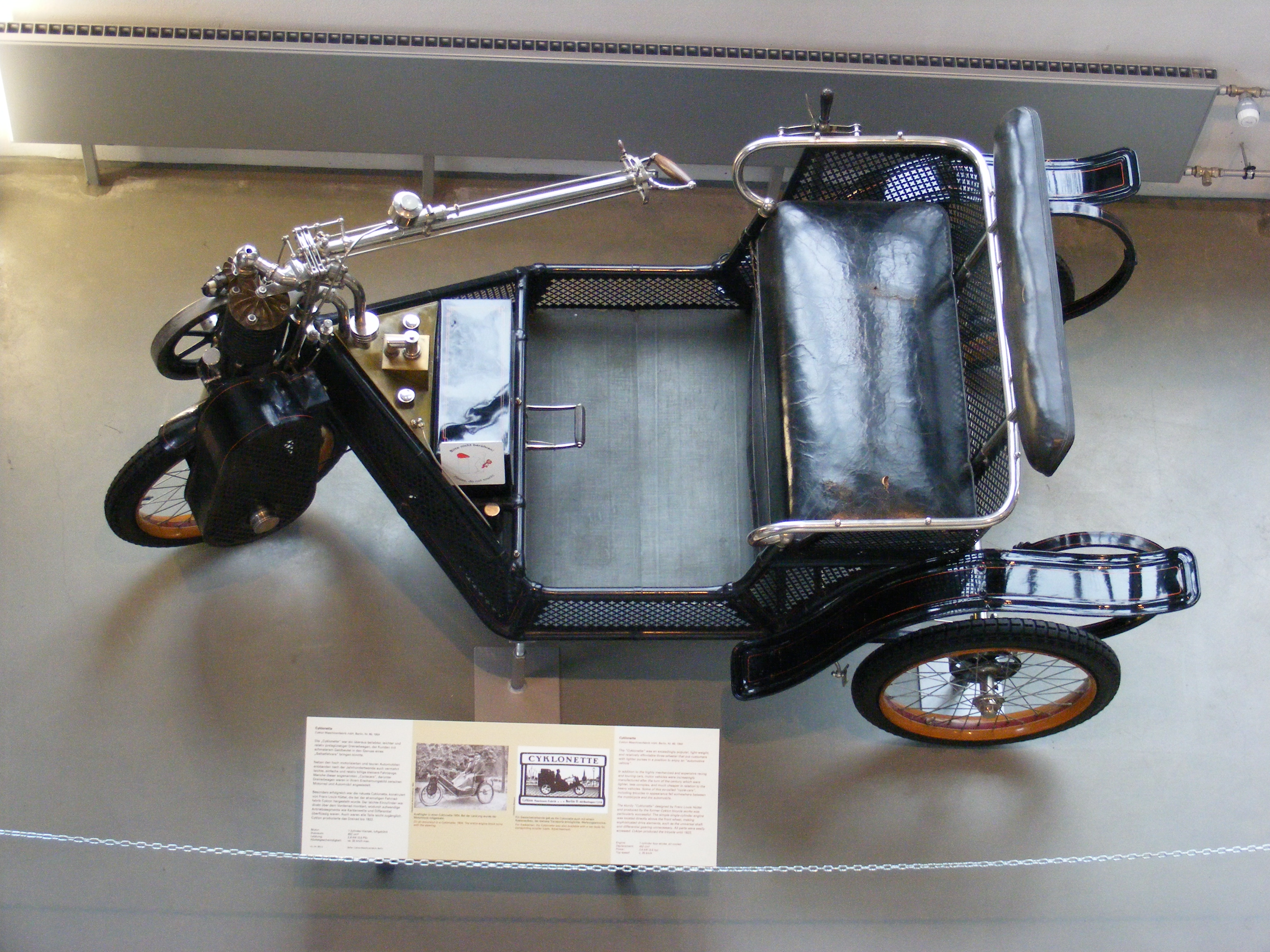
Cyklonette. Германия, 1904 год

Между тем уже первые автомобили с двигателями внутреннего сгорания, скомпонованные по образцу конных экипажей, имели силовой агрегат, расположенный посередине колёсной базы, а в таком случае более логичным оказался привод на заднюю ось цепью. Позднее двигатель стали размещать спереди, но привод всё равно был задним, хотя цепь заменил карданный вал: не имея существенных данных о поведении автомобилей различных компоновочных схем в движении, конструкторы шли по пути наименьшего сопротивления.
К тому же инженеры быстро поняли, что на четырёхколёсном автомобиле для привода передних ведущих колёс потребуются шарниры особой конструкции, которые в те годы ещё не были изобретены. Дело в том, что если колесо перемещается в вертикальной плоскости и одновременно является поворотным, обычному наружному карданному шарниру полуоси приходится работать в исключительно тяжёлых условиях — с углами 30—35°. Но при углах больших, чем 10—12°, в карданной передаче резко увеличиваются потери мощности, к тому же вращение передаётся неравномерно, растёт износ шарнира, быстро изнашиваются шины, а шестерни и валы трансмиссии начинают работать с большими перегрузками. Таким образом, требовался особый шарнир — шарнир равных угловых скоростей — лишённый таких недостатков.

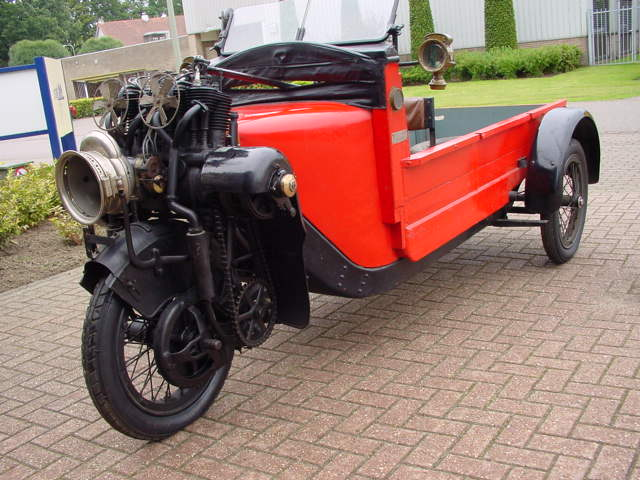
Phänomobil 1914 года

Фактически, весь ранний период истории переднего привода — это и есть история изобретения и развития шарниров равных угловых скоростей.
Правда, некоторые автомобили обходились без них.
Автомобиль братьев Грэф (Gräf & Stift, Австро-Венгрия, 1897 год) имел привод на передние колёса при помощи обычных карданных шарниров, по одному на каждую полуось. Это были шарниры неравных угловых скоростей, однако скорость движения, ход подвески и углы поворота передних колёс «Грэфа» были невелики, поэтому неравномерность вращения передних колёс практически не проявлялась. К тому же пробег автомобиля был слишком невелик, чтобы выяснить низкую долговечность карданных шарниров в таких условиях работы.

### Начало XX века

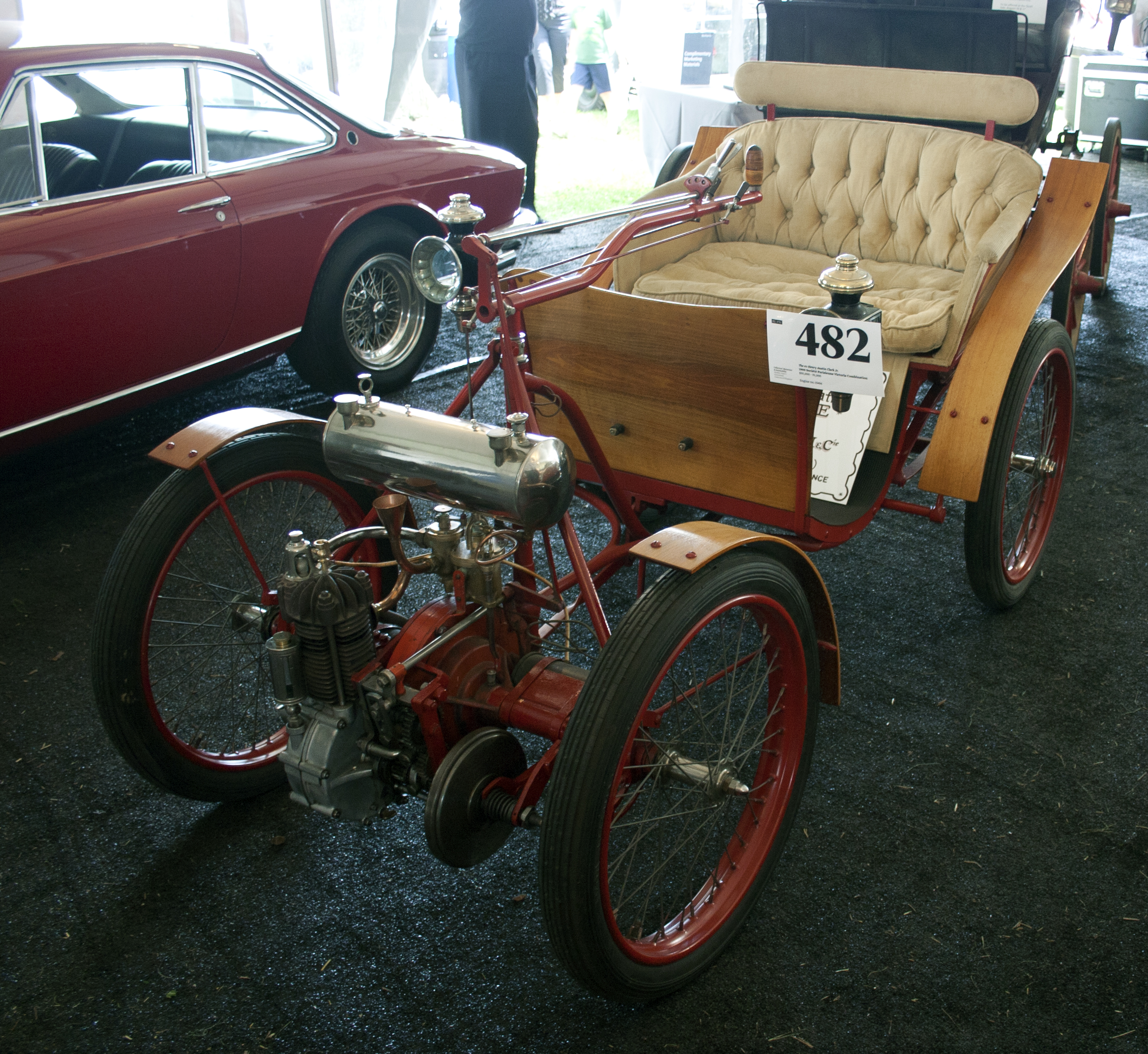
Société Parisienne Victoria Combination, 1900 год

Lohner-Porsche (Австро-Венгрия, 1900 год) конструкции Фердинанда Порше, будущего создателя автомобиля «Фольксваген Жук», САУ Фердинанд, танка Maus и автомобилестроительной фирмы своего имени, имел по одному электродвигателю в каждом переднем колесе (а одна модель даже имела полный привод) , таким образом, имел электрическую трансмиссию. Было налажено производство малой серией вручную. Эта схема получила название «мотор-колесо» и впоследствии широко использовалась, в частности, на «Луноходе».
Немецкий «Феномобиль» (Phänomobil), выпуск которого начался в 1907 году, имел лёгкий двухтактный двигатель, который располагался над единственным передним колесом и поворачивался вместе с ним. На основе этой схемы был создан целый ряд мотоколясок, например, Tempo (Германия), Bond (Великобритания). Однако для больших автомобилей эта схема не годилась (что не помешало «Феномобилю» выпускаться серийно до 1927 года).
Точно так же поворачивался вместе с двигателем передний мост четырёхколёсного переднеприводного автомобиля французской фирмы Société Parisienne, выпущенного с 1898 по 1901 год в количестве 400 экземпляров. Сегодня по такому принципу устроены мотоблоки в варианте с грузовой тележкой — полуприцепом.

### 1920-е: гоночные переднеприводные
Следующий всплеск интереса к переднеприводной компоновке пришёлся на 1920-е годы. К этому времени традиционная схема заднеприводного автомобиля была уже хорошо отработана, в США на 1000 человек населения приходилось уже больше сотни автомобилей, а в Европе в большом количестве появились фирмы и ателье, занимавшиеся выпуском автомобилей по индивидуальным заказам. Главное — к этому времени очень большую популярность приобрели автомобильные гонки, зрелищный и опасный вид спорта, в котором быстро находили применение любые технические новинки автомобилестроения.

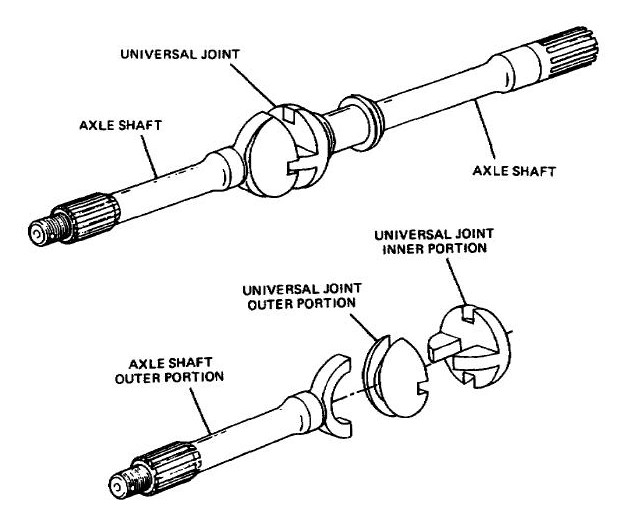
Сухариковый ШРУС типа Tracta

В результате появления определённого опыта эксплуатации автомобилей в различных дорожных условиях конструкторам тех лет стали ясны некоторые неприятные особенности поведения на дороге сравнительно быстроходного заднеприводного автомобиля: при прохождении поворота на высокой скорости он самопроизвольно, помимо воли водителя, стремился к его усилению, а при определённых условиях — вообще переставал подчиняться водителю вследствие возникновения заноса — потери колёсами задней оси бокового сцепления с дорогой. В теории автомобиля такое поведение называют «избыточной поворачиваемостью». Существуют различные способы борьбы с данным явлением, однако одним из наиболее радикальных является как раз использование привода на переднюю ось: в этом случае тяговое усилие передних колёс оказывает на автомобиль стабилизирующее воздействие, как бы «вытягивая» его из поворота, как лошадь — лёгкую конную повозку, что при прочих равных позволяет ощутимо повысить скорость безопасного прохождения поворотов — преимущество для гоночного автомобиля, особенно в условиях имевшего место в те годы доминирования весьма примитивных подвесок, не обеспечивавших заднеприводным автомобилям высоких ездовых качеств. Именно конструкторы гоночных автомобилей и обратили внимание на передний привод одними из первых.

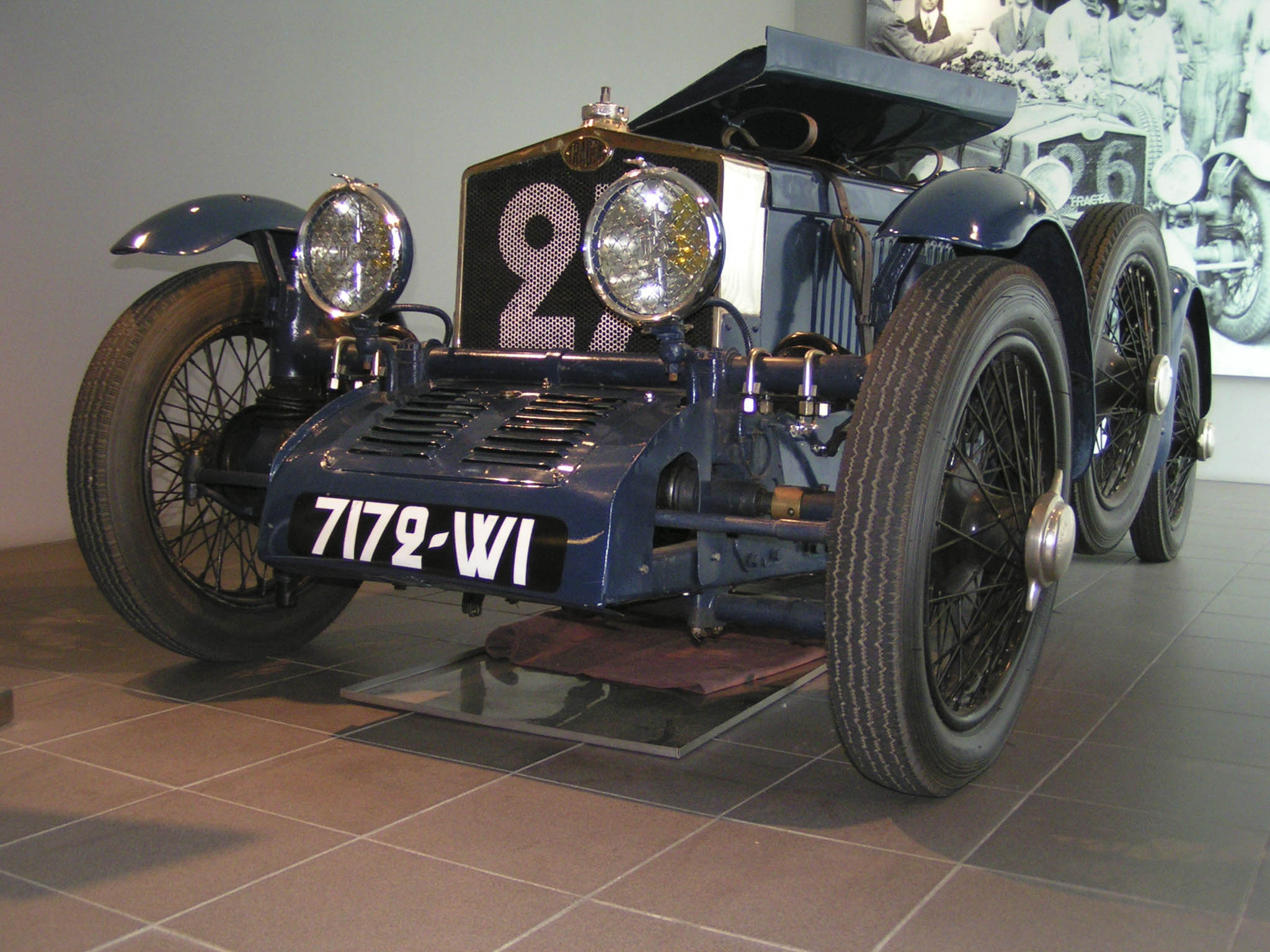
Tracta A, 1929 год

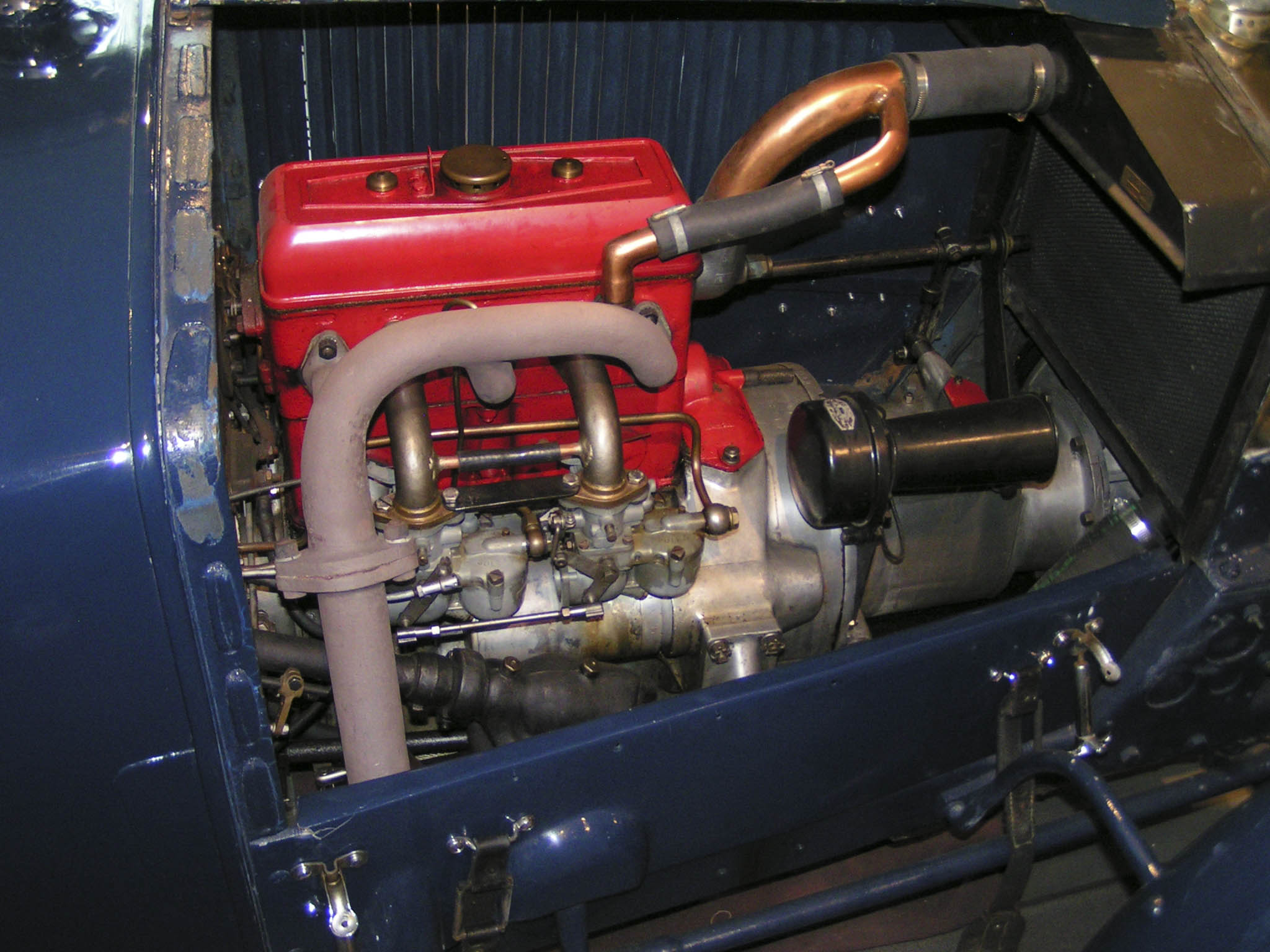

В 1925 году французский конструктор Ж. Грегуар совместно с П. Фенеем построил и представил публике переднеприводной автомобиль «Тракта», передние колёса которого приводились в движение ранее запатентованными им шарнирами равных угловых скоростей, также называвшимися «Тракта».
Они представляли собой так называемые сухариковые шарниры, в которых крутящий момент передавался через контактирующие друг с другом плоские поверхности. Сегодня подобные шарниры применяются в передних мостах грузовиков и «тяжёлых» внедорожников — например, КрАЗ и «Урал», УАЗ.
Помимо переднего привода, автомобиль имел независимую «свечную» подвеску передних колёс (предшественник подвески типа «Макферсон»), зависимую задних, и 1093-кубовый двигатель «Скап» высокой, по тем временам, мощности в 55 л. с. при 5000 оборотов в минуту, что достигалось благодаря приводному нагнетателю марки «Козетт». Двигатель располагался маховиком вперёд, перед ним располагалась четырёхступенчатая механическая коробка передач, а впереди крепился редуктор переднего моста. Таким образом, компоновка «Тракты» представляла собой «зеркальное» отражение классической заднеприводной.

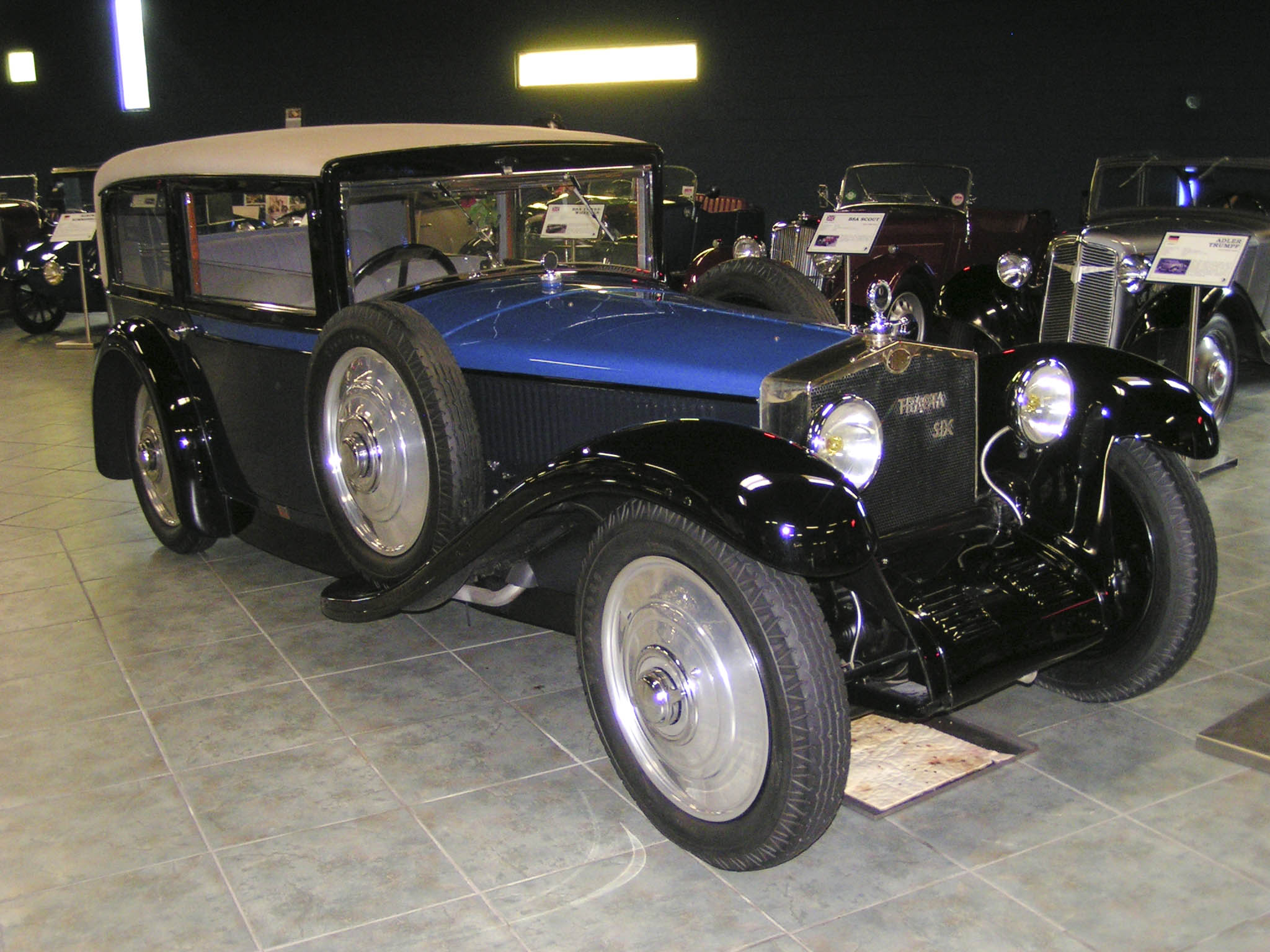
Tracta E — «гражданская» модификация

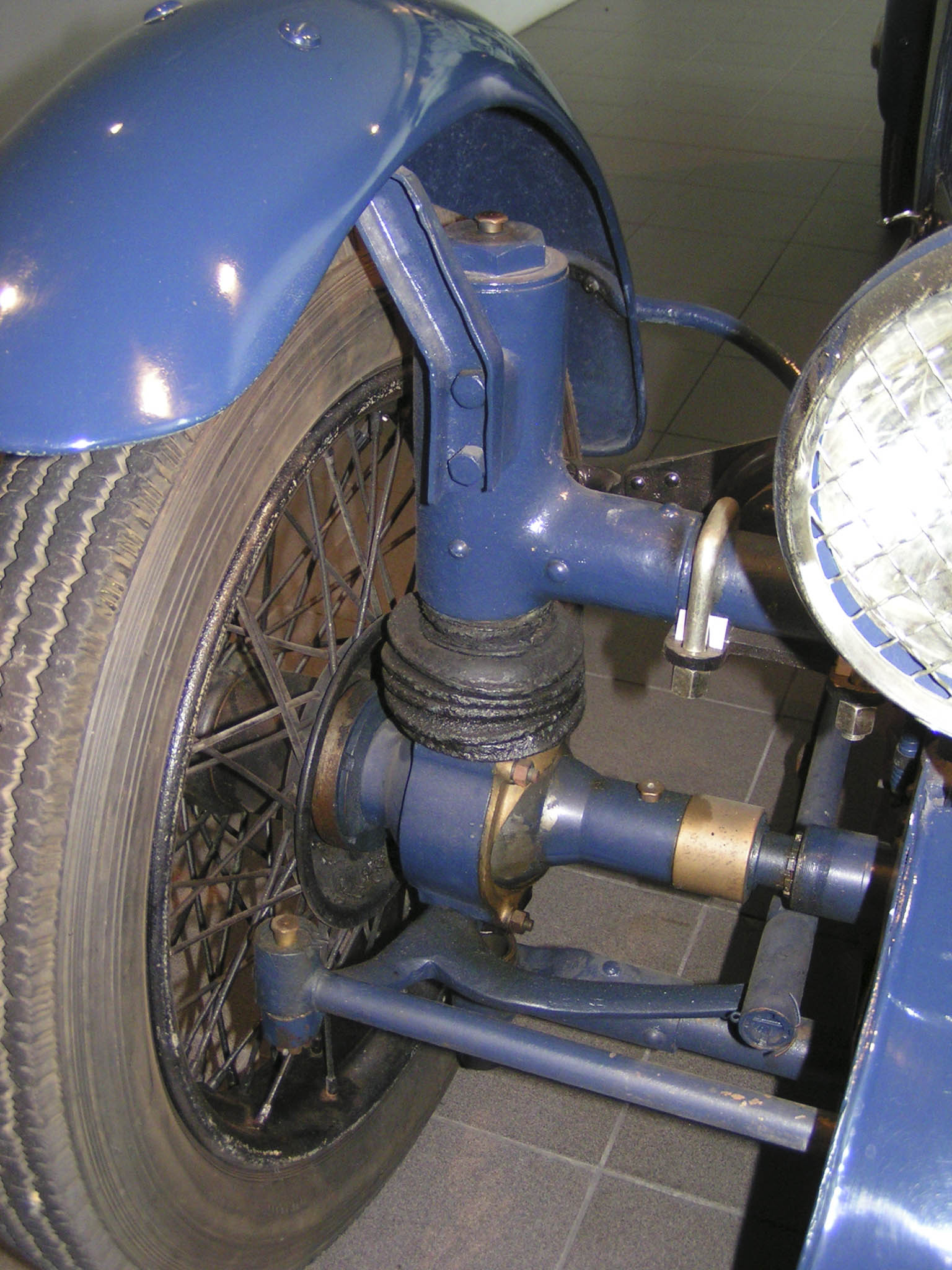
Подвеска

Отсутствие карданного вала позволило снизить массу автомобиля, кроме того, максимально понизить раму относительно мостов, благодаря этому «Тракта» имела очень низкий для того времени центр тяжести и могла проходить повороты на большой скорости. Кроме того, приземистый силуэт автомобиля позволил ощутимо снизить аэродинамическое сопротивление.
В 1928 году Tracta заняла второе место на гонках «24 часа Ле-Мана» в классе 1100 см³, а в 1929 и 1930 приходила первой. Был налажен малосерийный выпуск — сборка автомобилей первой модели велась с 1926 по 1928 год, а вообще фирма Грегуара просуществовала до 1934. Так как кузова в те годы изготовляли отдельные фирмы-ателье, на шасси «Тракты» ставили зачастую совсем не подходящие для этого динамичного автомобиля угловатые «каретные» кузова на тяжёлом деревянном каркасе. Между тем оригинальная гоночная версия была весьма лёгкой и весила всего 902 кг (почти как «Запорожец», хотя по колёсной базе «Тракта» была одноклассником «Волги»).

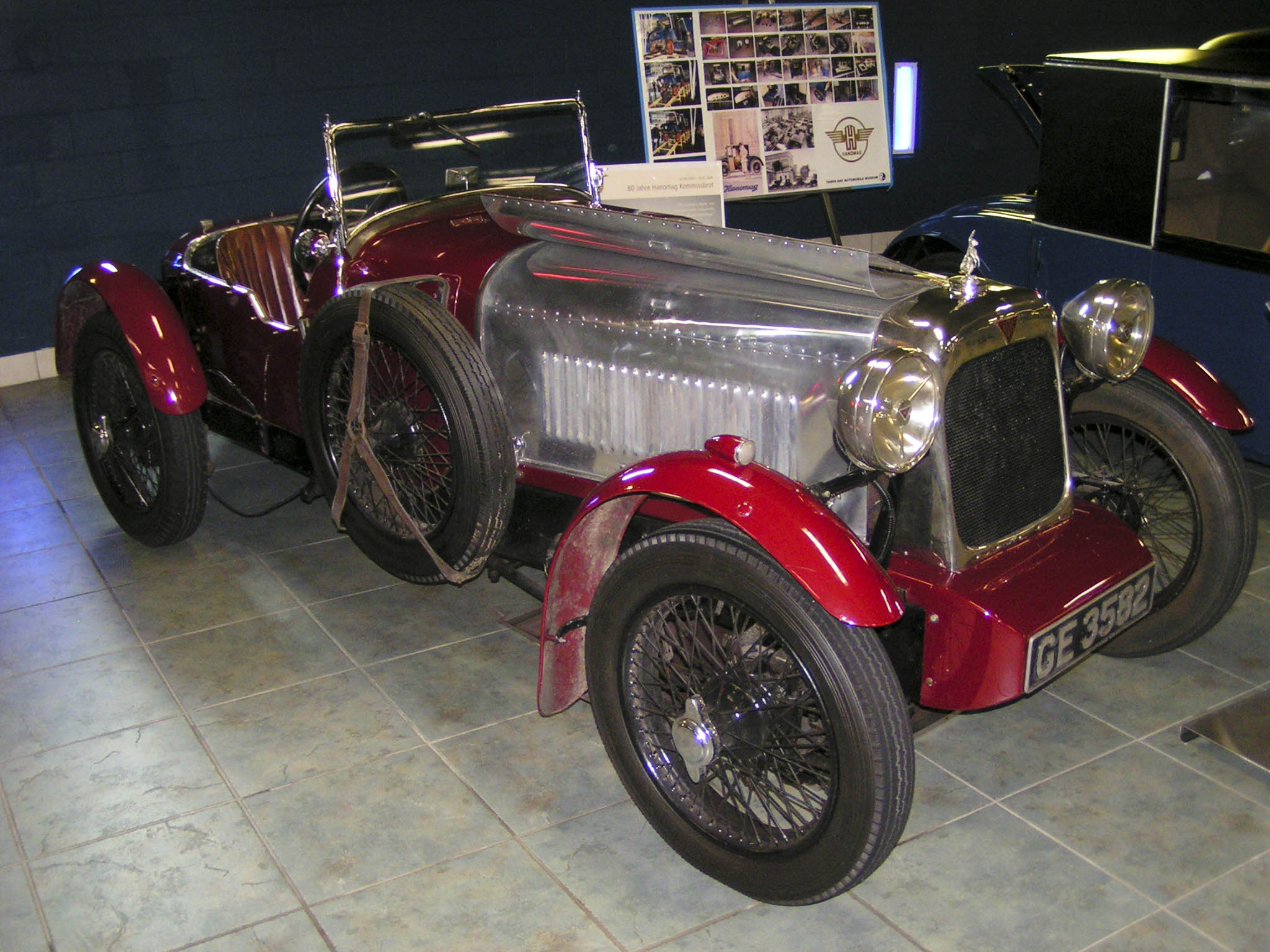
Alvis FD, 1928 год

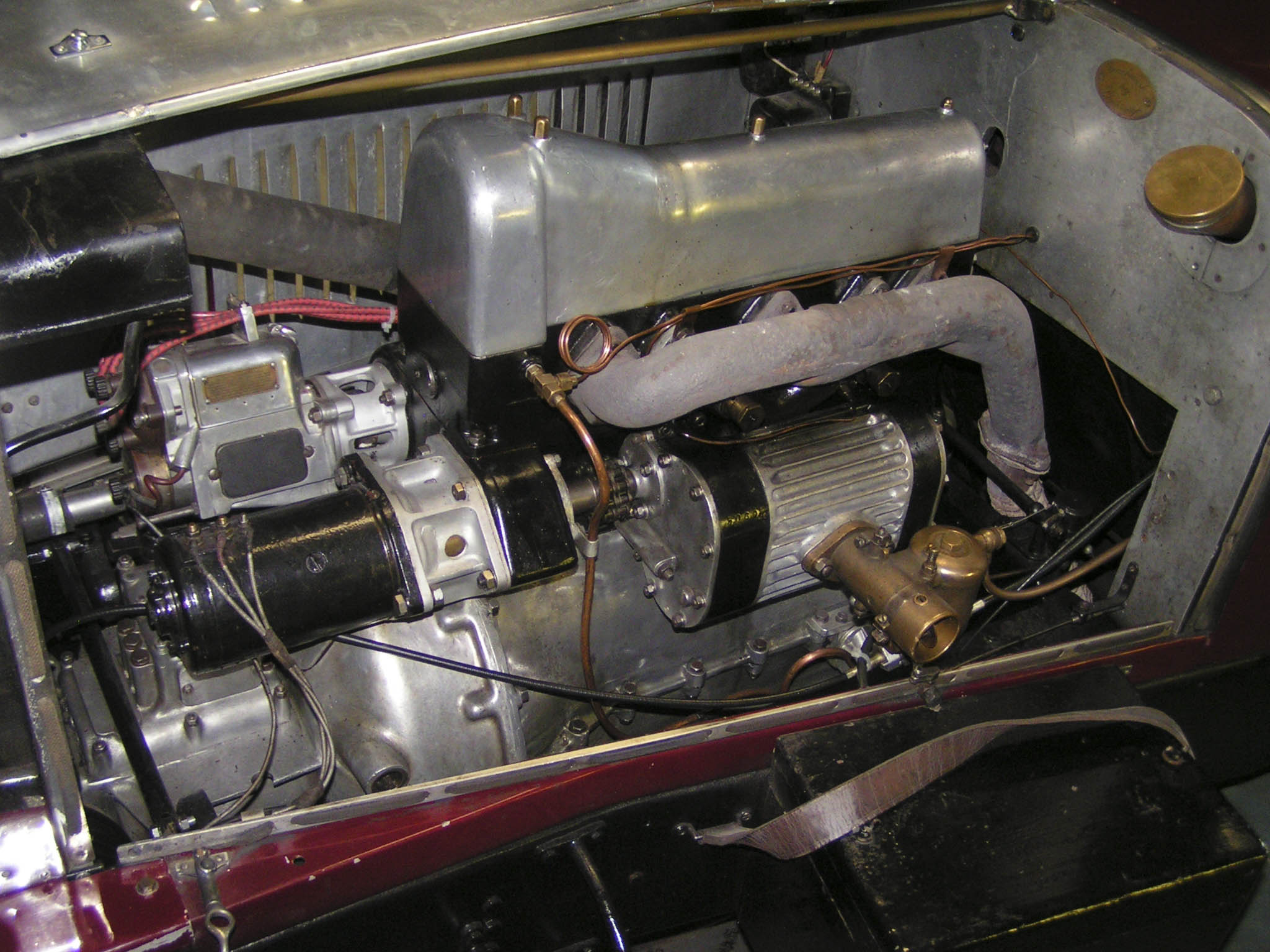
Alvis FD — двигатель и компоновка подкапотного пространства

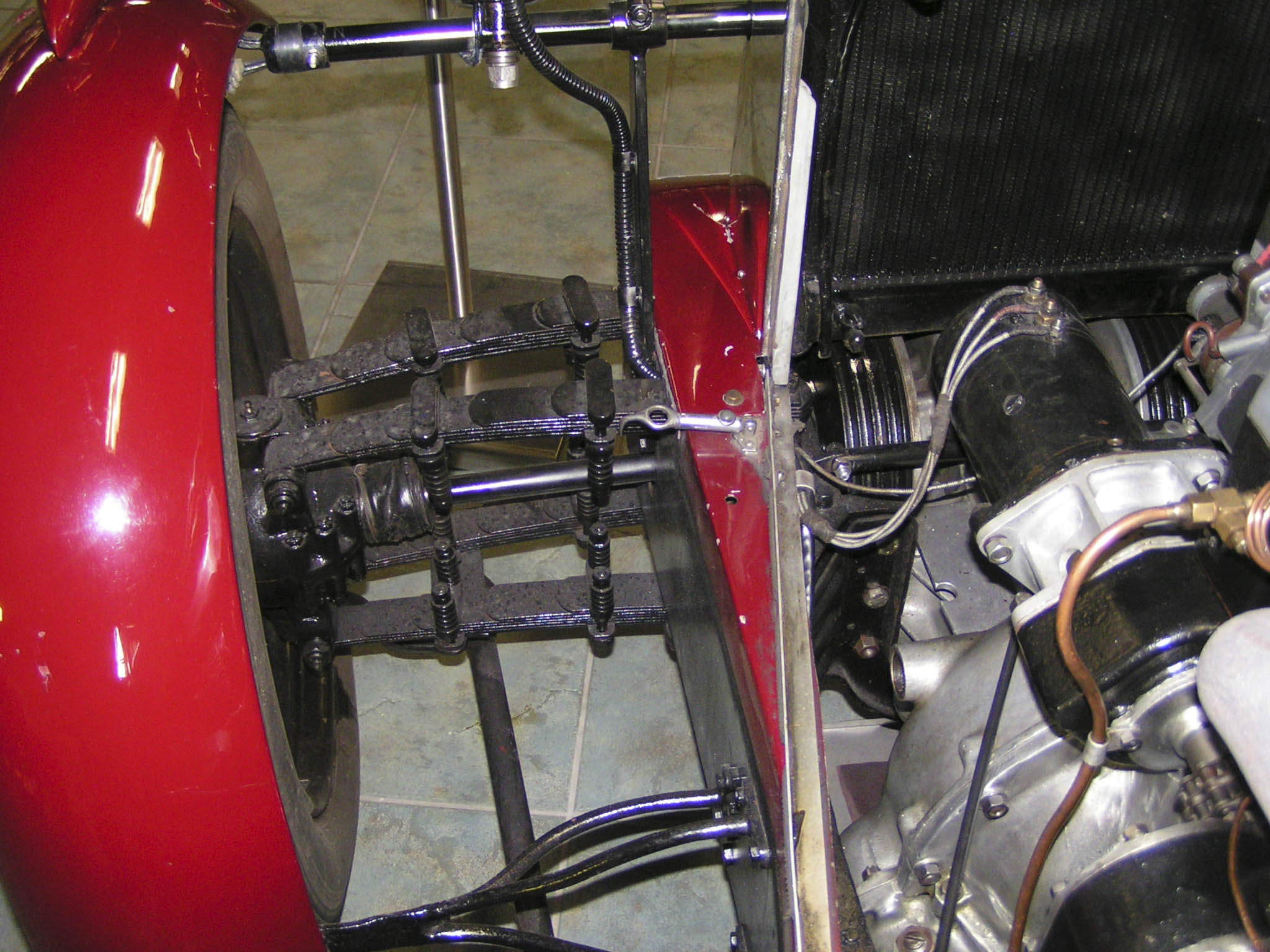
Alvis FD — подвеска и полуось

В те же годы в Англии на некогда знаменитой фирме Alvis также был создан гоночный автомобиль с приводом на переднюю ось. В его разработке участвовали инженеры фирмы — Т. Джон, Д. де Фревилль и Д. Смит-Кларк.
Alvis серии F (модели обозначались FA, FB, и т. д.) представляли собой важный шаг вперёд в области компоновки: в отличие от Tracta, у Alvis главная передача располагалась между двигателем и коробкой передач, двигатель при этом был также смонтирован маховиком вперёд. Таким образом, силовой агрегат на «Олвисе» образовывал трансэксл. Впоследствии эта компоновка применялась на Citroën TA, Citroën DS и вообще целом ряде французских моделей. Из отечественных автомобилей так был скомпонован силовой агрегат «Запорожца», но у него двигатель был расположен сзади и привод был на заднюю ось.
Ввиду того, что известные к тому времени шарниры равных угловых скоростей — сухариковые типа Tracta и шариковые типа «Рцеппа» — были защищены патентами, фирма Alvis решила использовать обычные карданные шарниры. Чтобы побороть их асинхронность, внешний шарнир полуоси представлял собой скользящий шарнир типа «колокол» (как внутренний шарнир полуоси ЗАЗ-965), геометрический центр которого совпадал с осью вращения шкворня.
Автомобиль имел необычную для тех лет полностью независимую подвеску на четверть-эллиптических рессорах (восьми поперечных спереди и двух продольных сзади) и отменную, по тем временам, управляемость. В 1928 году Alvis FA победил в «24 часах Ле-Мана» в классе 1,5 литра. Однако интерес публики к модели был невелик, и в 1926—28 годах было выпущено лишь 145 Alvis серии F. Между тем по другую сторону Атлантики, в США, передний привод также обратил на себя внимание конструкторов гоночных автомобилей.
Пионером здесь был Джон Уолтер Кристи, более известный как создатель прототипа отечественного танка БТ-2, основателя линии, впоследствии приведшей к знаменитому Т-34. В 1904 году, ещё до увлечения бронетехникой, он спроектировал целый ряд переднеприводных гоночных автомобилей с весьма оригинальной компоновкой. Двигатель в его конструкции был сблокирован со сцеплением и коробкой передач и располагался поперечно над главной передачей, заключённой в полый кожух вместе со свечной независимой подвеской колёс.
В 1923 году знаменитый гонщик Джимми Мерфи и его механик Рилэй Бретт, творчески развивая идеи Кристи, заказали мастерской Гарри Миллера переднеприводной гоночный автомобиль. Первый образец, получивший название Miller 91, был готов в 1925 году.
По компоновке этот автомобиль повторял «Тракту» — тот же двигатель маховиком вперёд, вынесенный вперёд картер главной передачи и размещённая между ним и двигателем трёхступенчатая коробка передач. Правда, двигатель использовался рядный восьмицилиндровый.

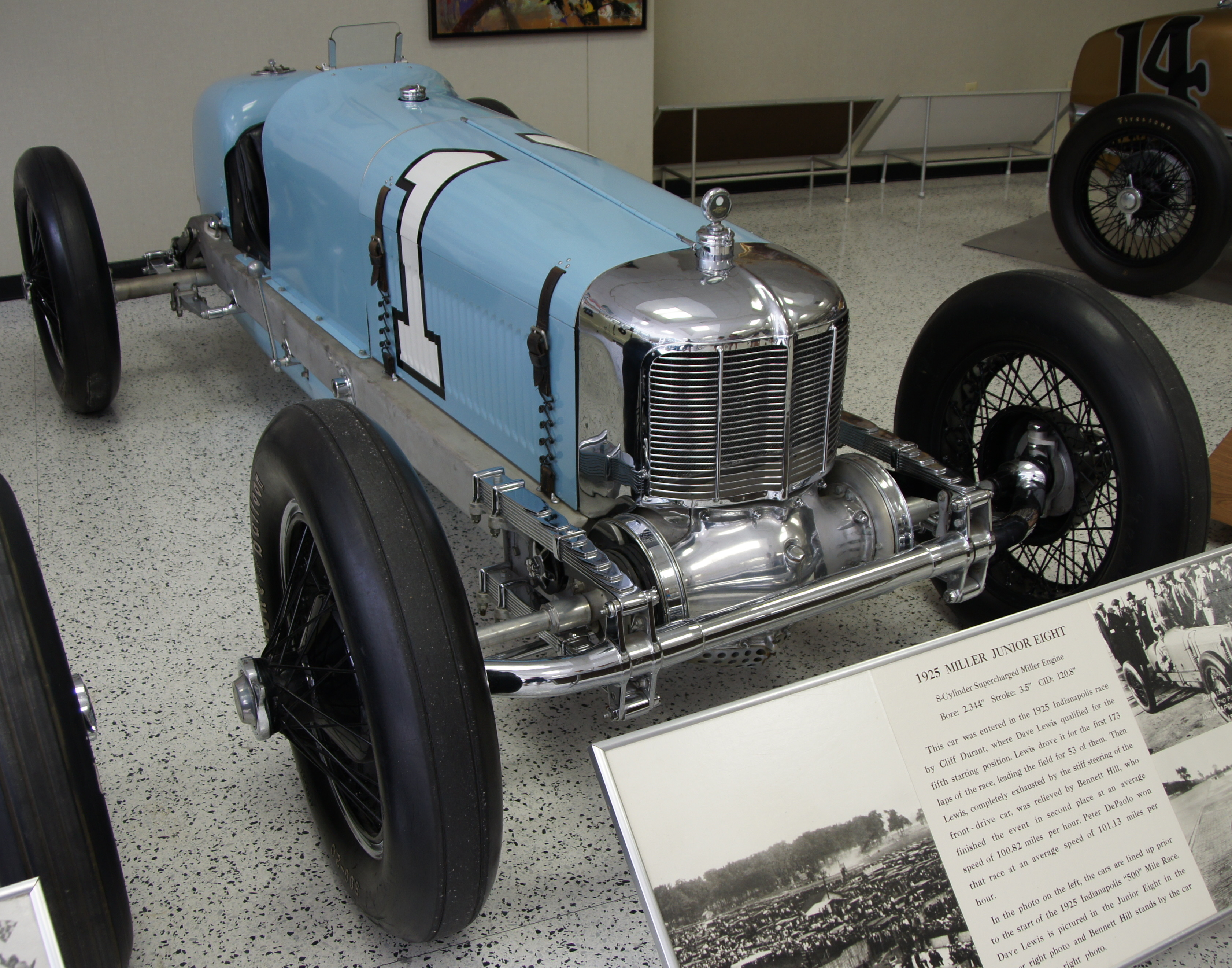
Miller Junior Eight 1925 года. Хорошо видны редуктор главной передачи с установленными на нём передними тормозами, а также передняя подвеска типа «де дион» на четырёх продольных полурессорах

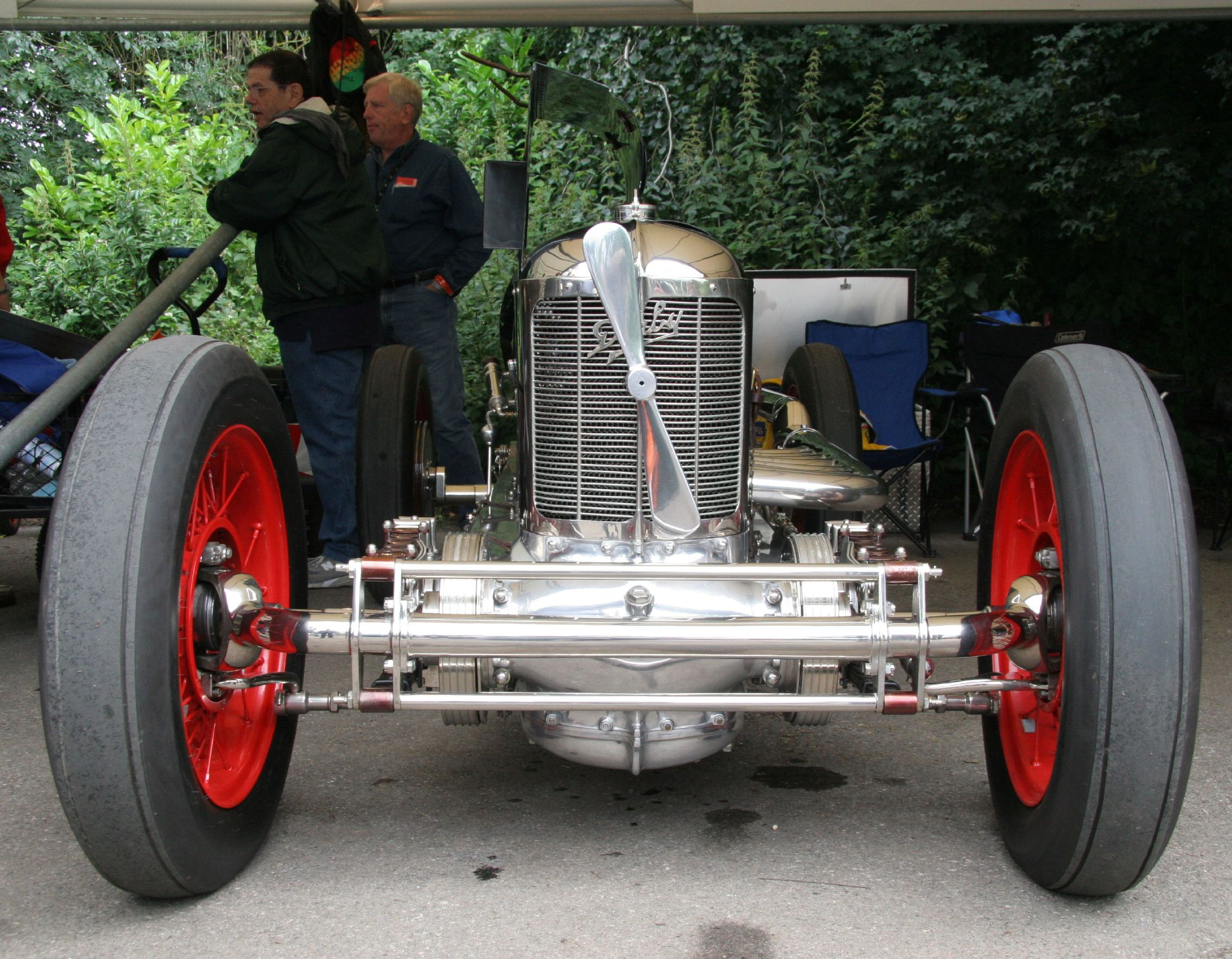
Miller 91 1928 года

Как и создатели Alvis, конструкторы Miller были ограничены в выборе конструкции ШРУСов патентным правом. Поэтому они использовали полуоси уникальной конструкции — с тремя карданными шарнирами на каждой. Внутренние шарниры были одинарные, а внешние — двойные, спаренные. При такой конструкции шарниры взаимно компенсировали неравномерность вращения и в целом передача усилия получалась синхронной.
Передняя подвеска Miller была зависимой типа «де-дион» (с отдельной от картера главной передачи лёгкой балкой), на четверть-эллиптических рессорах, а тормозные барабаны располагались у главной передачи, чтобы освободить место для массивного внешнего шарнира полуоси. Двигатель с нагнетателем развивал огромные, по тем временам, 154 л. с.
В 1926 году на гонках в Индианаполисе девять из десяти гонщиков, пришедших к финишу первыми, использовали переднеприводные «Миллеры». Следующую половину десятилетия равных им не было. Всего было построено около полусотни машин этой марки в 1925—1933 годах. Слава гоночных Miller побудила целый ряд фирм, занимавшихся производством автомобилей высшего класса (недостатка в коих Америка в те годы не испытывала) вывести на рынок собственные переднеприводные модели. Среди них были Auburn (1929), Ruxtone (через несколько месяцев после «Обёрна») и Gardner (1930).

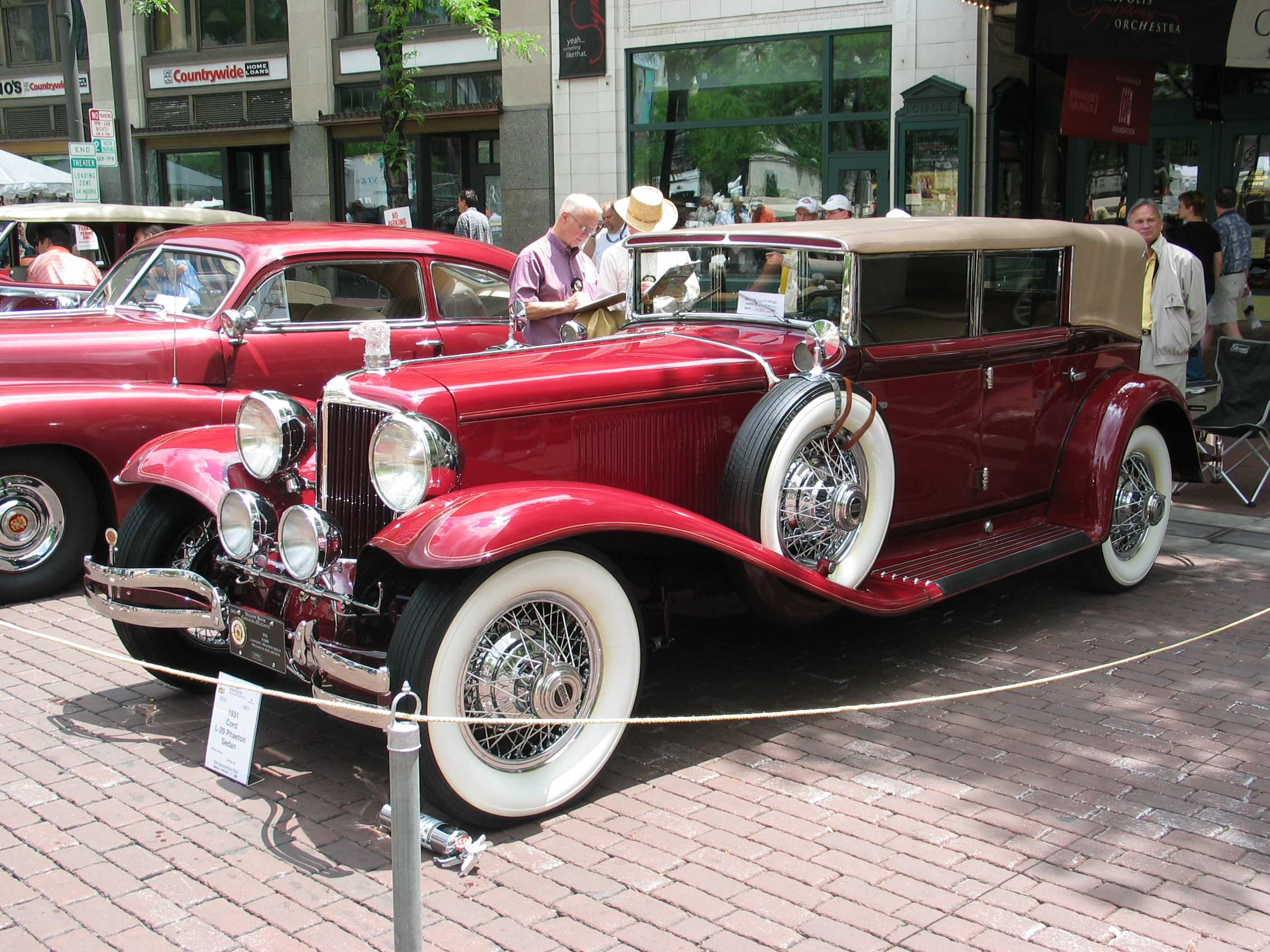
Cord L29, 1929 год

Самым первым, наиболее известным и единственным более-менее крупносерийным из них был автомобиль фирмы Auburn, получивший в честь её владельца Эррета Лоббана Корда (Errett Lobban Cord) название Cord L29.

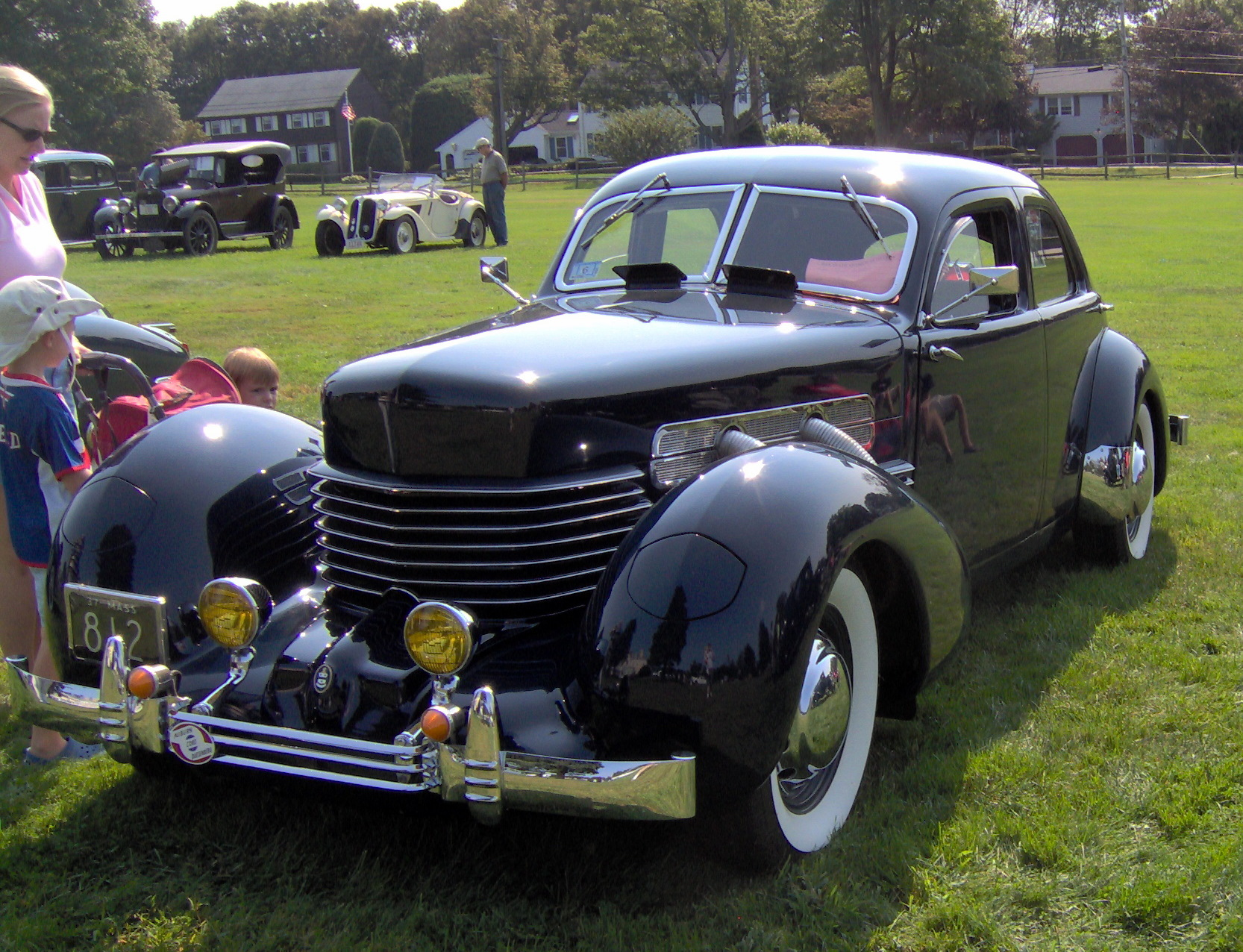
Cord 812 Sedan

Cord в 1927 году выкупил у Миллера патент на его конструкцию переднеприводного автомобиля. В результате разработанная Карлом ван Растом модель L29 в плане конструкции практически дословно цитировала Miller, за вычетом рядного восьмицилиндрового двигателя фирмы Continental, бесшумных гипоидных шестерён главной передачи, рычага переключения передач на панели приборов и гидравлических тормозов. Дизайн был разработан Альфредом Лийми и имел отдельные черты гоночного Miller.
Между тем использованная компоновка очень быстро проявила свои недостатки при использовании на серийном автомобиле. На передние колёса приходилось лишь 40 % массы автомобиля, а при разгоне и движении в гору — ещё меньше, что ухудшало динамику и сцепление колёс с дорогой. Кроме того, автомобиль оказался непомерно длинен и имел огромный радиус разворота (6,4 метра) из-за небольших углов поворота передних колёс, которые были ограничены выбранной схемой привода. Сами привода передних колёс имели небольшой ресурс. Наконец, автомобиль появился в самый неподходящий для этого момент — начало Великой депрессии, причём стоил ощутимо дороже, чем, скажем, Packard (3200 $).
Тем не менее, было выпущено 4429 автомобилей модели L29, преимущественно лимузинов. До конца 1930-х годов производились модернизированные Cord моделей 810 и 812, которые имели крайне неординарный дизайн.
После прекращения выпуска переднеприводных Cord в автопроме США надолго утвердилась монополия «классической» компоновки и заднего привода. Следующий переднеприводной автомобиль — точнее, сразу две одноплатформенные модели, Oldsmobile Toronado и Cadillac Eldorado — пошли в серию лишь в 1966/67 годах, и также отличались весьма экстравагантным устройством. Вообще же, передний привод получил широкое распространение в Северной Америке только в 1980-е годы.

### 1930-е — 1960-е: массовые переднеприводные
В Европе в те годы передний привод привлекал больше не создателей автомобилей высшего класса, а наоборот — фирмы, стремящиеся создать массовую, «народную» модель. Наиболее существенными в таком выборе оказались компоновочные и экономические преимущества переднего привода: отсутствие карданного вала позволяло опустить пол кузова, убрать его тоннель, а значит — увеличить пространство салона без увеличения общих размеров автомобиля и удешевить производство, а кроме того, благодаря снижению массы, применить более дешёвый и экономичный мотор меньшей мощности.
Между тем массовое распространение переднего привода стало возможно лишь тогда, когда были выполнены два технических условия: во-первых, были создана технология массового выпуска достаточно дешёвых, надёжных и долговечных шарниров равных угловых скоростей; во-вторых, мощность двигателей на серийных малолитражках достигла уровня, обеспечивающего приемлемые тяговые качества, в том числе при движении в гору, в тяжёлых дорожных условиях. Вплоть до середины шестидесятых годов речь шла лишь об отдельных случаях применения переднего привода, большинство же моделей оставались в эту эпоху с приводом на заднюю ось и либо «классической», либо заднемоторной компоновкой. Выполнение этих двух условий предопределило массовый переход на переднеприводные конструкции, начавшийся в Западной Европе во второй половине шестидесятых годов.

#### Франция

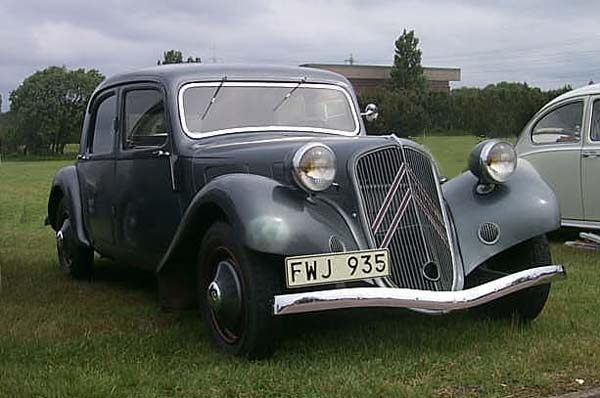
Citroën TA

Одной из первых фирм, выпустивших в Европе массовую переднеприводную модель, стал Citroën.
В 1934 году эта фирма выпустила модель Citroën 7CV, сегодня более известную как Citroën TA — Traction Avant, что и означает «передний привод». Конструктором машины был Андре Лефевр (фр. André Lefèbvre).
Правда, модель едва не оказалась в истории фирмы последней — сразу после начала выпуска ТА Citroën разорился, не выдержав огромных трат на её разработку, и в том же 1934 году компанию прикупил её главный кредитор — шинный гигант Michelin. К счастью, руководство Michelin сумело по достоинству оценить переднеприводную новинку, и производство ТА было продолжено. Вообще же, впоследствии «Ситроен» служил для этой фирмы своего рода полигоном для отработки новых идей в области автомобилестроения, что выразилось в разработке таких рискованных, в общем-то, проектов, как Citroën DS с гидропневматической подвеской, или Citroën SM. Большинство других фирм, не имевших «за спиной» такого мощного союзника, как Michelin, не смогли бы позволить себе рисковать, разрабатывая и ставя на конвейер столь необычные машины без гарантии того, что они себя окупят.

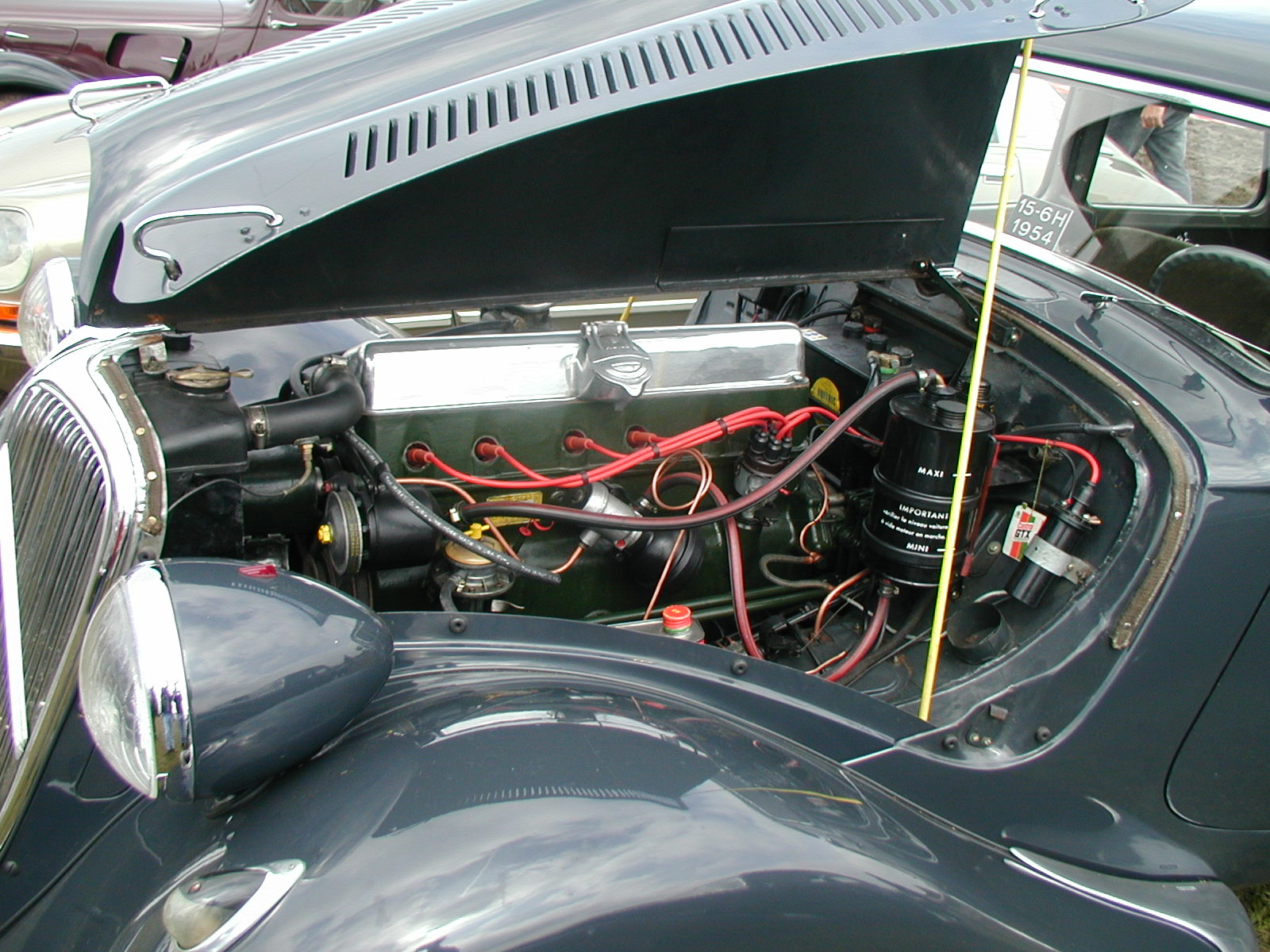
Шестицилиндровый двигатель Citroën Traction Avant 15

Traction Avant имел очень много революционных нововведений для машины середины тридцатых годов. Помимо переднего привода, это были несущий кузов, двигатель с «мокрыми» гильзами, гидравлические тормоза, торсионная независимая подвеска. Благодаря очень приземистому кузову с низким центром тяжести и независимой подвеске всех колёс, он имел по тем временам для массового автомобиля управляемость — которую, правда, было достаточно сложно реализовать с самым первым вариантом двигателя, который при объёме 1,3 л развивал всего 32 л. с. Компоновочно автомобиль в целом повторял более ранний английский Alvis: дифференциал находился между коробкой передач и расположенным маховиком вперёд двигателем. Изначально использовались ШРУСы типа Tracta, однако из-за их низкой надёжности при больших углах поворота колёс фирма была вынужденна применить вместо них двойные карданные. Коробка передач была очень компактной, тем не менее, выбранная компоновка всё равно сделала передок несколько громоздким.
Эта модель выпускалась с перерывом в военное время до 1957 года. Позднее добавились 1,9 и 2,6-литровые двигатели, а также фургончик на шасси модели TA. Впоследствии на его базе была создана передовая модель бизнес-класса Citroën DS (1955—1975).

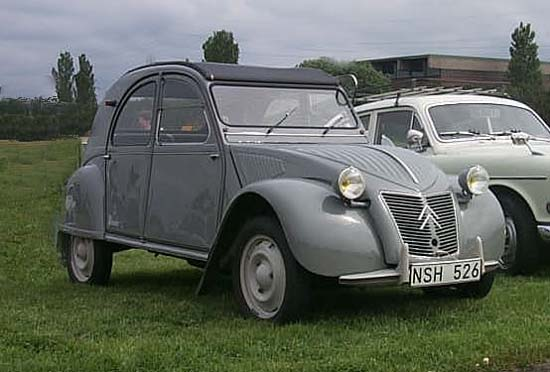
Citroën 2CV

Отработав переднеприводную схему на модели 7CV и добившись с ней коммерческого успеха, Citroën на основе полученного опыта создал более компактный и дешёвый переднеприводной автомобиль, в своём классе также ставший впоследствии хитом продаж — Citroën 2CV. Этот автомобиль был задуман как фермерский, с упрощённым кузовом и шумным двухцилиндровым оппозитным двигателем воздушного охлаждения; тем не менее, он производился с 1948 по 1990 год, и сыграл во Франции и некоторых других странах Европы ту же роль, которую в Германии сыграл «Volkswagen Kafer» (1938—2003).
Компоновка силового агрегата автомобиля повторяла старшую модель 7CV, но по сравнению с последней он был развёрнут на 180 градусов — двигатель размещался за пределами колёсной базы маховиком назад, что позволило лучше загрузить ведущие колёса, улучшив тягово-сцепные свойства. При этом короткий оппозитный мотор и отсутствие радиатора системы охлаждения позволили удержать длину переднего свеса в приемлемых рамках.

Первые прототипы были готовы к 1939 году, выпуск начался после Второй мировой войны в 1948 году. Первоначально заложенные объёмы производства 2CV оказались много меньше потенциального спроса, в результате чего в первое десятилетие своего выпуска автомобиль продавался по записи, с длинными очередями из покупателей. Лишь во второй половине 50-х годов расширение производства позволило предложению догнать спрос, который не прекращался на протяжении четырёх десятилетий. Фактически 2CV сформировал на автомобильном рынке Франции отдельную, занятую только им, нишу, в которой он не имел серьёзных конкурентов. Его производство было прекращено не из-за падения спроса, а исключительно из-за неспособности вписаться в ужесточившиеся европейские стандарты экологичности и безопасности. На той же агрегатной базе в шестидесятые были созданы также рестайлинговый 2CV Mk II (1968—1990), Citroën Ami (1961—1979) с более современным дизайном, Citroën Bijou (1959—1964) с двухдверным стеклопластиковым кузовом и люксовый Citroën Diane (1967—1983) с несколько облагороженным экстерьером и интерьером.

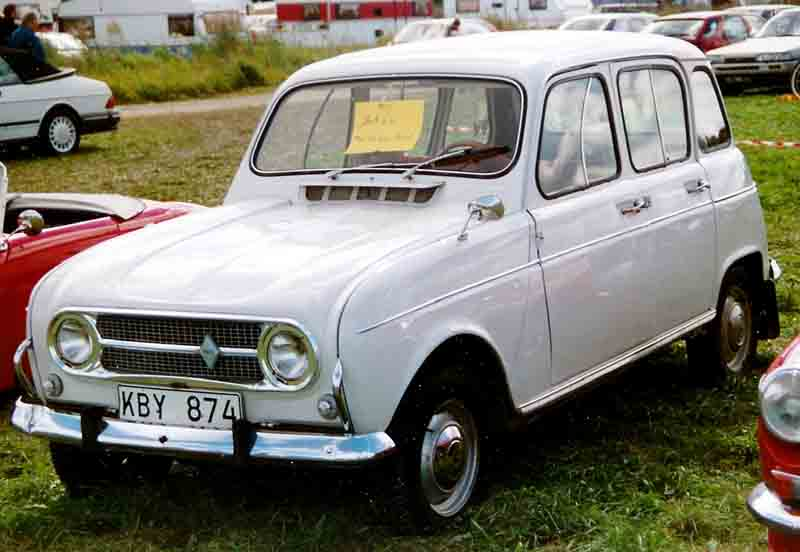
Renault 4, 1961—1994 гг.

Так, в эти годы имели передний привод многие модели Renault, например — хетчбэки Renault 3/4 (1961—1994, Renault 16 (1965—1980) и Renault 6 (1968—1986), компоновочным решением повторявшие Citroën TA. Более поздний Renault 12 (1969—1980 и до 2006 как Dacia) уже имел двигатель перед осью передних колёс, хотя и продольно расположенный. Тем не менее, в начале семидесятых произошёл эпизодический возврат к компоновке с двигателем внутри колёсной базы — на модели Renault 5 (1972—1985).
Фирма Peugeot тоже выпускала в те годы переднеприводные автомобили — модели 204 (1965—1976), 304 (1969—1980) и 104 (1972—1988), но они, в отличие от Renault, имели уже поперечное расположение двигателей.
Много переднеприводных моделей имелось в производственной программе французской фирмы Panhard (1945—1967), с 1965 года принадлежавшей Citroën. Panhard были достаточно крупными автомобилями c весьма своеобразным дизайном, а с точки зрения конструкции отличались двигателями воздушного охлаждения, консольно вывешенными за пределами колёсной базы, и использованием двойных карданных шарниров в качестве ШРУСов.

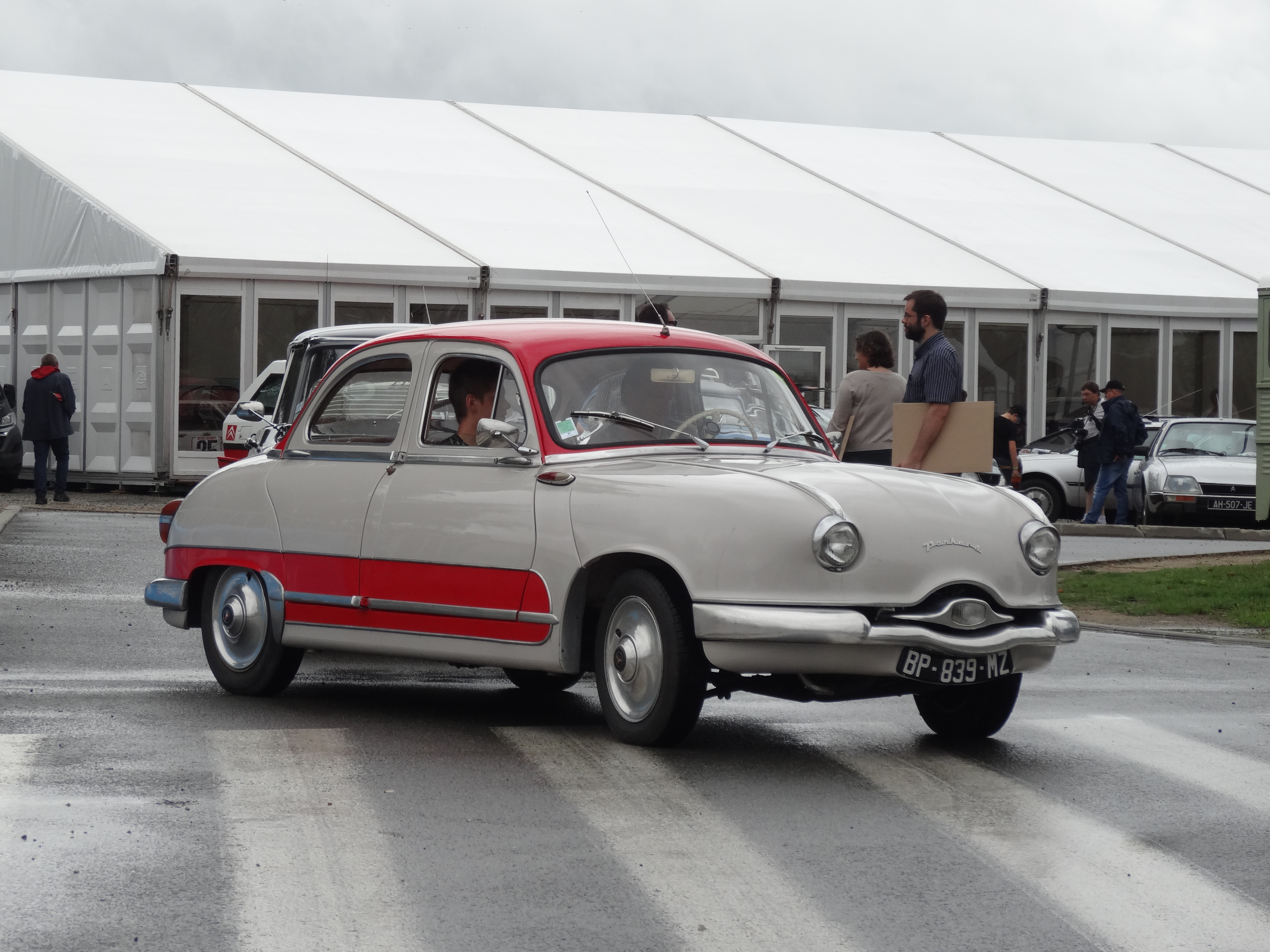
Panhard Dyna Z — внешний вид…
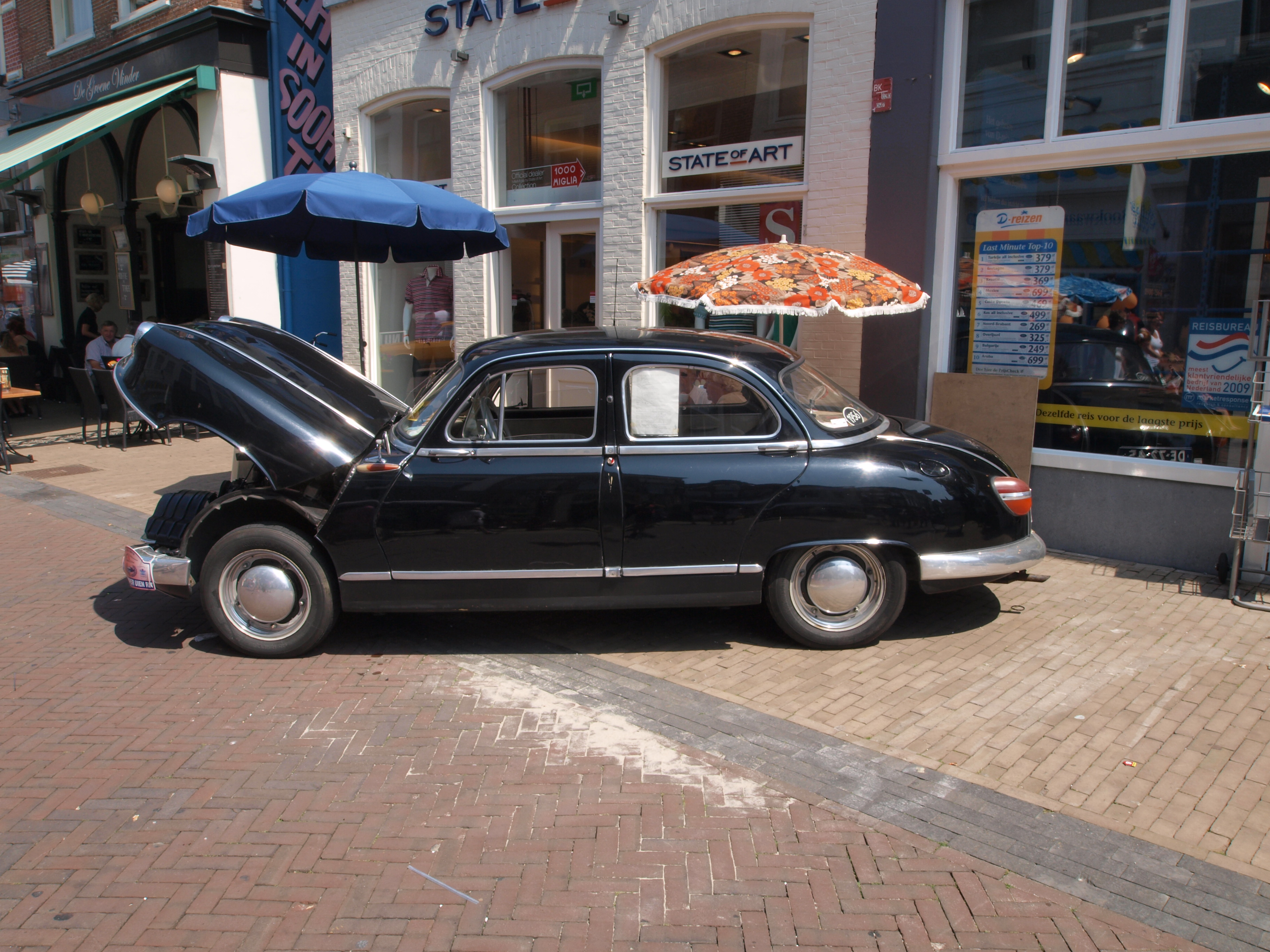
…механизм открывания капота…
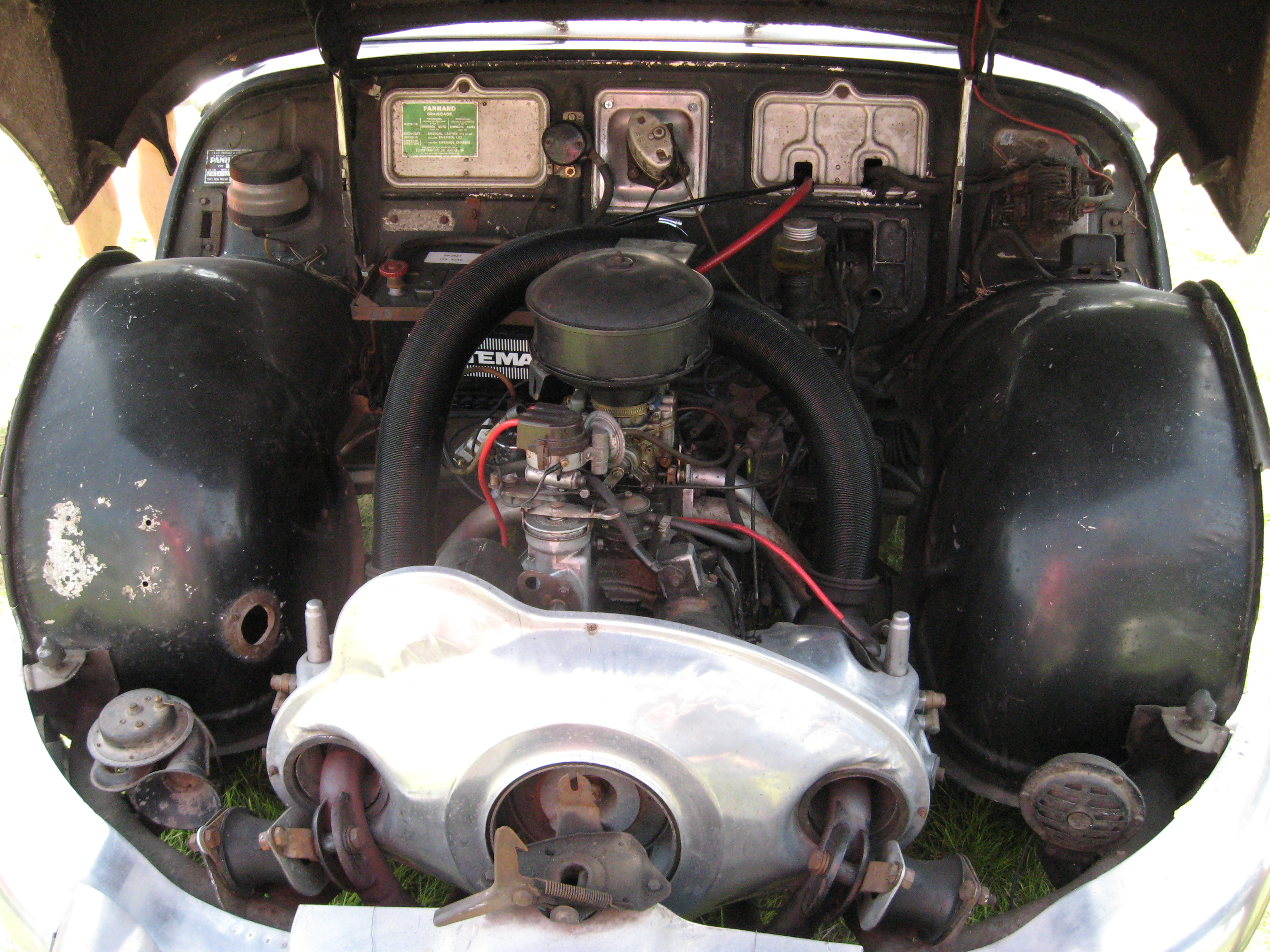
…и компоновка силового агрегата

#### Германия

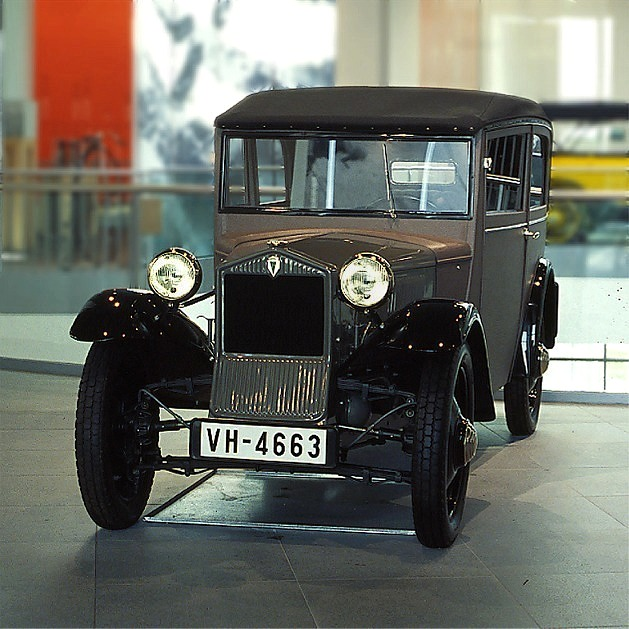
DKW F1

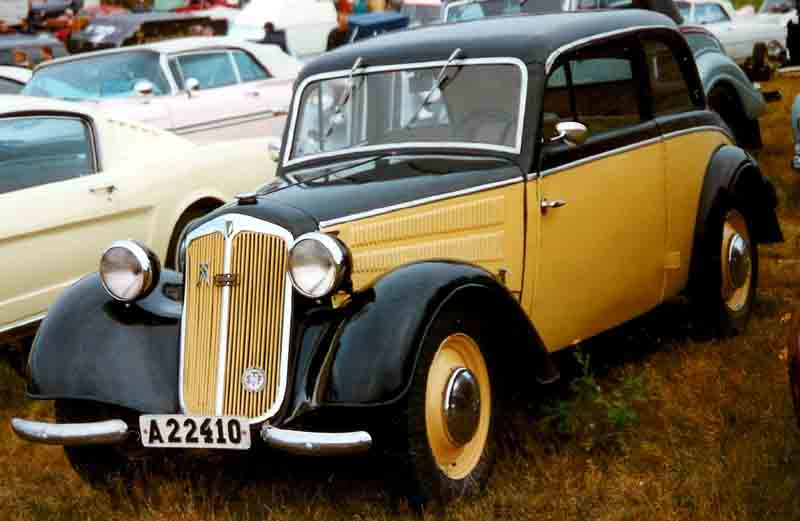
DKW F8

Более сложной была судьба немецкого «народного переднего привода».
Фирма DKW (нем. Dampf Kraft Wagen — «Автомобили с паровым двигателем», изначально, очень недолго, она выпускала паровые автомобили и двигатели) ещё в 1931 году выпустила переднеприводную малолитражку DKW F1 конструкции Йоргена Расмуссена.
Скромный автомобильчик с двухдверным кузовом имел небольшой двухцилиндровый двухтактный двигатель, осуществлявший привод на передние колёса через сухариковые шарниры типа Tracta, патент на которые были приобретён у испытывавшей финансовые трудности фирмы Грегуара. Двигатель располагался поперечно внутри колёсной базы, коробка передач — параллельно ему впереди, между двигателем и главной передачей. Крутящий момент передавался с коленчатого вала двигателя на входной вал коробки передач пластинчатой цепью, а с неё на главную передачу — через цилиндрические шестерни. Передачи переключались торчащей из панели приборов «кочергой», связанной с механизмом выбора передачи простейшей тягой. Благодаря переднему приводу машина была непривычно приземистой для своего времени — в её кузов садились, а не входили, встав на подножку, как это было привычно в те годы — и имела достаточно просторный салон без трансмиссионного тоннеля в полу. Другой отличительной особенностью DKW был кузов с деревянным каркасом и фанерной обшивкой, отлакированной или обтянутой поверх искусственной кожей.
Так или иначе, этот автомобиль с рядом существенных модернизаций выпускался в течение длительного времени — довоенная серия включала в себя модели от F1 до F8 (1931—1942 годы), предлагавшиеся в двух вариантах комплектации — Reichsklasse и Meisterklasse.
DKW находились в ряду наиболее популярных европейских малолитражек своих лет, широко экспортировались за пределы Германии. После войны немало трофейных DKW попало в СССР, где они служили до 1960-х — 70-х годов. Существовали даже планы по налаживанию их выпуска в СССР (вместо ставшего Москвичом-400 Opel Kadett), однако посчитали, что переднеприводной ДКВ с его слабеньким двухтактным движком, плохой проходимостью из-за недогруженной передней оси и деревянным кузовом малопригоден для эксплуатации в климатических и дорожных условиях большей части СССР. Сталин видел советскую послевоенную малолитражку в виде уменьшенного подобия «настоящего» автомобиля, с классической компоновкой, четырёхтактным четырёхцилиндровым мотором и цельнометаллическим четырёхдверным кузовом — с этой точки зрения наиболее подходящим прототипом оказался именно «Кадетт», создававшийся как бюджетный, но полноценный семейный автомобиль.

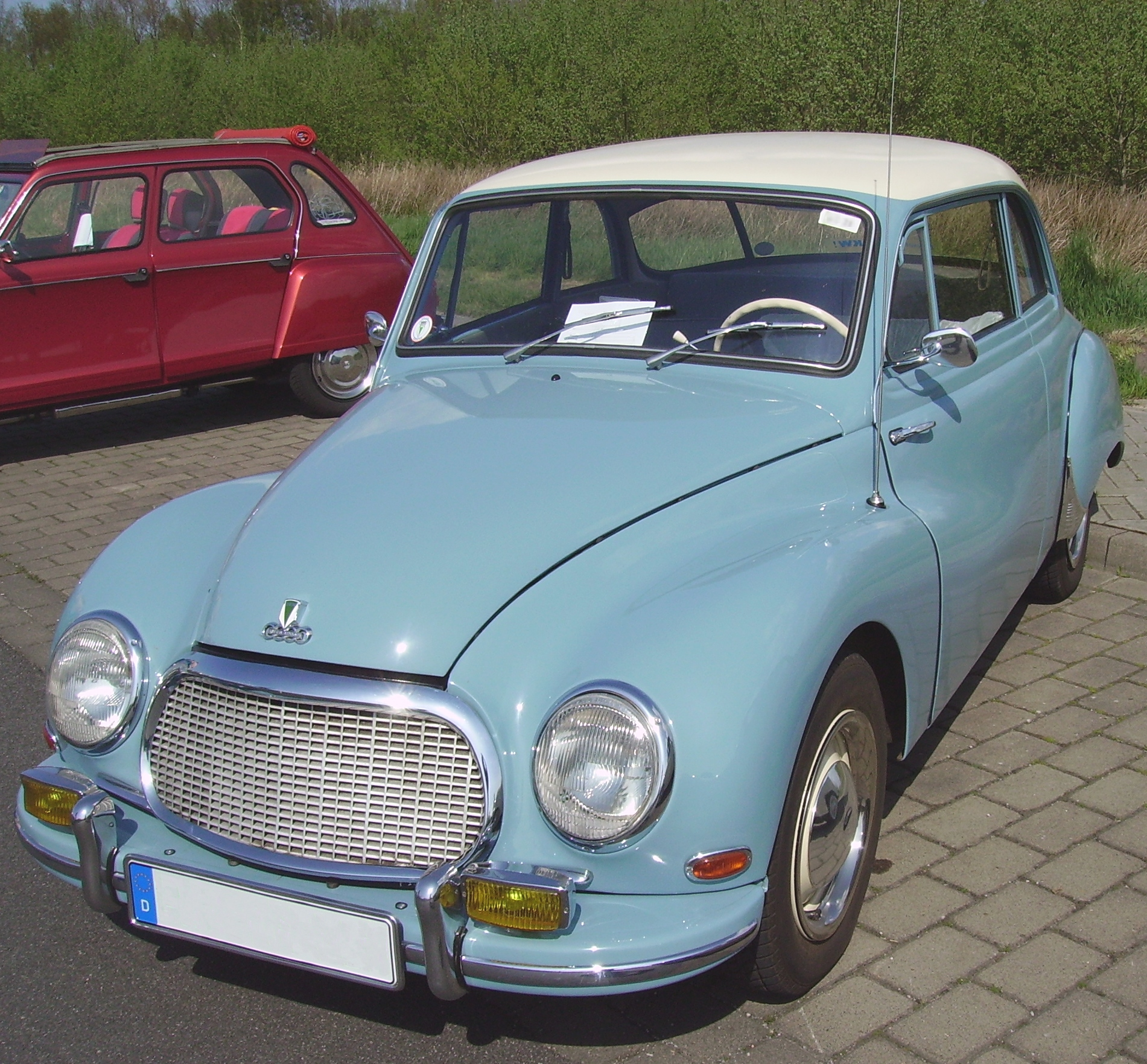
DKW F93, на таком же кузове базировалась и IFA F9

Между тем значительная часть заводов DKW оказалась в зоне советской оккупации, на месте которой позднее была образована ГДР. Заводы были национализированы, войдя в состав производственного объединения IFA, и на них очень быстро был возобновлён выпуск автомобилей, сначала довоенных под маркой IFA F8, а затем — и модернизированных, созданных на основе довоенного прототипа — под маркой IFA F9, последние имели уже трёхцилиндровый двухтактный двигатель. Причём IFA F9 начали выпускать на четыре года раньше, чем сам DKW F9 на Западе.
Впоследствии эта линия автомобилей, через «переходный» AWZ P70, привела к знаменитому ГДР-овскому Trabant, имевшему пластмассовые наружные панели кузова и двухцилиндровый поперечно расположенный двухтактный мотор воздушного охлаждения, установленный, в отличие от довоенных DKW, за пределами колёсной базы. Линия DKW F9 тоже получила развитие в пятидесятые годы — на её технической базе был налажен выпуск автомобилей более высокого класса марки Wartburg с продольно расположенным трёхцилиндровым двухтактным мотором. 
Предприятия, оставшиеся в зоне оккупации союзников, впоследствии оказались в составе ФРГ. На них также был начат выпуск модернизированных довоенных моделей, точнее — того же DKW F9, только в ином варианте оформления. После войны эти машины пользовались неплохим спросом, однако основной проблемой фирмы стала хроническая нехватка денег на обновление модельного ряда.

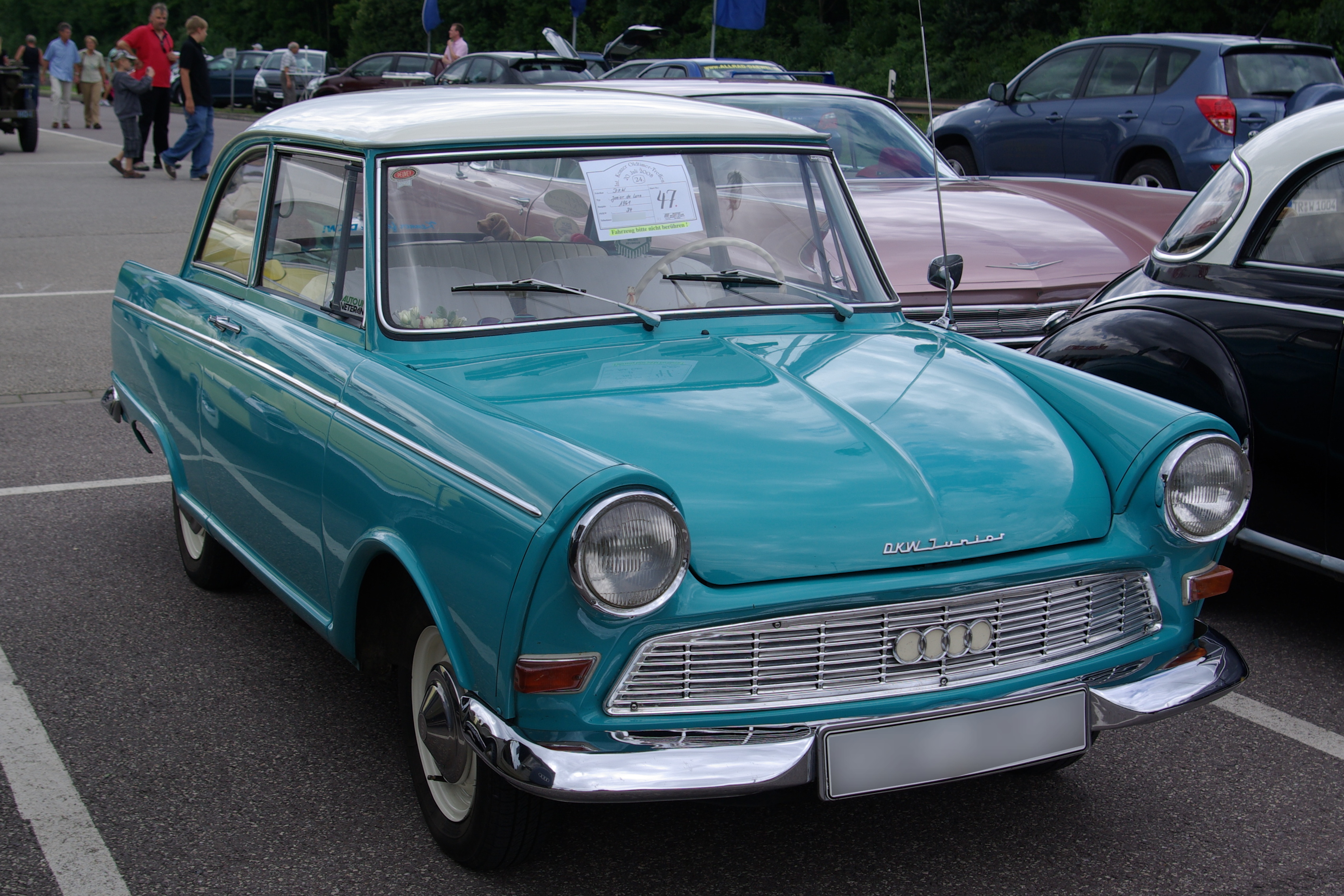
DKW Junior (1959—1964)

В конце шестидесятых фирму приобрёл Volkswagen, сам впавший к этому времени в системный кризис из-за устарелости своих заднемоторных моделей, но имевший неплохую финансовую подпитку благодаря продажам Beetle на рынке США, и на основе более ранних разработок DKW наладил выпуск современных переднеприводных Audi 80 (1972—1976) и Audi 100 (1968—1976) первого поколения (до войны марка Audi входила вместе с DKW в концерн Auto Union, эмблемой которого как раз были четыре кольца, символизирующие четыре компании-участника) и Volkswagen Passat B1 (1973—1980), а также на основе полученной у приобретённых им DKW и NSU технологии — собственных переднеприводных моделей Volkswagen K 70 (1970—1975) и Volkswagen Golf I (1974—1983, в ЮАР до 2009-го). Таким образом, два страдающих кризисом западногерманских производителя автомобилей буквально «спасли друг друга». Audi и Volkswagen некоторое время выпускались на единых платформах, но со временем всё больше расходились друг от друга.

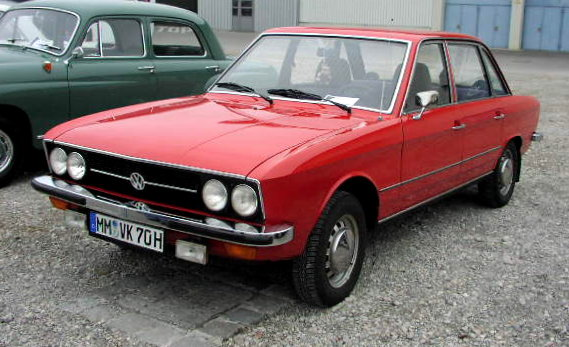
Первый переднеприводной Volkswagen K 70 (1970—1975) был создан на фирме NSU

Ещё одной западногерманской фирмой, перешедшей в 60-х на передний привод, была NSU, объединившаяся в 1969-м с Audi. Её опередивший своё время по дизайну и конструкции бизнес-седан NSU Ro 80 (1967—1977), оснащённый революционным двигателем Ванкеля, стал даже «Автомобилем 1968 года». Переднеприводный первенец Volkswagen — седан K 70 был сконструирован именно на фирме NSU, хотя и пошёл в продажу под брендом Volkswagen. 

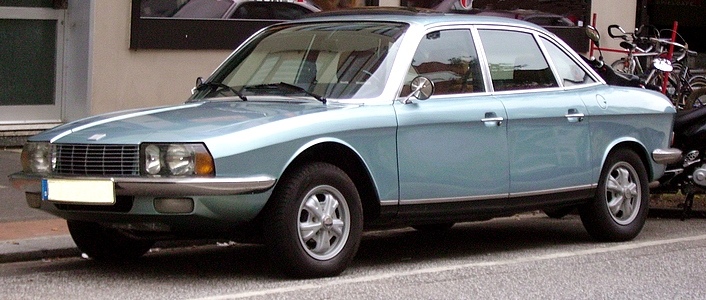
NSU Ro 80 (1967—1977)

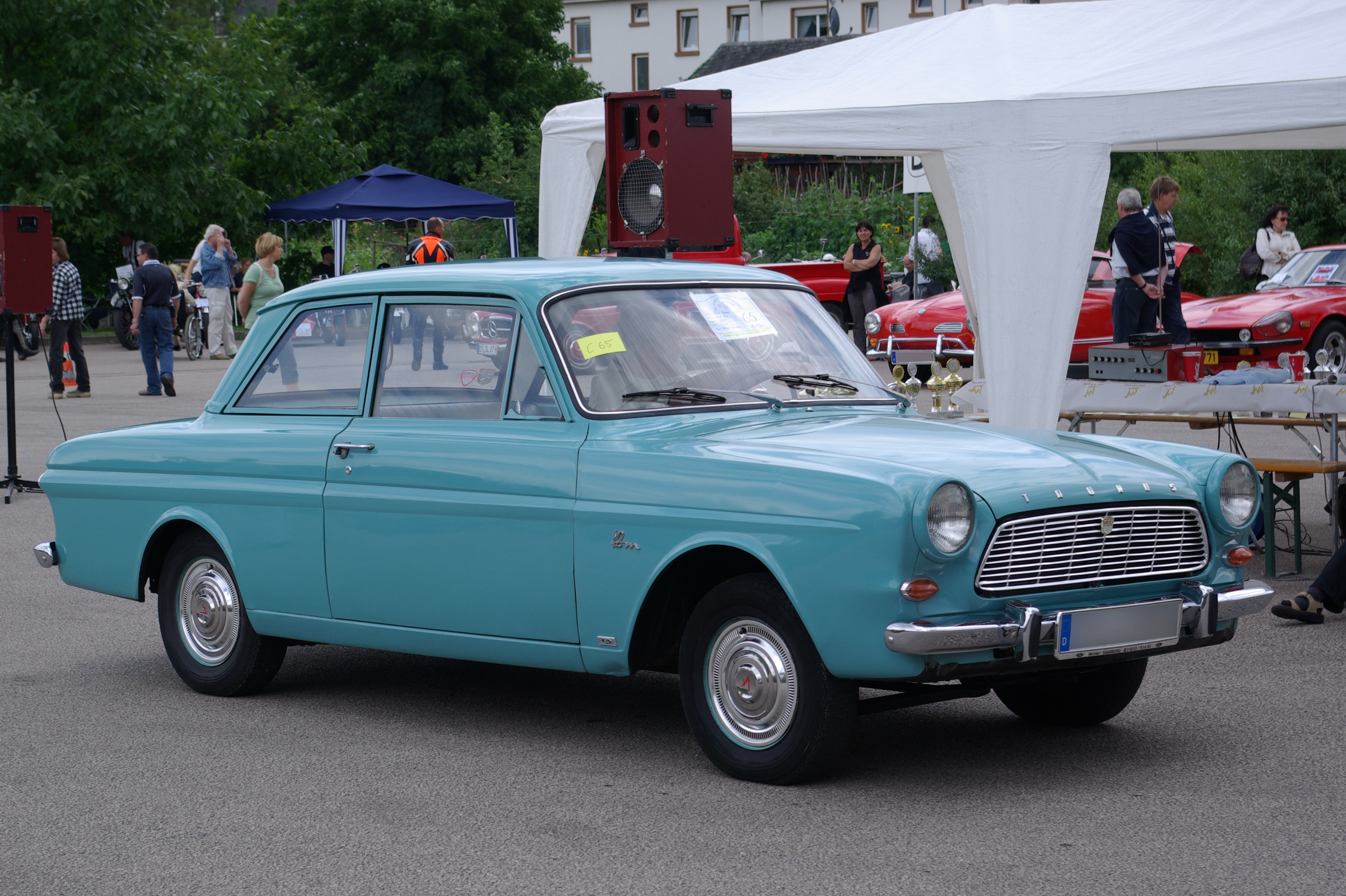
Taunus P4 12M

Также в 1962 году переднеприводной автомобиль выпустил кёльнский Ford-Werke AG — немецкий филиал фирмы Ford, модель Taunus 12M и 15М поколений P4 и P6 (1962—1970). Изначально машина разрабатывалась всё же в США и для североамериканского рынка (под обозначением Ford Cardinal), но руководство компании решило, что выводить на него автомобиль такого рода было бы преждевременно, и передала его производство немецкому филиалу.
Двигатель был редкой компоновочной схемы — V4 (как у советских «Запорожцев», но с водяным охлаждением), рабочий объём — 1183 см³, мощность — 40 л. с.; с 1963 года на части выпуска появился модернизированный двигатель — 1498 см³ и 55 л. с.; двигатели агрегировались с МКПП-4. Внутренние шарниры полуосей были обычные карданные, а внешние — шариковые, типа «Рцеппа». Передняя подвеска была выполнена на поперечной рессоре и двух нижних рычагах, а зависимая задняя представляла собой подвешенную на двух продольных рессорах штампованную балку. По габаритам автомобиль приблизительно соответствовал советскому «Москвичу-408/412», но был ниже, легче и имел более просторный салон благодаря отсутствию в полу тоннеля для карданного вала (равно как и самого вала). Опыт его эксплуатации, однако, оказался не слишком позитивным, и последующие «Таунусы» были только «классиками».

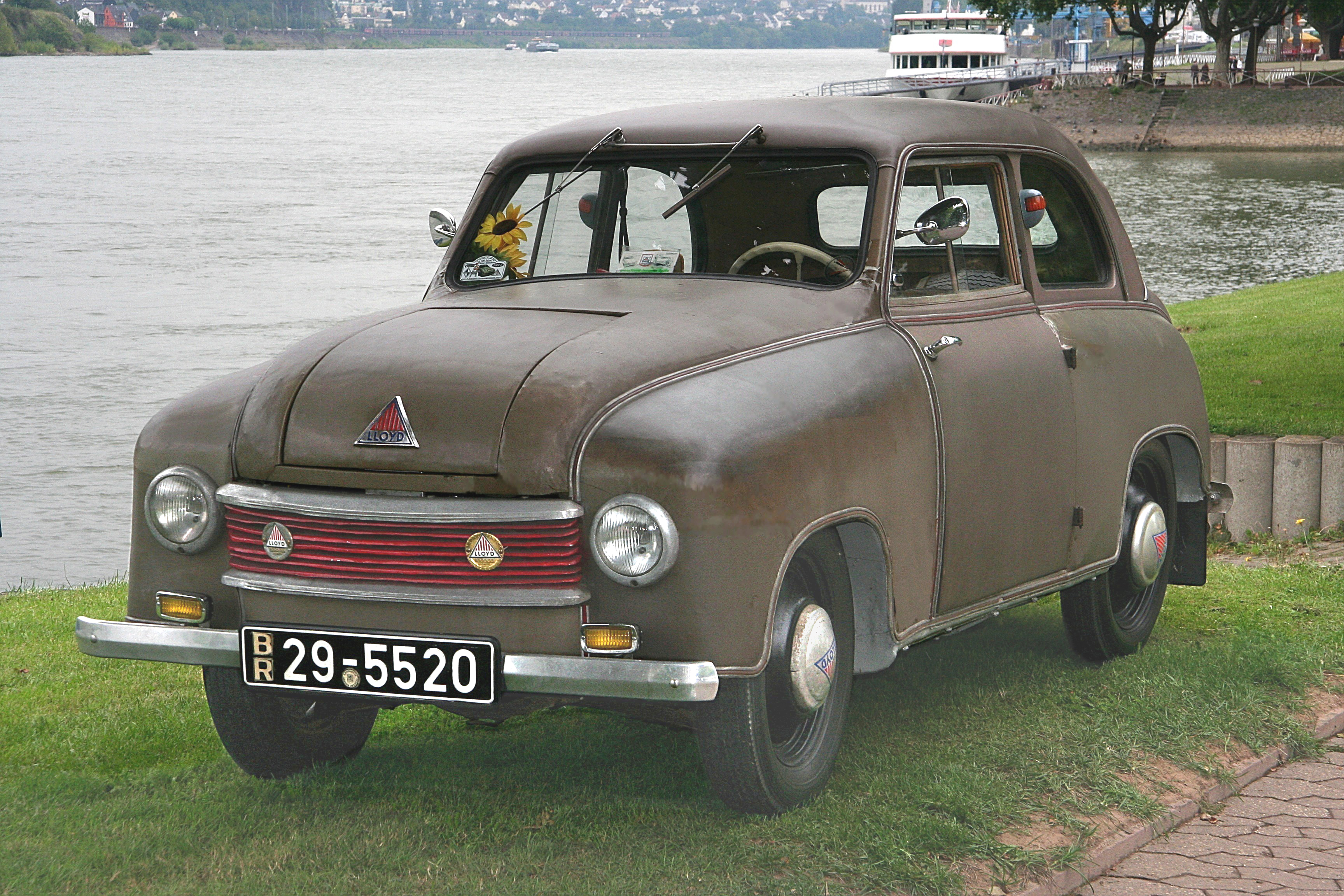
Lloyd LP300

Несколько переднеприводных моделей имела в своей производственной программе и малоизвестная ныне немецкая фирма Borgward-Lloyd.

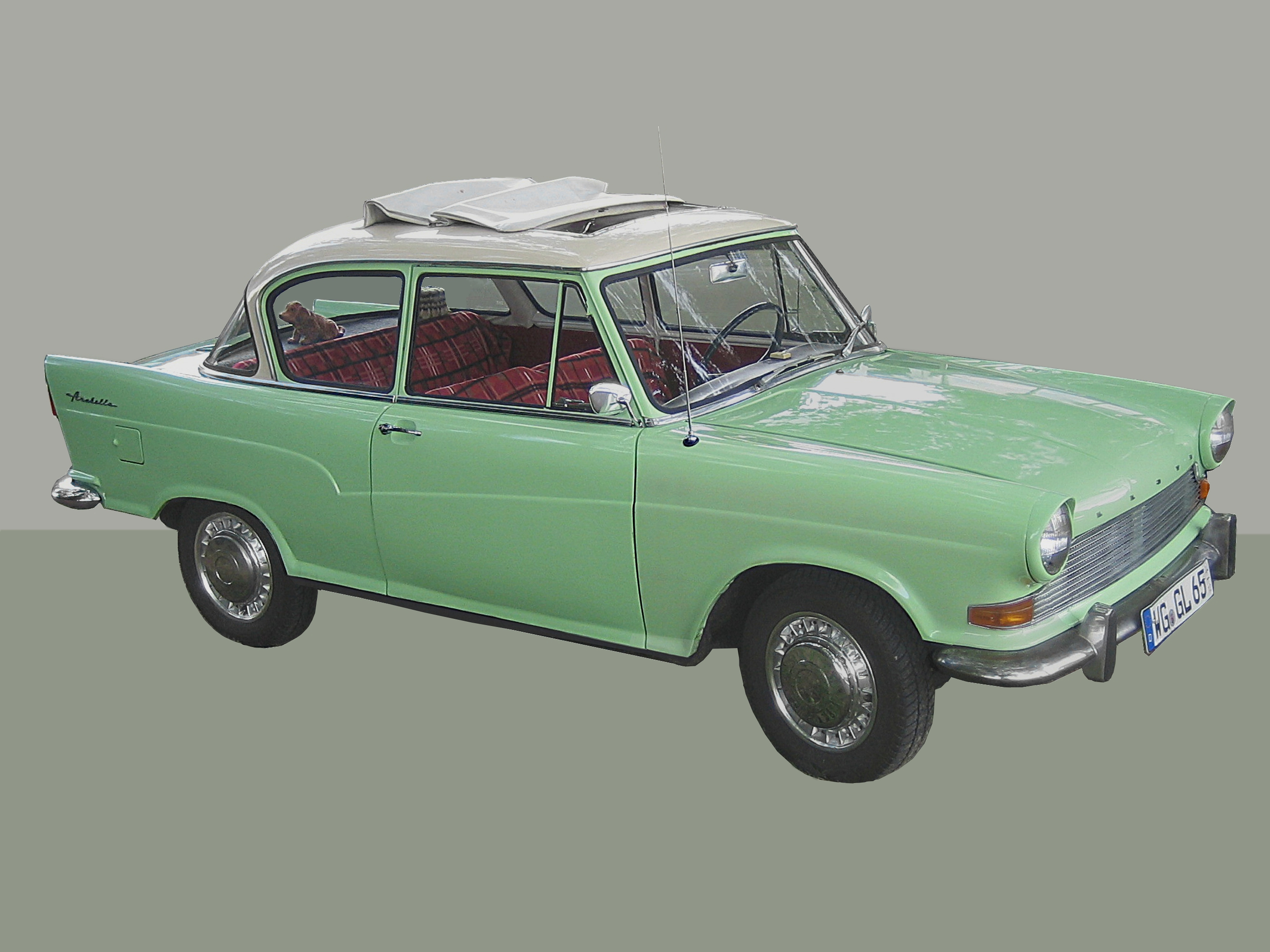
Lloyd Arabella

В 1959 модельном году начался выпуск модели LP900 Arabella. 897-кубовый четырёхтактный мотор в 38 л. с. был расположен продольно за пределами колёсной базы, как на Citroën 2CV, подвеска всех колёс была независимой — причём конструктор сумел разместить спереди пружины, заменившие использовавшиеся до этого на автомобилях этой фирмы более жёсткие поперечные рессоры.

#### Чехословакия

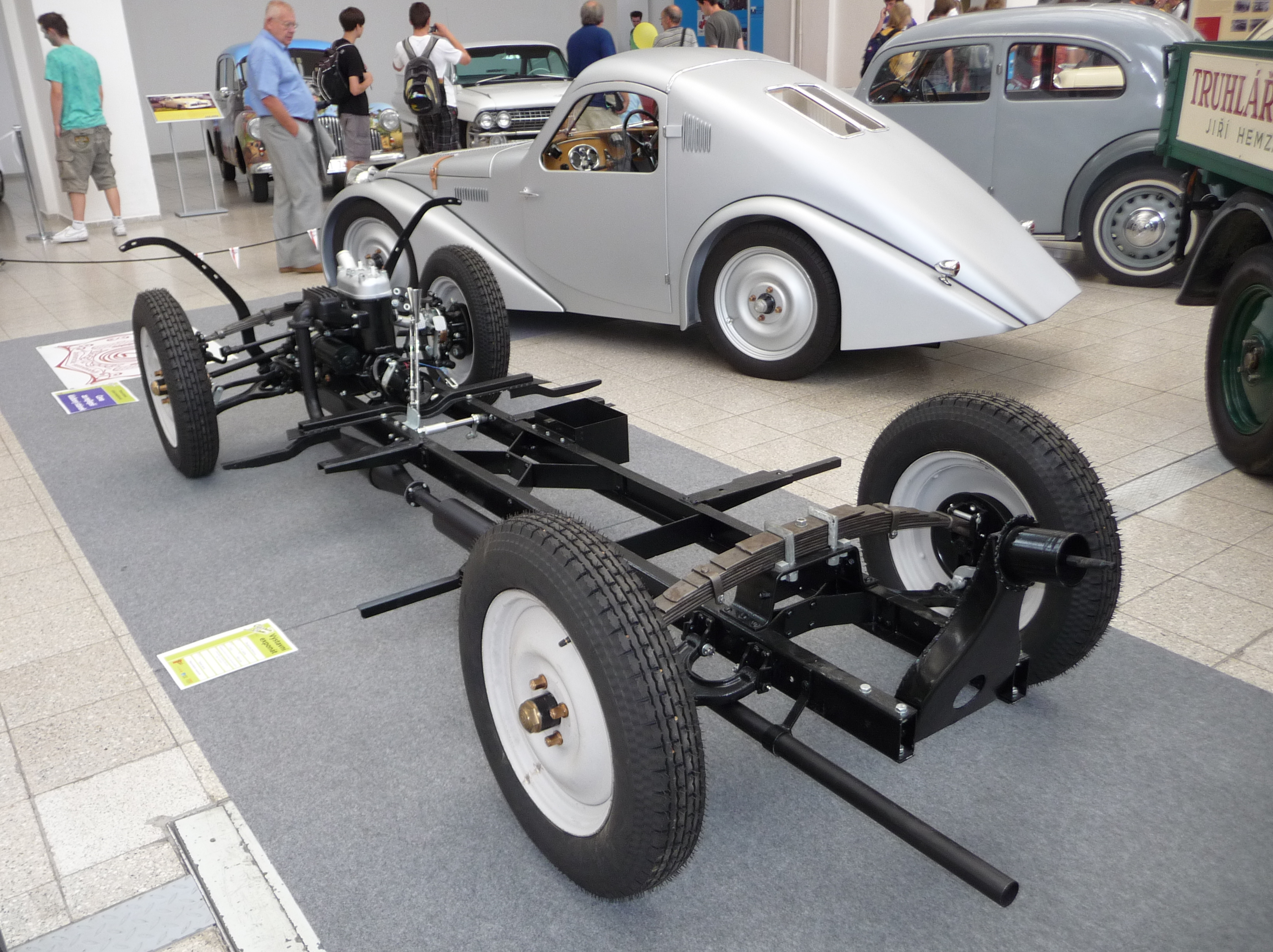
Шасси Zbrojovka Z 4

В довоенной Чехословакии, вообще весьма развитой в промышленном отношении, существовало несколько крупных производителей легковых автомобилей. Более известный как производитель стрелкового оружия завод Zbrojovka Brno (ZK) в 1931 году приступил к разработке переднеприводной малолитражки Zbrojovka Z 4. Компоновка была аналогична «Олвису»: двигатель (двухцилиндровый, развивал 11,2 л. с. при 905 куб. см) внутри колёсной базы, дифференциал — между ним и коробкой передач. Для привода ведущих колёс использовались сдвоенные карданные шарниры. Автомобиль разгонялся до 100 км/ч, имел рамное шасси и оригинальную независимую параллелограммную подвеску всех колёс на поперечных рессорах. 
Впоследствии умами чешских конструкторов всецело овладела заднемоторная компоновка. Первой массовой переднеприводной моделью стала лишь выпущенная в 1987 году Skoda Favorit, спроектированная по усреднённому западноевропейскому образцу и лишённая какой-либо оригинальности.

#### Швеция

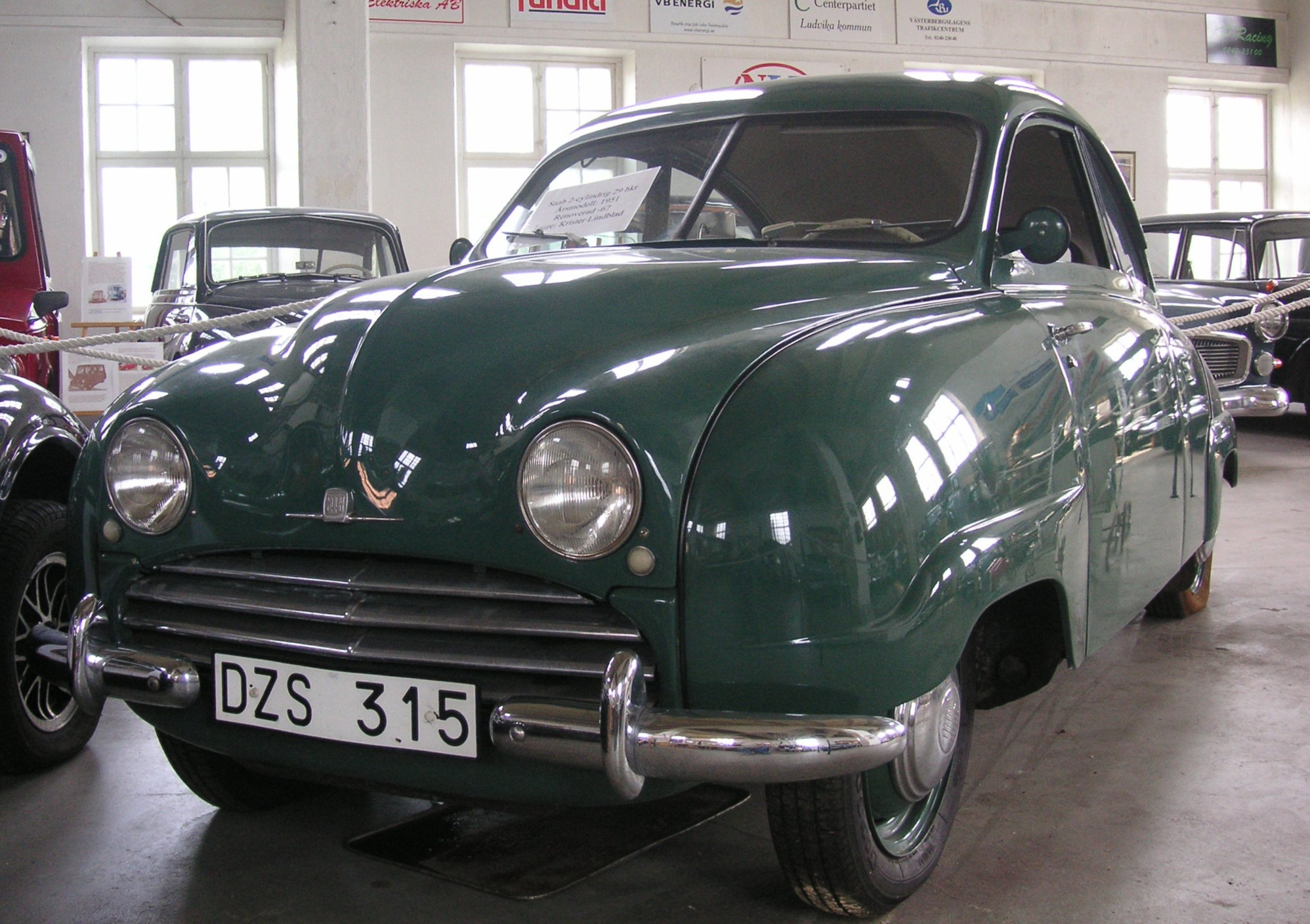
Saab 92

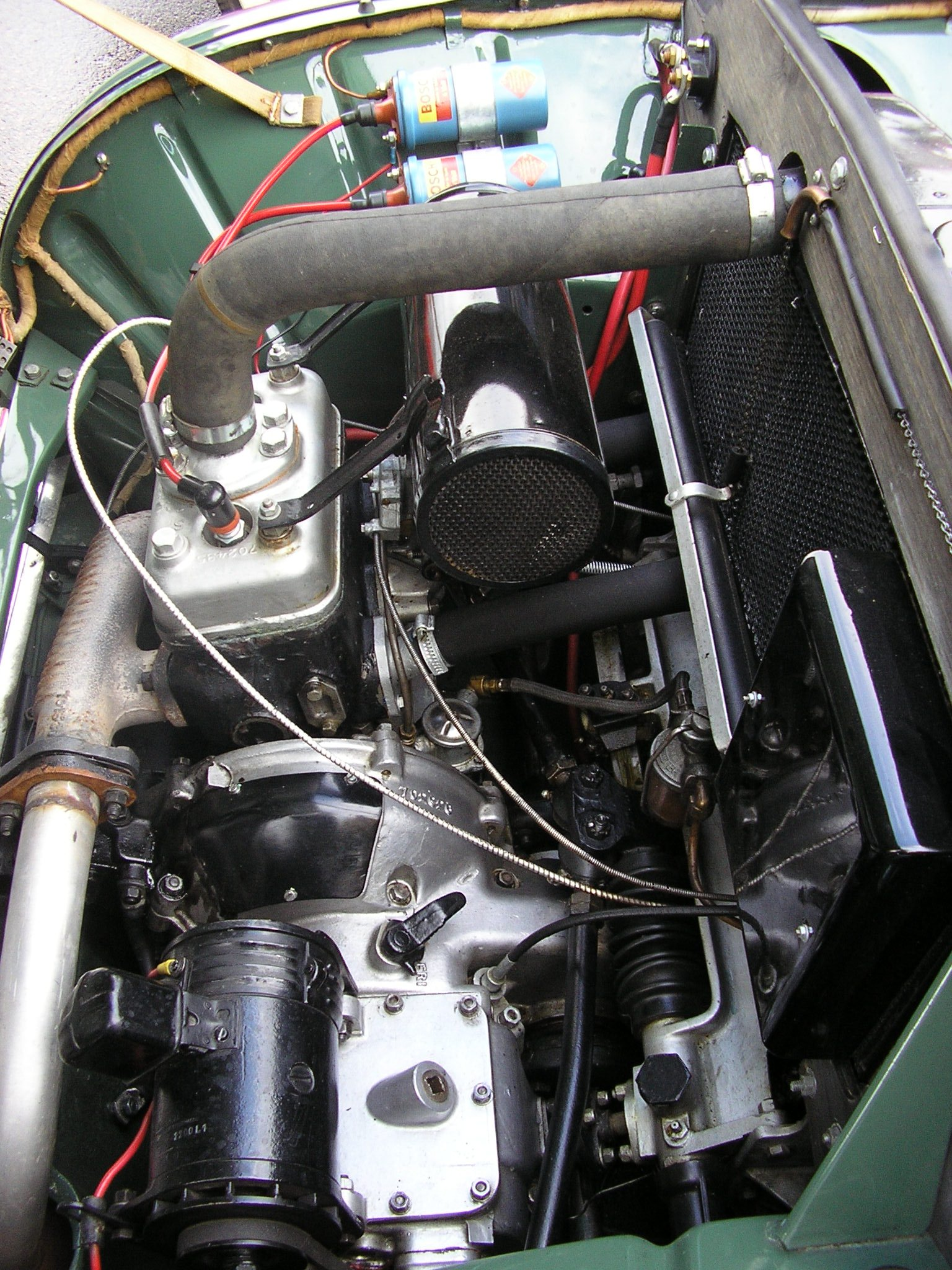
Компоновка с поперечным расположением двухтактного двигателя

В конце сороковых годов народную малолитражку с передним приводом разработала и поставила в производство шведская фирма Saab. Модель Saab 92 была ударными темпами спроектирована ранее выпускавшим только военные самолёты шведским предприятием сразу после войны, и пошла в серию в 1949 году, причём прототип многих конструктивных решений угадать было несложно — немецкие DKW, хорошо изученные шведами в послевоенные годы. В частности, от них была унаследована компоновка с поперечным расположением двухцилиндрового двигателя, причём в отличие от прямого наследника ДКВ — ГДР-овского Trabant — сохранившего водяное охлаждение.
Несмотря на крайне специфичный внешний вид, спартанскую простоту и примитивный двухтактный двигатель, машинка пользовалась популярностью и выпускалась со значительными модернизациями (как Saab 93, 95 и 96) до 1980 года.

#### Италия

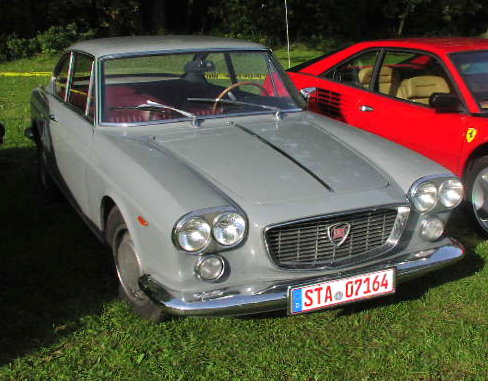
Lancia Flavia

В Италии фирма Lancia в 1961—1975 годах выпускала не слишком удачную коммерчески, но, тем не менее, немало способствовавшую популяризации переднего привода модель Flavia. У неё полуторалитровый двигатель мощностью 78 л. с. (позднее к нему добавились 1,8 и 2,0-литровые) с алюминиевым блоком цилиндров был полностью вынесен за пределы колёсной базы, коробка передач находилась внутри неё, а главная передача располагалась между маховиком двигателя и коробкой (компоновка Audi и «Москвича-2141»).
Привод на переднюю ось, очень необычные для тех лет дисковые тормоза всех колёс, полнопроточный маслофильтр, оппозитный алюминиевый двигатель, электробензонасос, а впоследствии — и механический впрыск топлива марки Kugelfischer в сочетании с весьма современным дизайном выводили «Флавию» на передний край тогдашнего автомобилестроения и делали её весьма интересным с технической точки зрения автомобилем. Между тем передняя подвеска была выполнена на архаичной поперечной рессоре — для пружин между её рычагами места не нашлось из-за уже расположенных там ШРУСов, задняя подвеска была зависимой и также рессорной, а сам автомобиль оказался чрезмерно тяжёл для своего класса и очень нетехнологичен в производстве, как следствие этого — дорог.
Впоследствии Lancia выпустила ещё несколько переднеприводных моделей, со временем сделав эту компоновку фирменной чертой своих автомобилей.

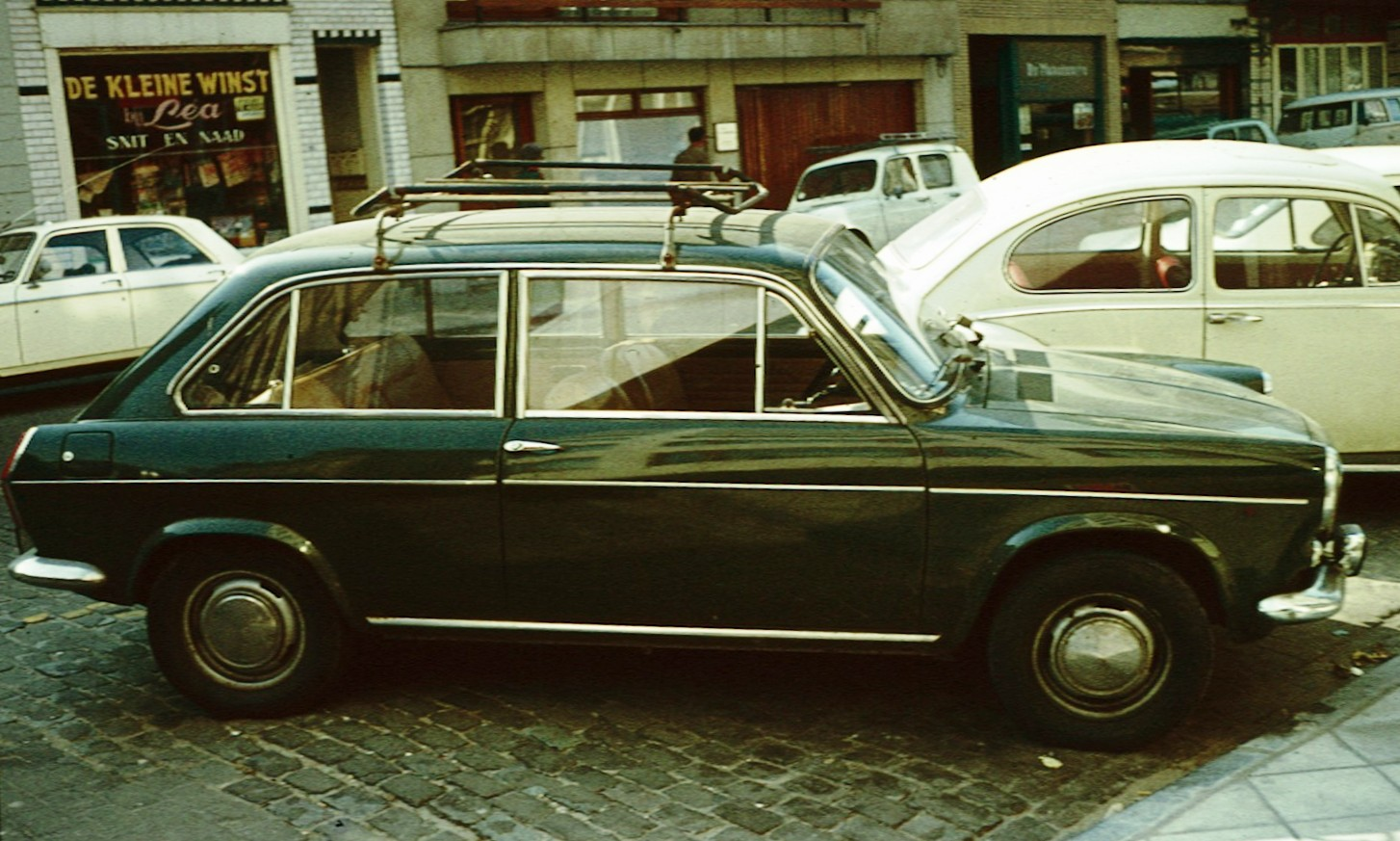
Autobianchi Primula

Позднее уже по схеме с поперечным расположением двигателя в Италии дочерним предприятием FIAT'a был создан достаточно удачный компактный хетчбэк Autobianchi Primula (1964—1970, конструктор — Данте Джакоза). Несмотря на ряд анахронизмов вроде рессорной подвески всех колёс (поперечная рессора с двумя нижними рычагами впереди, неразрезная балка на двух продольных рессорах сзади) — эта машина была уже вполне близка к последующим представителям этого класса и вызвала многочисленные подражания.
Именно её конструкцию многие исследователи считают предтечей современных переднеприводников с поперечным расположением силового агрегата. К слову, именно этот автомобиль в конце шестидесятых — начале семидесятых годов внимательно исследовали создатели первых советских переднеприводных автомобилей, в НАМИ на основе его изучения был построен ряд прототипов, ни один из которых, тем не менее, не планировался к серийному производству.

#### Великобритания

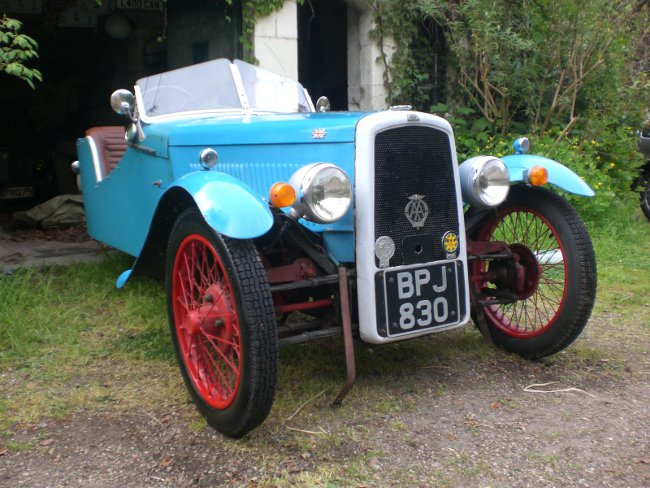
Мотоколяска BSA, 1934 год

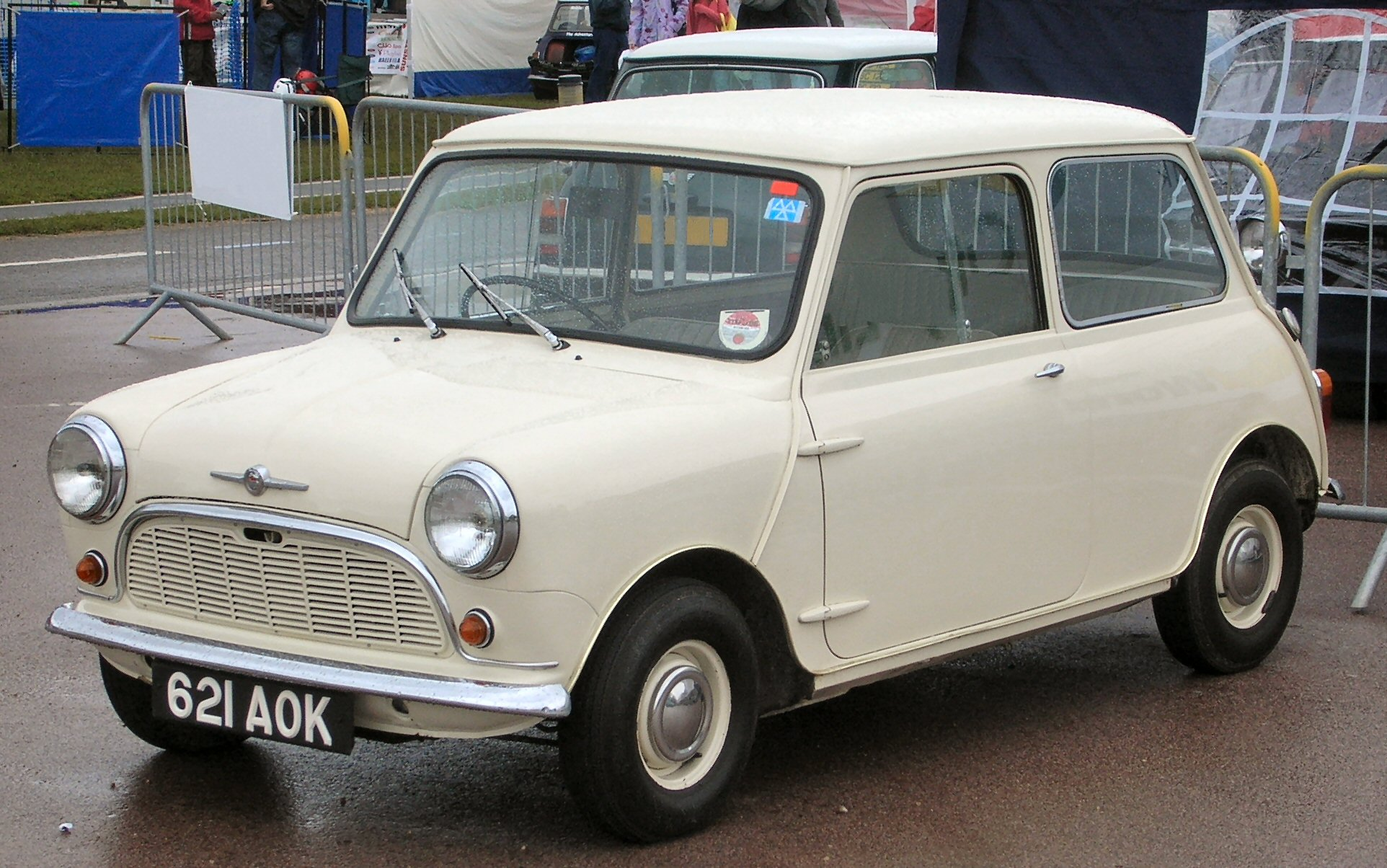
Austin Seven — Mini

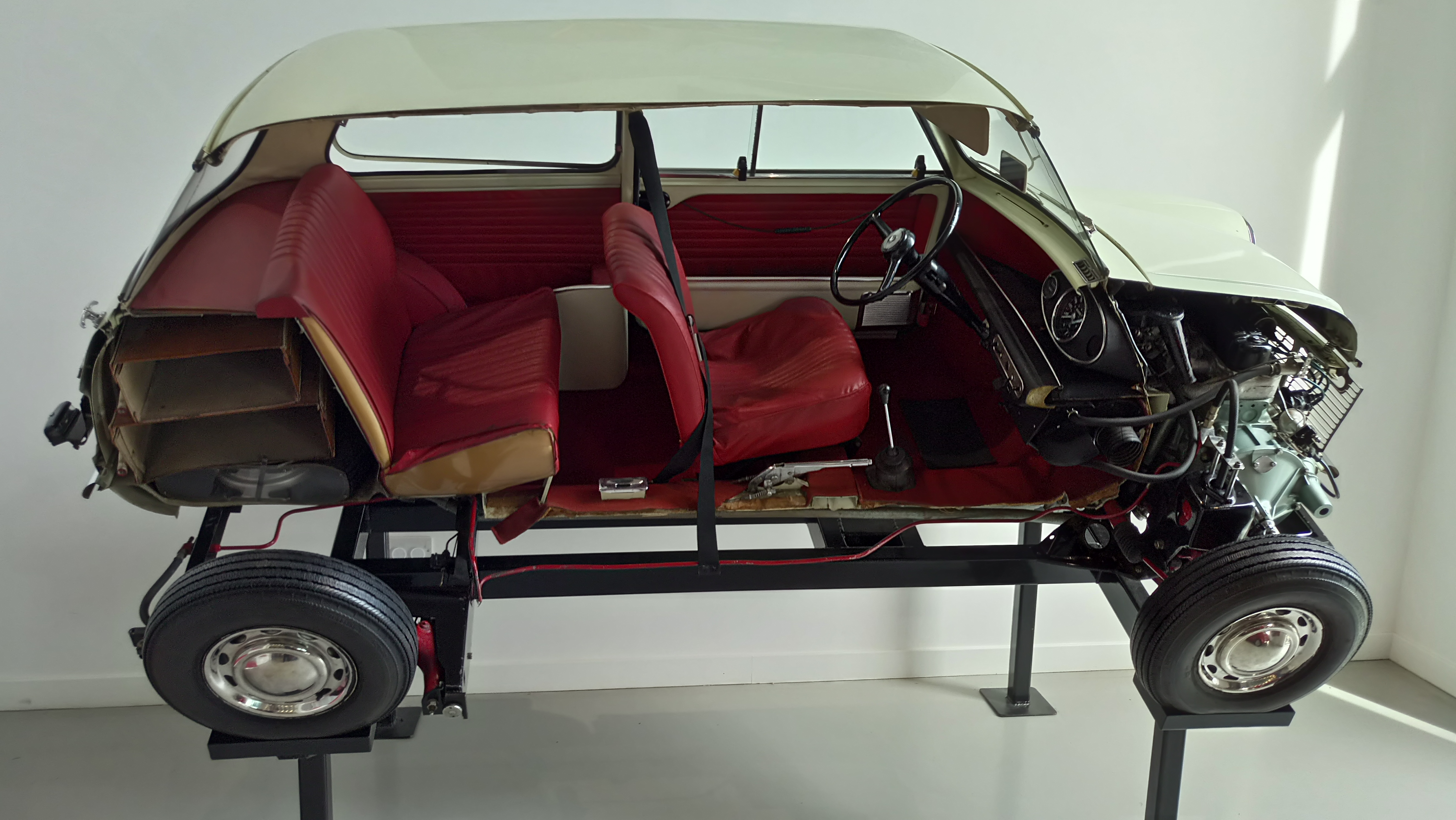
В разрезе

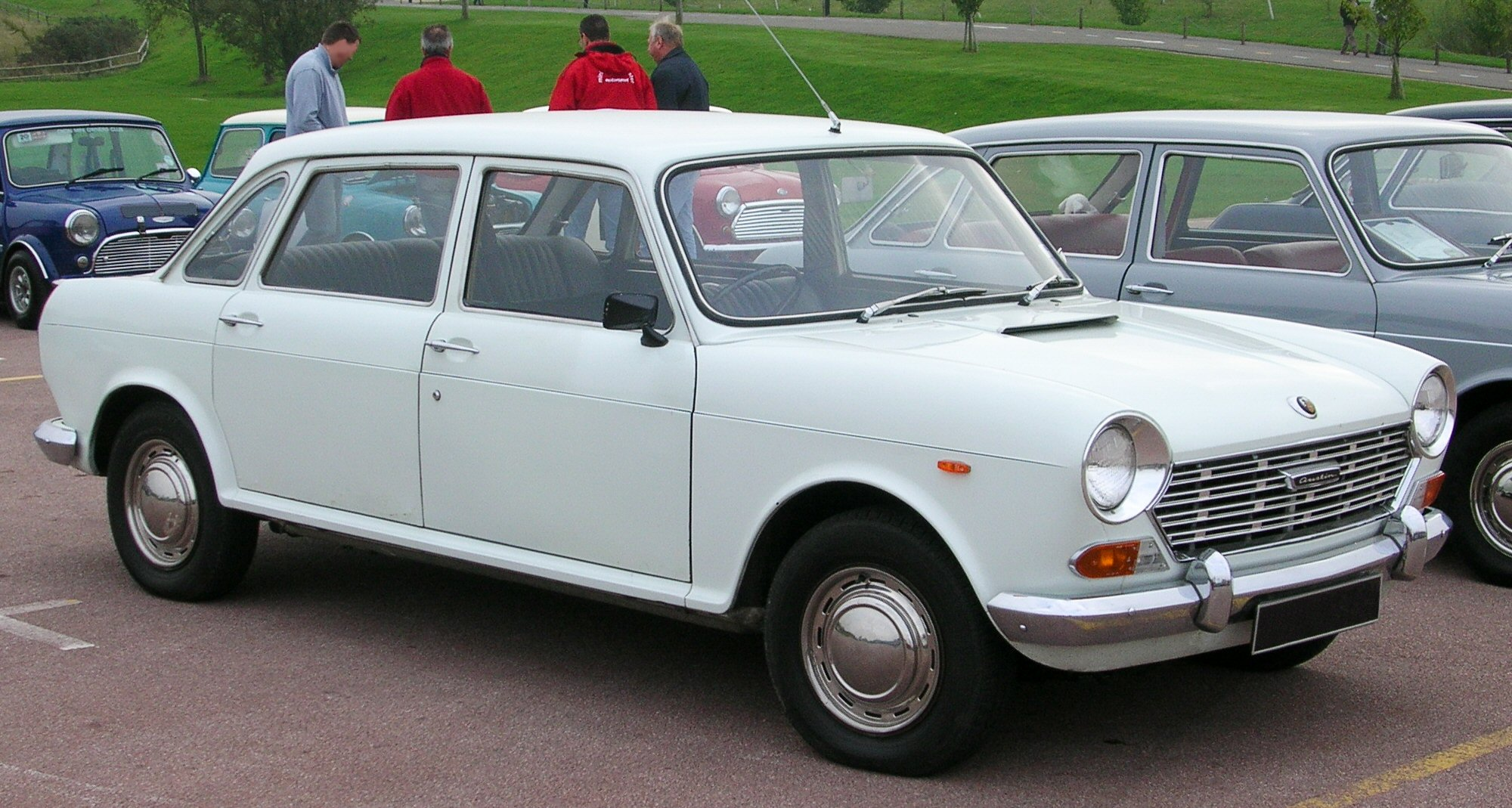
Austin 1800

До войны фирма BSA выпускала переднеприводные трёхколёсные спортивные автомобили (циклокары) с расположенным продольно за передней осью двухцилиндровым V-образным двигателем воздушного охлаждения мотоциклетного типа.
Первую послевоенную переднеприводную малолитражку британские автомобилестроители выпустили ещё в 1946 году — ей оказался спортивный родстер Lloyd 650 компании Lloyd Cars (не путать с германской Lloyd Maschinenfabrik GmbH, эти предприятия не связаны друг с другом) с 25-сильным двухцилиндровым двухтактным двигателем. В её конструкции было применено немало интересных решений, включая цельноалюминиевый двигатель, принудительную продувку цилиндров при помощи работающего в качестве компрессора третьего цилиндра, что позволило применить нормальную систему смазки с мокрым картером вместо обычного для «двухтактников» добавления масла в бензин, полностью синхронизированную на всех передачах, включая задний ход, коробку передач. Однако посредственные динамические качества (максимальная скорость едва достигала 85 км/ч) и высокая цена не слишком привлекали покупателей, в результате выпуск ограничился лишь примерно 600 экземплярами.
Первый по-настоящему массовый британский переднеприводной автомобиль появился лишь в 1959 году, зато его ждал громкий коммерческий успех. Этот автомобиль, сконструированный Алеком Иссигонисом, ранее работавшим над гоночными Alvis (см. выше), выпускался под разными обозначениями, но изначальным было — Austin Seven (хотя наибольшую известность он получил просто как Mini).
Благодаря переднему приводу с поперечным расположением силового агрегата 80 % длины автомобиля с двухметровой колёсной базой (меньше, чем у Оки) оказалось высвобождено для пассажиров и груза. Образ машины дополняли подвеска на резиновых блоках и более чем спартанский интерьер на четверых. Поначалу продажи были достаточно вялыми, однако после активной маркетинговой кампании покупатели обратили внимание на переднеприводную новинку, которая стала настоящей легендой британского автопрома и выпускалась до самого 2000 года.
В отличие от современных автомобилей, построенных по такой схеме, коробка передач у «Мини» была трёхвальной и располагалась непосредственно в поддоне двигателя, имея общую с ним систему смазки. Впоследствии подобная компоновка силового агрегата распространения не получила.
Впоследствии наиболее стойким приверженцем переднеприводной схемы в Великобритании оказалась именно Austin Motor Company (1905—1989), последовательно входившая в концерны British Motor Holdings (BMH) и British Leyland Motor Corporation (BLMC), а после распада последнего в 1984-м — вошедшая в состав фирмы Austin Rover. Её более крупная, чем Seven, модель Austin 1800 (платформа BMC ADO17) в 1964 году стала первым победителем европейского конкурса «Автомобиль года».

#### США
В США передний привод, как и иные «неклассические» компоновки, длительное время игнорировался производителями, не выходя за пределы чисто экспериментальных работ.
Из экспериментальных разработок этого периода стоит упомянуть экспериментальный автомобиль фирмы Kaiser Motors, который наиболее близко подошёл к серийному производству. Когда в середине 1940-х годов, предвидя послевоенный экономический бум, Генри Кайзер совместно с Джозефом Фрезером основал автомобилестроительную компанию своего имени, предполагалось, что она будет выпускать недорогие переднеприводные «компактные» автомобили (по европейским меркам — среднего класса, размером примерно с советскую «Победу»). Было построено несколько весьма любопытных прототипов, один из которых имел даже кузов из стеклопластика, но на них дело забуксовало — выяснилось, что между способным самостоятельно передвигаться прототипом и безо всяких оговорок проработанной, имеющей шансы на коммерческий успех, серийной машиной пролегает огромная дистанция. Пошедшие в серию летом 1946 года первые «Кайзеры» представляли собой передовые по дизайну, но вполне заурядные технически заднеприводные полноразмерные седаны, нацеленные на рынок автомобилей американского высшего-среднего класса (конкурируя с такими марками, как Buick, Mercury, DeSoto).

Oldsmobile Toronado 1966 года — один из самых экзотичных «передних приводов»

Первые же после войны серийные американские переднеприводные автомобили появились лишь в середине шестидесятых и явно заслуживают отдельного рассказа.
В течение всех 1960-х и большей части 1970-х единственным семейством переднеприводных автомобилей американского производства были personal luxury cars от GM — Oldsmobile Toronado и Cadillac Eldorado. Это были автомобили выдающегося, по современным меркам, размера, оснащавшиеся исключительно двигателями V8 большого рабочего объёма. Система переднего привода нужна была в первую очередь для того, чтобы устранить карданный вал, максимально опустить раму (точнее говоря, автомобиль имел не полную раму, а очень длинный подрамник, доходящий до передних креплений задних рессор) и пол салона, и при сохранении комфорта сделать кузов автомобиля экстремально низким, придав ему исключительно красивые, вытянутые пропорции.
Управляемость же была, по современным меркам, посредственной благодаря типично американской сверхмягкой подвеске и другим особенностям шасси. По меркам полноразмерных автомобилей США шестидесятых годов эти автомобили управлялись довольно неплохо. Главной же их проблемой были тормоза — изначально барабанные на все колёса, очень слабые и совершенно недостаточные для их динамических возможностей.
Конструкция переднего привода на этих моделях была очень специфичной, что было вызвано применением огромных и очень тяжёлых двигателей мощностью от 385 л. с. (bhp) и более: расположенный в моторном отсеке продольно с небольшим смещением вправо от продольной оси автомобиля V8 приводил в движение отдельно смонтированный гидротрансформатор АКПП, он передавал вращение на планетарную часть коробки при помощи мощной многорядной металлической цепи, а планетарная часть находилась в едином картере с главной передачей и гипоидной шестернёй приводила в движение редуктор переднего моста.

### 1970-е — 1980-е: всеобщее признание
К началу-середине 1970-х годов конструкция переднего привода легкового автомобиля была великолепно отработана. Существовали массовые автомобили как с продольным, так и с поперечным расположением силового агрегата. ШРУСы достигли надёжности и ресурса, делавших возможным их массовое применение на автомобилях практически любого класса.
Практически все автомобили малого и особо малого литража в эти годы перешли на передний привод, чему также способствовала популярность кузовов типа «хетчбэк», который в сочетании с передним приводом позволял создать очень рациональный и многофункциональный автомобиль, оптимальный в качестве средства передвижения типичной городской семьи. Именно переднеприводные хетчбэки так называемого «гольф-класса» (по имени изначально задавшей его стандарты модели Volkswagen Golf I) вплоть до настоящего времени являются наиболее популярным типом автомобиля в Западной Европе.
Из производителей автомобилей более высоких классов на передний привод перешли «Ауди» и «Фольксваген», British Leyland, почти все французские компании, многие японские производители. Верными «классике» остались Peugeot и европейский Ford на своих более крупных моделях (вплоть до середины 1990-х годов), Mercedes-Benz, BMW, Jaguar и большинство скоростных спортивных автомобилей.
В США массовый выпуск автомобилей с передним приводом начался в 1980-е годы, причём сопровождался резким снижением размерности, рабочего объёма двигателей и массы — при одновременных повышении технического уровня и «европеизации» дизайна, а также оказался отмечен серьёзными проблемами с качеством, преодолеть которые удалось лишь к концу десятилетия.
К середине 1980-х годов основная масса новых моделей автомобилей по обе стороны океана имеет передний привод, с ним выпускаются модели от микро- и малолитражных до бизнес-класса и даже категории «люкс» (например, Cadillac Deville с VII поколения). Конструкция переднеприводных автомобилей практически стандартизируется — в подавляющем случае используется поперечное расположение двигателя перед осью колёс, подвеска «Макферсон» с реечным рулевым управлением спереди и скручивающаяся балка сзади. Совершенствуются технологии, увеличивается ресурс ШРУСов.

### История переднего привода в СССР и России
В России передний привод длительное время оценивался в целом отрицательно, что было связано с особенностями её климата и дорожного хозяйства, в котором ещё в шестидесятых-семидесятых годах за пределами крупных населённых пунктов и соединяющих их асфальтированных или бетонных трасс преобладали грунтовые и гравийные дороги без твёрдого покрытия — в то время, как одним из существенных недостатков переднего привода абсолютно справедливо считалась именно плохая проходимость, особенно в гружённом состоянии и при движении на подъём. Дополнительно этот недостаток усугублялся малой мощностью малолитражных двигателей того времени, которые не обладали необходимым запасом тяги для обеспечения приемлемых ходовых качеств переднеприводного автомобиля в условиях скользкой дороги, на мягком грунте или на крутом подъёме, а часто и использованием в мировой практике тех лет неудачных компоновочных схем, обусловливавших недостаточную загрузку передней ведущей оси. В результате всегда оставалась вероятность, что сравнительно маломощная переднеприводная малолитражка в гружёном состоянии просто не сумеет «взять» очередной подъём, в особенности при движении в дождь или гололёд, не говоря уже о постоянных застреваниях при движении по «грунтовке». Устойчивости и управляемости же в те годы не уделялось большого внимания ввиду сравнительно малых скоростей движения.
Для дорожных и эксплуатационных условий СССР длительное время полагались наиболее подходящими автомобили «классической» компоновки, а в классе микролитражных автомобилей заднемоторной, обеспечивающей постоянную хорошую загрузку задней оси и, как следствие, приемлемые даже при небольшой мощности двигателя тяговые свойства и высокую проходимость. Именно эти соображения сыграли свою роль при выборе прототипа для первого отечественного автомобиля особо малого класса, «Запорожца» ЗАЗ-965, которым стал итальянский Fiat 600 с задним расположением силового агрегата. Для тех лет это решение следует признать верным, так как проходимость «Запорожца» действительно вошла в легенды, а переднеприводные автомобили в те годы во всём мире были редкостью в силу всё тех же описанных выше причин. Примерно так же объясняется и выбор в качестве прототипа для массовой отечественной малолитражки итальянского же (а итальянская глубинка ещё в шестидесятые годы славилась своим бездорожьем) Fiat 124 с «классической» компоновкой и в целом довольно консервативной конструкцией.
Тем не менее, переднеприводные схемы активно изучались, велись опытно-конструкторские работы, строились прототипы. Формально первым переднеприводным автомобилем, серийно выпускавшимся в СССР с 1959 года, может считаться одноосный тягач МАЗ-529В.
Первым образцом переднеприводного легкового автомобиля, изготовленного в СССР, была микролитражка самодеятельного автоконструктора, ведущего инженера самолётного КБ им. Яковлева Л. И. Лиса. У неё был открытый кузов упрощённой формы без дверей, привод от мотоциклетного двигателя ИЖ-49 на одно из неповоротных передних колёс и единственное управляемое заднее колесо. Оригинал этого автомобиля был построен в 1957 году и впоследствии, благодаря публикации в журнале «Техника-молодёжи» технической документации, вызвал сотни подражаний по всей стране, положив начало одной из наиболее массовых «серий» советских самоделок.
Интерес к переднему приводу на уровне массового автостроения возник позднее, лишь в начале шестидесятых годов, после появления за рубежом однозначно удачных и хорошо отработанных массовых моделей переднеприводных автомобилей. Основную исследовательскую работу в этом направлении осуществлял НАМИ. Так как отставание отечественной школы в этой области было совершенно очевидно, пришлось обратиться к изучению зарубежных прототипов.
Большое впечатление на конструкторов, в частности, произвёл своей предельно рациональной компоновкой английский автомобиль Austin Seven (MINI). Однако пробеги показали, что его конструкция, как и ожидалось, излишне хрупка для отечественных дорог. Особенно плохо показали себя подвески на резиновых блоках.
В 1966 году был построен прототип НАМИ-0107 «Василёк», на конструкцию и дизайн которого оказала большое влияние итальянская модель Autobianchi Primula. Автомобиль имел расположенный поперечно 1,1-литровый, 52-сильный двигатель собственной разработки НАМИ (на основе мотора «Москвич-408») и очень рационально скомпонованный кузов.
Между тем в стране существовал хороший «задел» для создания собственных конструкций переднеприводных микролитражек: компактный и лёгкий двигатель «Запорожца», объединённый в единый блок с трансмиссией, при некоторой переделке пригодной для организации привода на передние колёса (спирально-конические, а не гипоидные, шестерни дифференциала допускали такую его сборку, при которой колёса начинали вращаться в противоположном нормальному для «Запорожца» направлении), причём вполне приспособленный к установке впереди автомобиля (для него такая установка была в целом даже более предпочтительна ввиду лучшего охлаждения потоком набегающего воздуха; собственно говоря, такая возможность предусматривалась изначальным проектом двигателя, поскольку с самого начала отрабатывалась возможность его использования на передне/полноприводном вездеходе, см. ЛуАЗ-969).
НАМИ-0132 (1967) как раз и представлял собой кузов «Запорожца» ЗАЗ-966, адаптированный к установке переднеприводного силового агрегата на основе штатного и оригинальной передней подвески на поперечных рычагах. Чтобы устранить недостатки двигателя МеМЗ, на ЗОК (Завод опытных конструкций) при НАМИ разрабатывалась версия с водяным охлаждением.
Тогда же (1967) на основе силового агрегата «Запорожца» в Луцке был налажен массовый выпуск сельского автомобиля повышенной проходимости ЛуАЗ-969 (изначально под маркой ЛуМЗ), первые выпуски которого имели только передний привод по причине отставания с освоением серийного выпуска редуктора заднего моста. Именно ЛуАЗ-969В оказался первым советским серийным переднеприводным легковым автомобилем. Для обеспечения должной проходимости на нём были приняты специальные меры — пассажирский салон был сильно вынесен вперёд, а двигатель консольно вывешен в переднем свесе, что предопределило хорошую загрузку передней оси, необычный силуэт автомобиля, а в сочетании с небольшой массой, независимой подвеской и огромным дорожным просветом благодаря колёсным редукторам — его неплохую проходимость даже с приводом только на переднюю ось. В 1971 году он получил и привод на задний мост, став полноценным внедорожником.
По аналогичной НАМИ-0132 схеме в конце шестидесятых был выполнен автомобиль-прототип, использовавший кузов Fiat 124 и ряд узлов трансмиссии от Peugeot 204.
Во второй половине шестидесятых годов передним приводом в Европе стали снабжать не только малолитражные автомобили, но и модели среднего класса, например, Audi 100. Для проверки такого решения был построен прототип НАМИ-0173: кузов был позаимствован у «Волги» ГАЗ-24, расположенный продольно мотор — у «Москвича-412», трансмиссия была оригинальной разработки, но максимально унифицирована с «волговской». Наиболее существенной проблемой для автомобиля такого класса с передним приводом оказались шарниры привода передних колёс: даже технологии опытного производства при НАМИ пока не позволяли создать ШРУСы нужной прочности и долговечности.
В семидесятые годы был построен целый ряд прототипов на крупных автозаводах. В частности, на ВАЗе это были ВАЗ-Э1101 «Чебурашка» (1972) и ВАЗ-3Э1101 «Ладога», последний позднее стал отправной точкой работ по «Таврии». Но до этого на ЗАЗе вели и собственные работы над передним приводом, взяв за основу НАМИ-0132.
В Ижевске разработали и построили свой оригинальный прототип — современного вида хетчбэк ИЖ-13 «Старт», максимально унифицированный с выпускавшимся там «Москвичом-412», в частности, от него использовались двигатель и коробка передач; в качестве ШРУСов применили архаичные, но простые в изготовлении сдвоенные карданные шарниры. Но в серию эта машина не пошла.
В НАМИ в это время работали над переднеприводным микроавтомобилем. В качестве «мула» (носителя агрегатов) сначала взяли кузов польской версии Fiat 126 — Polski Fiat 126P «Maluch», это был заднемоторный автомобиль с рядным двухцилиндровым двигателем. Силовой агрегат перенесли вперёд, переделав под передний привод.
На следующем этапе к работе над моделью подключились ВАЗ и Серпуховский завод, для автомобиля был спроектирован совершенно новый кузов, в какой-то мере основанный на ранних разработках ВАЗовской «Чебурашки» ВАЗ-Э1101, а силовой агрегат полностью переконструировали под поперечное расположение двигателя — от польского «Фиата» теперь оставался только сам двигатель, так как рядного двухцилиндрового агрегата в СССР до этого не выпускали.
Прототип НАМИ-СМЗ-1101 был готов в 1984 году. Впоследствии, двигатель от FIAT заменили «половинкой» от двигателя ВАЗ-2108. В результате появилась модель ВАЗ-1111 «Ока», серийно выпускавшаяся с 1987 года сразу на трёх заводах: в Тольятти (АВТОВАЗ), Серпухове (СеАЗ) и в Набережных Челнах (ЗМА КамАЗ).

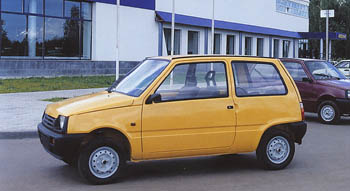
Первая и последняя советская переднеприводная микролитражка ВАЗ-1111 «Ока» (1987—2008)

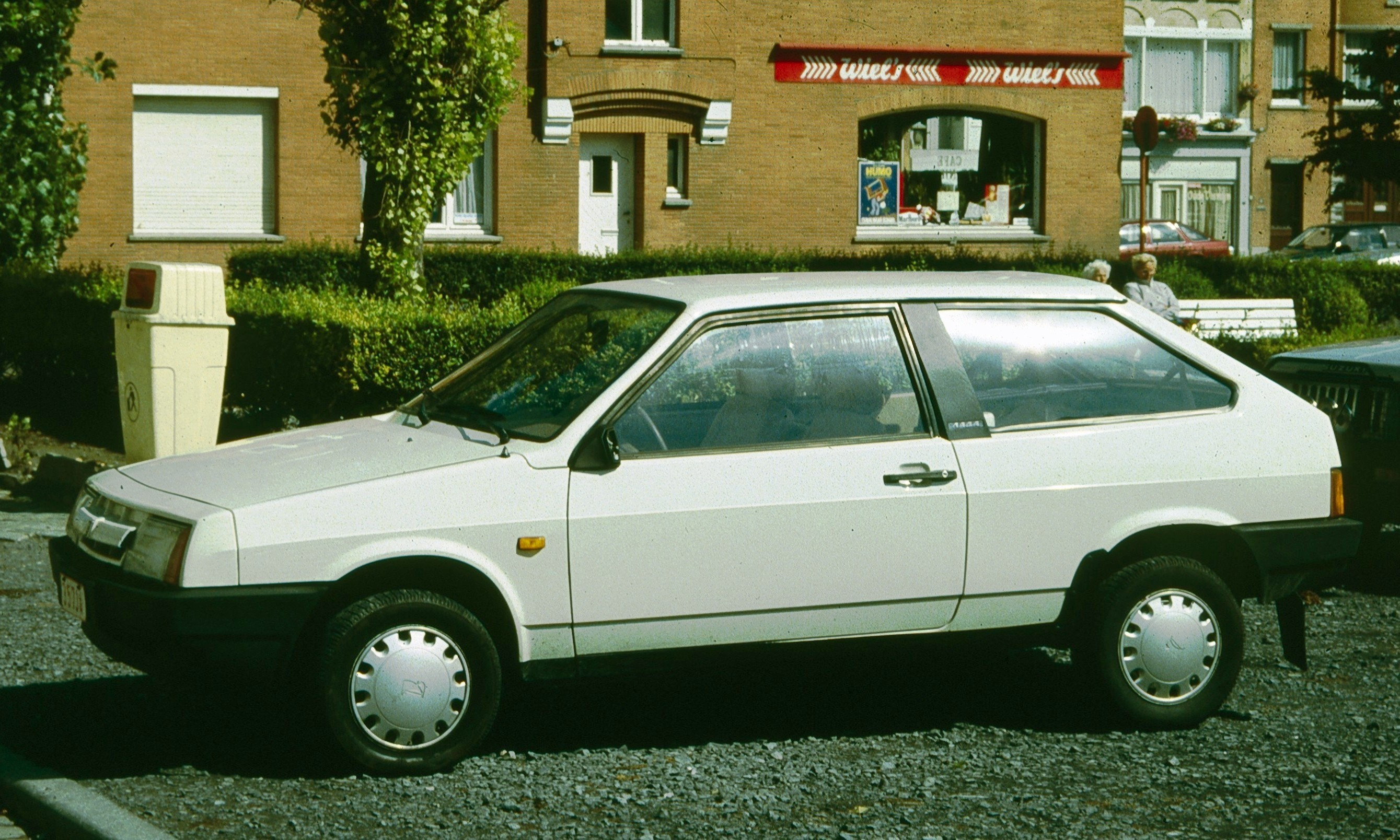
Первый массовый отечественный переднеприводной автомобиль ВАЗ-2108 «Спутник» дебютировал в 1984 году и фактически производился до декабря 2013 г. как рестайлинговая LADA Samara 3-dr (ВАЗ-2113)

На ВАЗе к 1978 году разработали и построили совместно с западногерманской фирмой Porsche прототип переднеприводного хетчбэка ВАЗ-2108 «Спутник», а серийное производство началось с 1984 года. Это был типичный европейский компактный хетчбэк «гольф-класса» в угловатом стиле начала восьмидесятых годов.
АЗЛК с начала семидесятых годов работал над заднеприводными автомобилями, промежуточными по классу между ВАЗами и «Волгой» (см. статьи Москвичи серии 3-5 и Москвичи серии С), работы были доведены до предсерийных образцов. Однако, в 1976 году в отраслевом Министерстве решили, что АЗЛК должен разработать и наладить выпуск переднеприводных автомобилей того же класса, как более современных (что на фоне образцов тогдашнего автомобилестроения выглядело более чем спорным).
В качестве прототипа заводу была навязана франко-американская модель SIMCA 1307/1308, автомобиль 1976 года в Европе. Передняя часть «Симки» не подходила для установки имевшихся в производстве в СССР двигателей, кроме того, торсионная передняя подвеска, выполненная по образцу американских моделей фирмы «Крайслер», была слишком непривычным решением. Поэтому за основу взяли только заднюю часть кузова французской модели, которая в целом сохранила свои очертания, передок же был спроектирован полностью заново, причём компоновка силового агрегата очень напоминала западногерманские Audi и Volkswagen.
Прототип был готов в 1979 году; в 1986 году окончились доводочные работы и автомобиль встал на конвейер завода АЗЛК как «Москвич-2141».

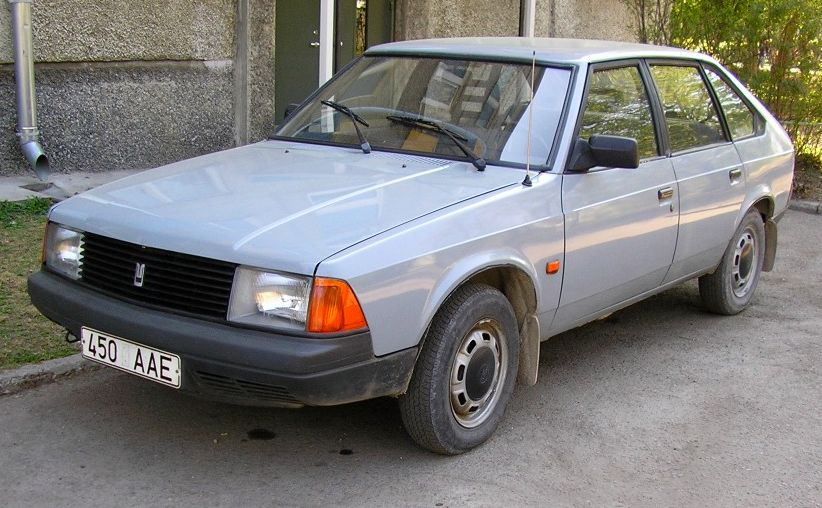
Неплохо задуманный АЗЛК-2141 «Москвич»/«Святогор» (1986—2001) всю конвейерную жизнь преследовала скандальная слава

В настоящее время большая часть отечественных легковых автомобилей (де-факто марки LADA) относится к переднеприводным или полноприводным. Последними отечественными заднеприводными легковыми автомобилями до 2012 года оставалась серия «Классика», включавшая седан LADA 2105, седан LADA 2107 и универсал LADA 2104; выпуск LADA 2105 был прекращён в декабре 2010 года, LADA 2107 — в апреле 2012 года, а 2104 — в ноябре 2012 года.

### Последние тенденции
Долгое время циркулировали слухи, что Chevrolet Impala, который начиная с 2000 года выпускался на переднеприводной платформе, после 2009 года будет заменён на новое поколение, построенное на заднеприводной Zeta Platform. Однако впоследствии руководство GM таковую информацию опровергло — новое поколение «Импалы», поступившее в продажу в 2013 году, основано на переднеприводной платформе Epsilon II (Opel Insignia).
На большом автомобиле передний привод не даёт таких существенных компоновочных преимуществ, как на малолитражке (в чём частично повинна планировка салонов современных автомобилей, которая подразумевает напольный рычаг коробки передач, а также наличие центральной консоли между передними сидениями и «бороды» под панелью приборов, что по сути аннулирует некогда бывшее весьма весомым преимущество «переднеприводников» — абсолютно ровный пол под ногами водителя и пассажиров благодаря отсутствию в нём тоннеля для коробки передач и карданного вала). Именно поэтому никогда не отказывались от него[чего?] Mercedes-Benz, BMW, Jaguar и многие другие производители сравнительно крупных и дорогих автомобилей, для которых компоновочные и экономические преимущества переднего привода не столь значительны, а аудитория более придирчиво относится к нюансам поведения автомобиля на дороге и многообразию техник управления, характерных для заднего привода. При этом безопасность в любых условиях движения обеспечивается за счёт насыщенности автомобиля управляющей электроникой.

## Рекорды
- Citroën SM с турбонаддувом поставил рекорд скорости для переднеприводных автомобилей: на трассе солёного озера Бонневилль в штате Юта (США) в 1987 году он достиг скорости 325 км/ч (202 миль/ч)[13].